# Liste der Kulturdenkmale in Oederan

Wappen von Oederan

In der Liste der Kulturdenkmale in Oederan sind die Kulturdenkmale der sächsischen Stadt Oederan verzeichnet, die bis August 2023 vom Landesamt für Denkmalpflege Sachsen erfasst wurden (ohne archäologische Kulturdenkmale). Die Anmerkungen sind zu beachten.
Diese Aufzählung ist eine Teilmenge der Liste der Kulturdenkmale im Landkreis Mittelsachsen.

## Oederan
| Bild                                    | Bezeichnung | Lage                                                 | Datierung | Beschreibung | ID       |
| --------------------------------------- | --- | ---------------------------------------------------- | --- | --- | -------- |
|                                         | Denkmalschutzgebiet Altstadt Oederan (Satzung vom 02. Juni 1996) | (Altstadt) (Karte)                                   | Nach 1709 | Für das Denkmalschutzgebiet nach § 21 SächsDSchG liegt eine bestätigte Satzung der Stadt vor. Es umfasst die Altstadt mit folgenden Adressen: Chemnitzer Straße 2–54, Anger, Badgasse, Schellsieben, Gerichtsstraße 1–3, Am Graben, Brühl 1–14, Altmarkt, An der Kirche, Große Kirchgasse, Mühlberg. An der Spüle, Tuchmachergasse, Seilergasse, Schulgasse, Ehrenzug 1–14, Teichplan, An der Bleiche 1–5, Frankenberger Straße 1–17, Hainichener Straße 1–35, Freiberger Straße 1–20, Talstraße, Mühlgasse, Lange Straße, Markt, Kleine Kirchgasse, Pfarrgasse, Enge Gasse, Kreuzgang, Unterstadt, Webergasse, Staberohweg, Am Kreuzberg, Martin-Luther-Platz. | 09240006 |
| Direkt Bild zu diesem Denkmal hochladen | Gedenkstein für Richard Wagner, zugleich Denkmal für seine in Oederan geborene ersten Frau Minna Planer | (Flurstücke 937, 938/1) (Karte)                      | 1931 | Denkmal von ortsgeschichtlicher Bedeutung. Am 19. Mai 1935 wurde durch die Stadtverwaltung Oederans und des Gesangvereins ein Denkmal zu Ehren Richard Wagners und seiner ersten Ehefrau, Minna Planer, aufgestellt. Minna Planer wurde am 5. September 1809 in Oederan geboren. Ihr Vater stellte „Wollkrempeln“ her, wie Richard Wagner in seiner Autobiografie mitteilt. Die Familie der Minna Planer musste unter Einbeziehung der Kinder „Tag und Nacht arbeiten“ (Zeitungsartikel von Manfred Köhler: Wagner und Minna Planer), um den Lebensunterhalt der Familie zu garantieren. Der Vater war zugleich Stabstrompeter des Kürassierregiments „Churfürst“ in Oederan. Die Familie Planer siedelte in der Hoffnung auf bessere Lebensbedingungen nach Dresden um. Minna Planer wurde Schauspielerin. 1834 lernte sie Richard Wagner kennen, ihre Hochzeit fand 1836 in Königsberg statt. Die Ehe zerbrach jedoch an unterschiedlichen Auffassungen. Am 25. Januar 1866 starb Minna Wagner. Bis zu ihrem Tod lebte sie in Dresden. Der Gedenkstein steht im Park am Kleinen Erzgebirge am Minna-Planer-Weg. Das Denkmal besteht aus drei grob behauenen Findlingen aus Glimmerschiefer. Am mittleren Stein wurde ein Bronzerelief mit dem Porträt Richard Wagners (Bildniskopf) befestigt. Die seitlichen Steine tragen zwei Bronzeschrifttafeln mit folgenden Inschriften: „DEM DEUTSCHEN MEISTER RICHARD WAGNER – MINNA PLANER – SEINE 1. LEBENSGEFAEHRTIN IN RUHELOSEN UND SORGENREICHEN JAHREN WURDE ZU OEDERAN 1809 GEBOREN“ sowie „ERRICHTET VOM CHORBUND OEDERAN MIT UNTERSTÜTZUNG DER GRUPPE OEDERAN DES DEUTSCHEN SAENGERBDS. UND DER STADTVERWALTUNG GEWEIHT A. 19. MAI 1935“. Das Denkmal ist denkmalwürdig auf Grund seines ortsgeschichtlichen Wertes. | 09241072 |
| Direkt Bild zu diesem Denkmal hochladen | Obelisk zum Gedenken an das Eisenbahnunglück vom 19. September 1895 | (Flurstück 668) (Karte)                              | 1896 | Denkmal von ortsgeschichtlicher Bedeutung. Ca. 1,5 km vom Bahnhof Oederan im Stadtwald stehendes Denkmal mit Inschrift „Dem Andenken der am 19. Septr. 1895 hier selbst verunglückten Soldaten des 9. Königl. Sächs. Inft. Regts. No. 133 gewidmet von dem Regimente und der Stadt Oederan“. 2,5 m hoher Obelisk, polierter Granit, aufgestellt am 19. September 1896 am Ort des Eisenbahnunglücks vom 19. September 1895, bei dem acht Soldaten am Unfallort sowie weitere drei Soldaten im Lazarett verstarben, 50 Soldaten erlitten beim Unfall Verletzungen. Das einzige Denkmal im Direktionsbezirk Chemnitz, welches an ein Eisenbahnunglück erinnert. Der Denkmalwert ergibt sich aus der geschichtlichen Bedeutung. | 09240800 |
| Weitere Bilder                          | Schauanlage „Klein-Erzgebirge“ (Sachgesamtheit) | (Flurstücke 937, 938/1, 938a) (Karte)                | 1933 Einweihung | Anlage mit Nachbildungen von Sehenswürdigkeiten des Erzgebirges im Maßstab 1:25 von großer Bedeutung für die Volksbildung und die Volkskunst. 1933 von arbeitslosen Schnitzern des Vereins für heimatliche Volkskunst geschaffene naturgetreue Nachbildungen bekannter Bauwerke des Erzgebirges in einer ebenfalls nachgebildeten Landschaft. Nach Unterbrechung während des Zweiten Weltkrieges stand seit Mai 1952 die volkskundliche Schau für die Besucher wieder zur Verfügung. 1992 waren hier über 80 nachgebildete Sehenswürdigkeiten des Erzgebirges zu sehen. Die Ausstellung wird ständig erweitert. In dieser Anlage werden die schönsten und bekanntesten Sehenswürdigkeiten des Erzgebirges im Maßstab 1:25 gezeigt, z. B. die alte Hammerschmiede in Frohnau bei Annaberg, die Augustusburg, das alte Fichtelberghaus von Oberwiesenthal, das Schloss Purschenstein bei Neuhausen, die typischen Wehrkirchen des Erzgebirges und zahlreiche weitere Objekten, welche die Region prägen. Der Pferdegöpel erinnert an die Anfänge der Mechanisierung in der Landwirtschaft. Älteste Miniaturschau Deutschlands. Neben einer großen Bedeutung für die Volksbildung ist sie zugleich ein wichtiges Zeugnis der erzgebirgischen Volkskunst. | 09240953 |
|                                         | Wohnhaus mit Relief im Hausflur, später Schankwirtschaft und Hotel Deutsches Haus | Altmarkt 3 (Karte)                                   | 1733 | Spätbarocker repräsentativer Putzbau von bau- und ortsgeschichtlicher Bedeutung. Tor und Torgewände auffallend, Haustor teilweise erhalten, heute mit zweireihigem Hecht, großes Satteldach mit halbem Schopf an einer der Giebelseiten. Vorgängerbau am 23. März 1733 abgebrannt, aber urkundlich 1733 als Haus erwähnt, vermutlich die Erbauungszeit des Hauses. Mitte des 19. Jahrhunderts befand sich im Obergeschoss ein Klassenzimmer der ehemaligen Bürgerschule. Seit 1870 Schankwirtschaft, später Hotel „Deutsches Haus“. Zweigeschossiger spätbarocker Putzbau, fünf Achsen, hohes an einer Seite abgewalmtes Satteldach mit heute wieder zweireihig angeordneten kleinen Gauben mit Satteldächern. Aufgehendes Mauerwerk Bruchstein. Fenstergewände Hilbersdorfer Porphyrtuff. Im Erdgeschoss rechts große Toreinfahrt mit Segmentbogenportal mit Schlussstein aus Hilbersdorfer Porphyrtuff. Haustor mit Pforte original erhalten. Im Inneren im Hausflur Relief mit Bezeichnung „1709“ sowie einer Krone. Diese Jahreszahl verweist auf den großen Stadtbrand von 1709. Das Haus wurde in den vergangenen Jahren denkmalgerecht saniert. Der Denkmalwert ergibt sich aus der großen baugeschichtlichen Bedeutung als sehr gut erhaltenes spätbarockes Bürgerhaus. Weiterhin erlangt das Haus ortsgeschichtliche Bedeutung auf Grund seiner oben beschriebenen Nutzungsgeschichte. | 09240957 |
|                                         | Wohnhaus in geschlossener Bebauung | Altmarkt 4 (Karte)                                   | Um 1800 | Mit Laden, zeitweise als Kinderwagenfabrik genutzt, wichtiger Bestandteil der Altmarktbebauung von stadtentwicklungsgeschichtlicher und ortsbildprägender Bedeutung. Toreinfahrt, Haustor ausgehängt, nur ein Flügel erhalten, Kreuzgratgewölbe im Ladenbereich. Im 19. Jahrhundert als Kinderwagenfabrik genutzt, 1891 zu Teilen niedergebrannt. Beim Wiederaufbau wurde das Gebäude mit einem Mezzaningeschoss versehen. Der Putzbau ist Bestandteil der geschlossenen Altmarktbebauung. Über rechteckigem Grundriss errichtet, zweigeschossig mit Mezzaningeschoss, Abschluss durch Satteldach mit Biberschwanzdeckung. Wesentliche Gestaltungsmerkmale sind die betonte Mittelachse mit Dacherker, der gestalterisch hervorgehobene Eingangsbereich in Formen der Neorenaissance u. a. mit Sitznischen, Pilastern sowie floralen Schmuckelementen, die sich in der Giebelspitze fortsetzen (aus der Zeit um 1920), teilweise profilierten Fenstergewänden aus Hilbersdorfer Porphyrtuff und Fensterverdachungen am Mittelteil. Der Eingang zu den Geschäften befindet sich an der dem Altmarkt zugewandten Traufseite. Bei der Sanierung in den beginnenden 1990er-Jahren blieb die zum Teil Haustür original erhalten. Die Hofseite des Gebäudes ist schlicht gestaltet, wie dies im Allgemeinen üblich war. Im Inneren blieben teilweise originale Ausstattungselemente erhalten. Als wichtiger Bestandteil der Altmarktbebauung erlangt das Gebäude stadtentwicklungsgeschichtliche und ortsbildprägende Bedeutung. Weiterhin ergibt sich der Denkmalwert aus der baugeschichtlichen Bedeutung als typisches bürgerliches Wohnhaus aus der Zeit um 1800 mit architektonisch qualitätvollen Ergänzungen der Wiederaufbauzeit nach 1891. | 09240958 |
| Weitere Bilder                          | Wohnhaus und Nebengebäude | An der Kirche 1 (Karte)                              | Vor 1800 | Markantes Hausensemble in Kirchennähe von baugeschichtlicher und städtebaulicher Bedeutung. - Wohnhaus: Kreuzgewölbe im Laden, Blume als Schlussstein, Veränderungen in Gestaltung des Hauses - Seitengebäude: Fachwerk-Obergeschoss zum Teil geblattete Kopfbänder | 09240960 |
| Weitere Bilder                          | Ehemaliges Kantorat | An der Kirche 3, 4 (Karte)                           | 1665 | Mit Dienstwohnung des Kirchners, zweigeschossiger Fachwerkbau aus dem 17. Jahrhundert, mit mehreren Bauphasen, von großer stadt- und baugeschichtlicher Bedeutung. Das Fachwerkdoppelhaus mit Nebengebäude wurde als Dienstwohnung des Kirchners und als Wohnhaus des Kantors und Lehrers errichtet. Es steht in unmittelbarer Nähe der Stadtkirche und des Altmarkts. Abschluss des Gebäudes durch Satteldach. Dendrochronologische Untersuchungen sowie Bauuntersuchungen nach Abnahme des Innenputzes ergaben, dass das Gebäude um 1713 unter Wahrung der Bruchsteinwände im Erdgeschoss gebaut wurde. Zu dieser Hauptbauphase gehören die inneren Badwände, die südwestliche Außenwand und möglicherweise der Nordwestgiebel im Obergeschoss sowie der Dachstuhl. Zu Beginn des 19. Jahrhunderts könnten die Fachwerkaußenwände im Nordosten und Süden erneuert worden sein. Um 1850 erhielt das Haus neue Fenster- und Türgewände und die kassettierte Haustür. Der Anbau gehörte eventuell ehemals zum Flurstück 80/1. Er ist mit seinem Kellergewölbe sowie dem Bruchsteinmauerwerk des Doppelhauses vermutlich vor dem Stadtbrand von 1709 entstanden (nach W. Ulbricht 1665 fertiggestellt). Auf Grund des hohen Alters und seiner Bedeutung für die Stadtgeschichte kommt dem Gebäude eine hohe bau- und stadtgeschichtliche Bedeutung zu. Denkmalwürdig ist es auf Grund seiner Authentizität und besonderen historischen Bedeutung. | 09240961 |
| Weitere Bilder                          | Ehemalige Schule (Rektoratsgebäude), später Wohnhaus in offener Bebauung mit Gedenktafel des Stadtbrandes von 1709 an der Traufseite des Hauses | An der Kirche 6 (Karte)                              | 1711–1718 (Schule); nach 1709 (Gedenktafel) | Zeittypischer Putzbau von großer stadt- und baugeschichtlicher Bedeutung. Eines der ältesten Gebäude Oederans. Als Rektorat von 1563 bis 1632 genutzt. Während des großen Stadtbrands vom 3. Juli 1709 abgebrannt, 1711 Wiederaufbau und 1718 Einweihung als Schule (Rektorat genannt). Bis 1867 Knabenschule, später im Besitz verschiedener Kaufleute und der Stadtgemeinde Oederan. 1991 umfassende Sanierungen auch im Inneren, 1994 Neugestaltung der Fassade. Zweigeschossiger schmaler Putzbau, 6 × 2 Achsen, Krüppelwalmdach mit drei Fledermausgaupen. Türportal mit waagerechtem Gebälk und Schlussstein (bezeichnet mit 1809) sowie Fenstergewände aus Porphyrtuff. An der Traufseite des Hauses Gedenktafel für den Stadtbrand vom 3. Juli 1709. Auf Grund seiner Nutzungsgeschichte kommt dem Gebäude eine große stadtgeschichtliche Bedeutung zu. Der originale Baubestand aus dem 18. Jahrhundert begründet schließlich den baugeschichtlichen Wert des Hauses. | 09240962 |
| Direkt Bild zu diesem Denkmal hochladen | Mietshaus in geschlossener Bebauung | An der Spüle 1 (Karte)                               | 1889 | Dreigeschossiger gründerzeitlicher Putzbau von bau- und stadtentwicklungsgeschichtlichem Wert, u. a. Haustür, reiche Fassadengliederung. 1831 befand sich das Grundstück im Besitz des Tuchfabrikanten Friedrich August Fiedler, 1872 im Besitz des Schneidermeisters Friedrich Wilhelm Baumann, der vermutlich 1889 das gründerzeitlich geprägte Mietshaus erbauen ließ. Durch Bauweise und Größe wirkt dieses Gebäude mitten in einer kleinstädtischen zweigeschossigen Bebauung wie ein Fremdkörper. Es dokumentiert jedoch sehr eindrucksvoll städtebauliche Entwicklungstendenzen, wie sie in allen größeren sächsischen Städten im ausgehenden 19. Jahrhundert in Folge der Industrialisierung anzutreffen war. Auch in Oederan war eine Bevölkerungszunahme aus gleichem Grund feststellbar, jedoch verlief diese Entwicklung weit gemäßigter, die Konzentration der Fabriken war geringer, so dass eine Verdichtung der Bebauung und eine Ablösung der kleinstädtischen Bebauung durch eine großstädtische Mietshausbebauung nur ansatzweise zu verzeichnen war, wie das die Bebauung „An der Spüle“ zeigt. Hieraus leitet sich die stadtentwicklungsgeschichtliche Bedeutung des Hauses ab. Der dreigeschossige Putzbau mit vier Fensterachsen, davon zwei am Mittelrisalit, blieb in gutem Originalzustand erhalten. Die Fassade ist aufwendig gegliedert durch Putznutung im Erdgeschoss, ein Gurtgesims zwischen dem Erd- und dem Obergeschoss, einem verzierten Kranzgesims, verschieden gestalteten Fenstergewänden aus Hilbersdorfer Porphyrtuff sowie einem zweiachsigen, qualitätvoll gestalteten Dacherker. Auch die verschiedenartigen Putzdekorationen, wie z. B. Putzquaderung an den Hauskanten und Diamantquaderungen prägen die Schaufassade. Authentizität und gestalterischer Anspruch begründen die baugeschichtliche Bedeutung als Zeugnis gründerzeitlichen Bauens. | 09240963 |
|                                         | Wohnhaus mit Hinterhaus in geschlossener Bebauung | Anger 13 (Karte)                                     | 1841 (Wohnhaus); 1841/1842 (Hinterhaus) | Zeittypische Putzbauten in gutem Originalzustand von bau- sowie stadtgeschichtlichem Wert. Durch die Nutzungsgeschichte erlangt der Gebäudekomplex stadtgeschichtliche Bedeutung, die besonders typische Ausprägung des Baus und seine Authentizität bestimmen den baugeschichtlichen Wert. Um 1841 für den Zimmerermeister Karl Friedrich Beyer erbautes Wohnhaus mit Hintergebäude. Seit Januar 1842 war das Vorderhaus und seit Januar 1843 auch das Hinterhaus bewohnt. Um 1870 erwarb der Flanellfabrikant Carl Wilhelm Schilling das gesamte Anwesen und richtete im Erdgeschoss des Vorderhauses eine Garnniederlage sowie im Dach und Keller Vorratsräume für Schafwolle ein. Im Hintergebäude richtete er eine Färberei und Flanellweberei mit Zurichterstube ein. Damit waren Veränderungen an den Gebäuden verbunden, die jedoch auf das äußere Erscheinungsbild der Gebäude nur wenig bzw. keinen Einfluss hatten. Bis 1981 im Besitz der Familie Schilling. Das Wohnhaus mit anspruchsvoller Straßenfassade, zweigeschossig, sechsachsig, verputzt mit Putznutung im Erdgeschoss, Gurtgesims, betonte Traufe sowie Fenster- und Türgewände sowie Eckquadern aus Hilbersdorfer Porphyrtuff. Abschluss durch Krüppelwalmdach mit Schleppgaube über die gesamte Dachbreite. Originale Haustür erhalten. Die Giebel- und Hofseite schlicht. Das Hintergebäude ebenfalls zweigeschossig mit massivem Erdgeschoss und Fachwerkobergeschoss, Abschluss durch Satteldach. Durch die Nutzungsgeschichte erlangt der Gebäudekomplex stadtgeschichtliche Bedeutung, die besonders typische Ausprägung des Baus und seine Authentizität bestimmen den baugeschichtlichen Wert. | 09240964 |
| Direkt Bild zu diesem Denkmal hochladen | Wohnhaus in geschlossener Bebauung | Anger 21 (Karte)                                     | 1810 (laut Stadtchronik) | Schlichter Putzbau, ehemaliges Weberwohnhaus, typisches Beispiel der Angerbebauung oberhalb des Oederaner Marktplatzes von stadtentwicklungs- und baugeschichtlichem Wert. Nach Angaben des Stadtarchivs 1810 vom damaligen Eigentümer, dem Weber Christian Friedrich Winkler erbaut. Am Türportal bezeichnet mit „GFM 1840“ (Stadtchronik). 1840 befand sich das Grundstück im Eigentum des Webermeisters Gottlob Friedrich Morgenstern, der vermutlich um 1840 Baumaßnahmen am Gebäude durchführte, dabei könnte die Straßentraufseite massiv aufgerichtet worden sein. Schlichter Putzbau, fünf Achsen, zweigeschossig mit steilem geschweiftem Satteldach mit großer Schleppgaube. Wichtig für das Erscheinungsbild des ansonsten schlichten Hauses sind das Fensterbankgesims im Obergeschoss, die einfachen Fenstergewände und das Türportal mit waagerechter Verdachung mit Inschrift. Bauzeitliche Haustür erhalten. Die Hofseite ist verändert, das Haus ist leicht überformt. Als trotz gewisser Veränderungen typisches Wohnhaus am Anger und als Weberhaus erlangt das Gebäude stadtentwicklungs- und baugeschichtliche Bedeutung. | 09240965 |
|                                         | Wohnhaus in offener Bebauung | Anger 23 (Karte)                                     | 1824 | Kleinstädtisches Wohnhaus aus dem beginnenden 19. Jahrhundert von baugeschichtlichem und städtebaulichem Wert. Türgewände, Tür original, Fachwerk-Obergeschoss. Kleinstädtisches Wohnhaus, 1824 im Auftrag des Fuhrunternehmers Anton Fischer errichtet. Putzbau mit Restfachwerk im Obergeschoss der Straßentraufseite. Hohes Mansarddach mit Schopf und stehenden Gauben. Als zeit- und landschaftstypisches Kleinstadthaus in gutem Originalzustand von baugeschichtlichem Wert. | 09240966 |
| Direkt Bild zu diesem Denkmal hochladen | Ehemaliges Armenhaus (ehemaliges Militärhospital, ehemalige Städtische Herberge) | Augustusburger Straße 1 (Karte)                      | 2. Hälfte 18. Jahrhundert | Zweigeschossiger spätbarocker Putzbau von ortsgeschichtlicher, baugeschichtlicher und städtebaulicher Bedeutung. Zweigeschossiger spätbarocker Putzbau über längsrechteckigem Grundriss mit Krüppelwalmdach. Hauseingang in der Mitte der Traufseite Stichbogenportal mit Schlussstein aus Porphyrtuff. Aus gleichem Material auch die Fenstergewände. Als ehemaliges Armenhaus vermutlich in der 2. Hälfte des 18. Jahrhunderts als städtische Gründung gebaut. 1831 wurde das Gebäude als Militärhospital erwähnt. 1924 wurde dann die Städtische Herberge gegründet. Das Gebäude weist mehrere Bauphasen bzw. bauliche Maßnahmen auf. Als ehemaliges Armenhaus, Militärhospital und spätere Städtische Herberge verkörpert das Bauwerk einen wichtigen Teil der Stadtgeschichte und erlangt somit stadtgeschichtliche Bedeutung. Die typische Ausprägung des Gebäudes sowie sein guter Originalzustand begründen schließlich die baugeschichtliche Bedeutung des Hauses. | 09240967 |
| Direkt Bild zu diesem Denkmal hochladen | Grundstückseinfriedung mit Tor | Bahnhofstraße 3 (Karte)                              | Um 1900 | Schmiedeeiserner Zaun in qualitätvoller Gestaltung, als Beispiel der Handwerkskunst um 1900 von künstlerischem Wert | 09240969 |
| Direkt Bild zu diesem Denkmal hochladen | Ehemaliges Restaurant Feldschlößchen mit Wohnung, später Wohnhaus in offener Bebauung, mit Nebengebäuden und Einfriedung entlang der Bahnhofstraße | Bahnhofstraße 19 (Karte)                             | 1869 (Restaurant); zwischen 1875 und 1893 (Werkstatt an Gerichtsstraße); 1893 (als Lager und Schmiede)                                                          | Zeittypischer, gut erhaltener Putzbau von baugeschichtlichem, stadtentwicklungsgeschichtlichem und städtebaulichem Wert. 1869 als Restaurationsgebäude des Bauherrn F. Frankenheim in unmittelbarer Bahnhofsnähe erbaut. 1870 trug das Restaurant den Namen „Feldschlösschen“. 1893 wird als Eigentümer der Maschinenbauer C. Fischer genannt, der das Restaurationsgebäude zum Wohnhaus umbauen und zwischen 1875 und 1893 das Nebengebäude (an die Gerichtsstraße anschließend) als Werkstatt bauen ließ. 1893 errichtete der Oederaner Baumeister Carl Kempe für den gleichen Bauherrn das an die Werkstatt anschließende Gebäude, welches als Schmiede und Lager bestimmt war. Dieses Nebengebäude wurde schließlich 1914 im Auftrag des nunmehrigen Eigentümers, dem Viehhändler Richard Ostmeier zum Stallgebäude mit Futterboden umgebaut. Heute werden die Hintergebäude gewerblich genutzt. - Wohnhaus: Breit lagernder Putzbau mit dreiachsigem Mittelrisalit, dieser zweigeschossig, sonst eingeschossig mit Drempel, Abschluss durch weit vorkragendes Satteldach, im Erdgeschoss Rundbogenfenster, im Obergeschoss und im Giebel Segmentbogenfenster, die Fenster am Drempel als Zwillingsfenster zusammengefasst, alle von rot gefärbtem Natur- oder Werkstein eingefasst. Der Bau zeigt sich heute in seinem äußeren Erscheinungsbild leicht vereinfacht. Der ursprünglich vorhandene Balkon existiert nicht mehr, der Giebel wurde vereinfacht und die Putznutung im Erdgeschoss entfernt. - Nebengebäude: ein- bzw. zweigeschossig, Putzbauten, Satteldach, original erhalten - Einfriedung: entlang der Bahnhofstraße mit Natursteinschichtmauerwerk als Sockel und Eisengitterzaun in zeittypischer, relativ einfache Gestaltung Der Denkmalwert ergibt sich aus dem bau- und stadtgeschichtlichen Wert als zeittypisches Zeugnis des Bauhandwerkes im 19. Jahrhundert und typische Bebauung des Bahnhofsviertels. | 09303763 |
|                                         | Villa mit Nebengebäude | Bahnhofstraße 20 (Karte)                             | Um 1880 | Historistischer Putzbau in Formen der Neurenaissance, mit Natursteingliederungen, architektonisch anspruchsvoll gestaltete Gebäude in gutem Originalzustand von baugeschichtlicher, baukünstlerischer und stadtentwicklungsgeschichtlicher Bedeutung. Guter Originalbestand, nachträglicher Anbau, Freitreppe, Eckquaderung, einstöckig, schöne Haustür, Mittelrisalite, Fensterüberdachungen, originaler Kachelofen im Inneren erhalten. Die Villa mit Nebengebäude wurde 1884 im Auftrag von Fürchtegott Förster erbaut. Das auf einem längsrechteckigen Grundriss errichtete eingeschossige Gebäude schließt mit einem Mansarddach ab. An drei Gebäudeseiten der Villa befinden sich zweigeschossige Mittelrisalite, in diese wurde u. a. der Eingangsbereich und auf der Südostseite der Altan integriert. Wichtige Gestaltungselemente des Putzbaus bilden weiterhin die umlaufenden Gesimse, die Eckquaderungen, die Natursteingewände im Erd- und Mansardgeschoss mit Pilastern, gerader Verdachung und Dreiecksgiebel mit Palmetten-Akroterien, Mäanderverzierungen, Akanthusfries mit Kartuschen und Engelsköpfen mit Flügeln. Die Kastenfenster waren 1998 noch zum großen Teil original erhalten, ebenso die reich verzierte Eingangstür mit Löwenköpfen. Der Hauseingang ist über eine einläufige Treppe mit vier Säulen (auf den Treppenwangen originales Geländer) zu erreichen. Das Wohngebäude ist zum Großteil mit einem Tonnengewölbe unterkellert. Im Innenbereich sind die originalen Raumstrukturen, Treppenaufgänge, Innentüren, Stuckdecken und der Dachstuhl erhalten. Das eingeschossige auf längsrechteckigem Grundriss errichtete Nebengebäude schließt mit einem Walmdach ab. Der Putzbau wird von Bändern gegliedert. Die Giebelseiten besitzen jeweils ein Fenster mit Rundbogenabschluss und Fensterläden. Die Hofseite zeigt zwei Garagentore und einen Eingang mit historischer Tür. Reste der Gartenarchitektur blieben erhalten. Der Denkmalwert resultiert aus dem baukünstlerischen, baugeschichtlichen und städtebaulichen Wert. Durch die Authentizität des Bauwerks kann auch das Kriterium der Denkmalwürdigkeit bejaht werden. | 09240970 |
| Weitere Bilder                          | Empfangsgebäude (Bahnhof Oederan) | Bahnhofstraße 22, 24, 26 (Karte)                     | 1869 | Authentisch erhaltenes Bahnhofsgebäude der Bahnstrecke Dresden–Werdau (6258, sä. DW) aus den Anfängen der sächsischen Eisenbahngeschichte von großer verkehrsgeschichtlicher Bedeutung. Am 1. März 1869 erfolgte die Inbetriebnahme des zweigleisigen Eisenbahnabschnitts zwischen Freiberg und Flöha, wodurch die Aufnahme des durchgehenden Eisenbahnbetriebes zwischen Dresden und Zwickau möglich wurde. Das schon zuvor begonnene Empfangsgebäude von Oederan südöstlich der Stadt wurde zu diesem Zeitpunkt in Betrieb genommen. Es handelt sich hierbei um einen Typenbau mit zwei 2,5-stöckigen Kopfbauten und einem eingeschossigen Mittelbau mit Drempel (straßenseitig heute zweigeschossig), alle mit Satteldächern. Der Putzbau ist 45,5 m lang und 16 m breit. Er besticht durch seine authentische Fassadengliederung mit Rundbogenfenstern und Putznutungen im Erdgeschoss sowie Rechteckfenstern mit Überschlaggesimsen im Obergeschoss. Beide Etagen werden optisch durch ein Gurtgesims horizontal gegliedert. Das Empfangsgebäude ist der älteste erhaltene größere Bahnhof dieser wichtigen Hauptstrecke, nur der alte Niederwiesaer Bahnhof, welcher in seiner Gestaltung dem Oederaner ähnelt, wurde drei Jahre früher erbaut. Der Oederaner Bahnhof erlangt somit eine große verkehrsgeschichtliche Bedeutung in Sachsen, insbesondere durch seine bemerkenswerte Authentizität. | 09240968 |
| Direkt Bild zu diesem Denkmal hochladen | Nähfadenfabrik Oederan mit Verwaltungs- und Fabrikationsgebäude (Hauptgebäude an der Bahnhofstraße), Einfriedung mit Tor und Zaungittern, Parkanlage vor der Fabrik mit Pavillon (Gartendenkmal) und Gedenktafel für ehemalige Häftlinge der Außenstelle des KZ Flossenbürg, die 1944/1945 im Betrieb inhaftiert waren (Alterfil Nähfadenfabrik, ehemals Nähfadenfabrik Erwin Kabis) | Bahnhofstraße 33 (Karte)                             | 1909 (Verwaltungsgebäude und Fabrikgebäude); 1921–1926 (Einfriedung und Gartenpavillon); vermutlich 1921–1926 (Fabrikpark/Werksgarten)                          | Architektonisch qualitätvolle Fabrikanlage von baugeschichtlicher, baukünstlerischer, regionalgeschichtlicher und städtebaulicher Bedeutung; großes Hauptgebäude mit Mittelbau mit Tordurchfahrt, mehrgeschossiger Putzbau mit zeittypischer Architekturgliederung, Innenausstattung einfach, teilweise gute Türen aus Bauzeit, ebenso eine kassettierte Stuckdecke, Bunker vollständig erhalten mit Stahltüren und Fensterläden, teilweise ins Erdreich eingelassen, flach abschließend – diente der Unterbringung der Belegschaft und nicht der zeitweise während des Zweiten Weltkriegs im Betrieb tätigen Gefangenen; Parkanlage, Baum- und Buschbestand teilweise erhalten, Wegeführung verloren, wichtig im Zusammenklang mit Hauptgebäude, auch aus sozialpolitischen Gründen als Anlage für Beschäftigte der Fabrik, Denkmalwert: wissenschaftlicher Wert, architektonische Qualität, regionalgeschichtliche Bedeutung. | 09240971 |
|                                         | Mietshaus (ehemals mit Gaststätte), Gartenpavillon (Ecklage Lange Straße), ehemaliges Waschhaus, altes Wohnhaus (Brühl) und Einfriedung | Brühl 1 (Karte)                                      | Um 1850 (Wohnhaus); 1897 (Mietshaus); 1898 (Waschhaus); nach 1898 (Gartenpavillon)                                                                              | In mehreren Etappen entstandener Gebäudekomplex mit städtebaulich dominantem Eckgebäude von bau- und stadtentwicklungsgeschichtlichem Wert. - Mietshaus mit Gaststätte: 1897 vom Baumeister Carl Kempe für die Witwe Christiane Wilhelmine Wolf erbaut; dreigeschossig, polygonale Eckausbildung, im Erdgeschoss Putz, in den beiden Obergeschossen gelber Klinker, Werkstein-Fenstergewände teils mit Dreieckgiebel-Verdachung bzw. Segmentbogen-Verdachung, bemerkenswerte zweiachsige Dacherker, deren Bekrönung durch Obelisken und Steinkugeln, dort Zwillingsfenster mit Segmentbögen abschließend, im Erdgeschoss Gaststätte, deren Eingang flankiert von kannelierten Pilastern - Gartenlaube: nach 1898 erbaut, möglicherweise ehemals zur Gaststätte gehörend, eingeschossiger Fachwerkbau, teils mit Klinkern ausgefacht bzw. mit Verbretterung, bemerkenswerter Schwebegiebel - Einfriedung (Nebenanlage): schmiedeeisernes verziertes Tor und Zaunfelder aus Schmiedeeisen - kleines Waschhaus: im Hofbereich, 1898 vom Baumeister Carl Kempe für Witwe Chr. W. Wolf als Waschhaus erbaut, mit sehr schönen original erhaltenen Fenstern und Türen, mit flach geneigtem Satteldach - altes Wohnhaus: vor 1871 erbaut, später in Bauakten als „Wolf’s Hintergebäude“ bezeichnet, vier Achsen, Putzbau, Türportal mit waagerechter Verdachung, einfache Rechteckfenster mit Natursteinfenstereinfassung, heute überstrichen, hohes Krüppelwalmdach mit hoher Fledermausgaupe In mehreren Etappen entstandenes Hausensemble, das eindrucksvoll städtebauliche Entwicklungsprozesse dokumentiert, zugleich Zeugnis des Bauhandwerks auf Grund des guten Originalzustands aller Gebäude. Hieraus leitet sich die stadtentwicklungsgeschichtliche und baugeschichtliche Bedeutung ab. | 09303762 |
| Direkt Bild zu diesem Denkmal hochladen | Ehemaliges Beamtenwohnhaus | Brühl 14 (Karte)                                     | 1902 | Putzbau mit Zierfachwerk von baugeschichtlicher und regionalgeschichtlicher Bedeutung, Fachwerk-Obergeschoss. 1902 als Beamtenwohnhaus der Thüringer Gasgesellschaft erbaut. Eingeschossiges Gebäude über längsrechteckigem Grundriss mit Drempelgeschoss und zweigeschossigem Seitenrisalit. Sockel durch Werkstein in Schichtmauerwerk ausgebildet. Abschluss des Gebäudes Krüppelwalmdach mit verzierten Leergespärren. Die ursprüngliche Biberschwanzkronendeckung wurde 1998 erneuert. Maßgeblich wird der Putzbau durch ein aufwendig gestaltetes Zierfachwerk im Dachgeschoss geprägt. Die historischen Fenster wurden 1998 erneuert, der qualitätvolle Hauseingang blieb original erhalten (1999). Der Denkmalwert des Gebäudes ergibt sich aus dem baugeschichtlichen Wert des Hauses als Zeugnis des Wohnhausbaus für Angestellte in besonders typischer Ausprägung. Zugleich ist das original erhaltene Wohnhaus ein charakteristisches Beispiel des „Schweizer Stils“ des beginnenden 20. Jahrhunderts. Durch die Authentizität des Hauses ist es auch denkmalwürdig. | 09240972 |
|                                         | Straßenfassade und Keller des ehemaligen Gasthofs „Zu den drei Schwanen“ in geschlossener Bebauung und Ecklage Gasthof | Chemnitzer Straße 2 (Frankenberger Straße 1) (Karte) | 1734 (Wiederaufbau nach Brand); 1. Drittel 18. Jahrhundert, im Kern wohl älter (Keller)                                                                         | Zweigeschossige barocke Straßenfassade entlang der Frankenberger- und der Chemnitzer Straße als Zeugnis des ältesten und bedeutendsten Gasthofstandorts in Oederan, von großer stadtgeschichtlicher, baugeschichtlicher und städtebaulicher Bedeutung. Der ehemalige Gasthof „Zu den drei Schwanen“ gehört zu den ältesten und bedeutendsten Gasthöfen der Stadt Oederan, der nach dem Stadtbrand von 1733 wiedererrichtet wurde. Bereits vor dem Dreißigjährigen Krieg wurde er als „Obergasthof“ erwähnt. Napoleon Bonaparte soll auf seinem Zug nach Russland 1812 im Gasthof Rast gehalten haben. Ab 1877 nutzte man die Gasträume für die Zigarettenfabrikation. Es folgten die Nutzung als Gärtnerei, Modehaus, Ofensetzergeschäft und Lebensmittelladen. Durch Jahrzehnte langen Leerstand befindet sich der Gasthof heute in einem kritischen Bauzustand. Verputzter Bruchsteinbau, zweigeschossig, fünfzehn Achsen, Gliederung durch Putzbänder und Fenstereinfassungen, veränderte Ladenfront in der Chemnitzer Straße, teilunterkellert, große Toreinfahrt in der Frankenberger Straße mit aufgedoppeltem Tor. Als einer der ältesten und bedeutendsten Gasthöfe der Stadt Oederan erlangt das Gebäude eine große stadtgeschichtliche Bebauung. Zugleich handelt es sich hierbei um ein charakteristisches Bauwerk aus dem 18. Jahrhundert und ist somit für die Baugeschichte, speziell die der Gasthöfe, von großer Bedeutung. Als nordwestliche Begrenzung des Oederaner Marktplatzes stellt er durch sein markantes Äußeres ein städtebaulich dominantes Gebäude an der wichtigen Durchfahrtsstraße in Richtung Chemnitz dar. | 09241008 |
| Direkt Bild zu diesem Denkmal hochladen | Wohnhaus in geschlossener Bebauung | Chemnitzer Straße 4 (Karte)                          | Vermutlich um 1710 | Ehemaliges Wohnhaus eines Tuchmachers, später Posthalterei, markanter Putzbau von stadtentwicklungs-, orts- und baugeschichtlicher Bedeutung, mit Tordurchfahrt. 1710 befand sich das Grundstück im Besitz des Tuchmachers Melchior Sieber und seiner Ehefrau. Ob er Bauherr des heutigen Wohnhauses war oder es erst nach 1800 als Posthalterei errichtet wurde, ist zurzeit nicht bekannt. In einer Anzeige von 1840 wird das Grundstück bereits als Posthaus bezeichnet: „Chemnitzer Gasse, Posthaus modern eingerichtet, mit Nebengebäuden, Ställen, Schmiedewerkstatt, großer Scheune, Gartenland.“ 1856, 1894, 1905 und 1911 sind verschiedene Posthalter als Eigentümer urkundlich belegt. Der traufständig zur Chemnitzer Straße stehende zweigeschossige Putzbau über sieben Achsen mit mittig angeordneter Tordurchfahrt prägt das Straßenbild. Die schlichte Putzfassade wird durch ein verkröpftes Gurtgesims und Lisenen im Eingangsbereich gegliedert. Den Abschluss des Hauses bildet ein Satteldach. Als Teil eines Straßenzugs mit zeitgleicher und baulich ähnlicher zweireihiger Bebauung an der Straße nach Chemnitz, kommt diesem Haus eine stadtentwicklungsgeschichtliche und städtebauliche Bedeutung zu. Gleichzeitig erlangt es als ehemalige Posthalterei eine große ortsgeschichtliche Bedeutung. | 09240974 |
|                                         | Haustür eines Wohnhauses | Chemnitzer Straße 10 (Karte)                         | Um 1900 | Vermutlich um 1910 gefertigte neue Haustür, wahrscheinlich mit Ziervergitterung des Schlossermeisters Friedrich Wilhelm Carl Hundt, dem damaligen Hauseigentümer, von künstlerischem Wert. 1900 war der Schlossermeister Friedrich Wilhelm Carl Hundt Eigentümer des Wohnhauses Chemnitzer Straße 10, so dass es nahe liegt, dass er die Ziervergitterung seiner neuen Haustür selbst angefertigt hat. Diese Vergitterung wird geprägt durch stilisierte Blumenmotive sowie der Darstellung eines Eichhörnchens. Das Unternehmen Carl Hundt (Inhaber Max Hundt) firmierte um 1900 als Kunst- und Bauschlosserei und zeigte in seiner Werbung vergleichbare ornamentale Gestaltungen. Es ist anzunehmen, dass auch mehrere heute noch erhaltene qualitätvolle Garteneinfriedungen in Oederan aus dieser Werkstatt stammen. Die genannte Haustür ist in Gestaltung und handwerklicher Qualität singulär für Oederan, woraus sich ihr künstlerischer Wert ableitet. | 09240977 |
|                                         | Wohnhaus in geschlossener Bebauung | Chemnitzer Straße 13 (Karte)                         | Um 1800 | Zeittypisches Handwerkerwohnhaus von ortsgeschichtlichem Wert. Vermutlich Anfang des 19. Jahrhunderts erbautes Wohnhaus. Als Eigentümer sind der Schlossermeister Johannes Wagner (1883) und der Stellmacher Karl Schmidt (1924) urkundlich belegt. Zweigeschossiger Putzbau über fünf Achsen mit Satteldach und zu großem Dachausbau, Fenstergewände Porphyrtuff, ebenso das Türportal. Am Schlussstein des Portals Rankenmotiv, bauzeitliche Haustür erhalten. Ursprünglich im Inneren links neben dem Hausflur kleiner, als „Gewölbe“ bezeichneter Raum (Laden?), dahinter hofseitig ehemals tonnengewölbte Küche, rechts des Flurs Stube und zwei Kammern. Im Obergeschoss ursprünglich Kammern und Stuben. 1929 erfolgte ein Dachausbau zu Wohnzwecken (Schleppgaube aus jener Zeit), Kehlbalkendach mit Aufschieblingen. Als typisches Handwerkerwohnhaus von ortsgeschichtlichem Wert. | 09240979 |
|                                         | Wohnhaus in geschlossener Bebauung | Chemnitzer Straße 19 (Karte)                         | Vor 1800 | Schlichter Putzbau mit steilem Satteldach von städtebaulicher und baugeschichtlicher Bedeutung | 09240980 |
|                                         | Wohnhaus in geschlossener Bebauung | Chemnitzer Straße 20 (Karte)                         | Bezeichnet mit 1794 | Zeittypischer Putzbau von baugeschichtlichem und städtebaulichem Wert. Türgewände, Dach original, Denkmalwert Mai 2007 überprüft, bezeichnet mit „AK 1794“, vermutlich ehemaliger Ackerbürgerhof, im Gebäude Kreuzgewölbe auf Gurtbögen. | 09240981 |
|                                         | Wohnhaus in geschlossener Bebauung | Chemnitzer Straße 31 (Karte)                         | Bezeichnet mit 1859 | Zeittypischer Putzbau mit markanter Putzquaderung im Erdgeschoss von städtebaulichem und baugeschichtlichem Wert. Fassade, Tür und Fenster original, Putzquaderung im Erdgeschoss. Um 1859 erbaut (genaue Bauzeit unbekannt). In älteren Aufzeichnungen als „Haus vor dem Chemnitzer Tor“ bezeichnet. Als Eigentümer des Grundstücks sind belegt: 1743 Christoph Helbig, 1791 Johann Christlieb Köhler, 1832 Johann Friedrich Lindner. Am Schlussstein trägt das Gebäude die Bezeichnung „1859 CFL“ für den Schlossermeister Carl Friedrich Lindner, der seit 1843 Eigentümer des Grundstückes war. Der Bauherr des Hauses könnte jener gewesen sein. Als möglicher Baumeister ist der Maurermeister Meiling überliefert. 1896 ist der Aufbau einer „Dachstube“ belegt. Auch die Fassade wird zu diesem Zeitpunkt umgestaltet. Bauherr dieser Maßnahme war damals der Bürgerschullehrer Ernst Friedrich Schulze. Die Baumaßnahmen führte das Baugeschäft Klotz und Müller aus Oederan aus. Das Gebäude blieb in gutem Originalzustand erhalten. Die Fassadengestaltung ist in Oederan relativ selten anzutreffen. Das Haus dokumentiert exemplarisch das Bauhandwerk der 2. Hälfte des 19. Jahrhunderts und prägt das Straßenbild der Chemnitzer Straße maßgeblich. Der Denkmalwert leitet sich vorwiegend vom baugeschichtlichen und städtebaulichen Wert des Hauses ab. | 09240982 |
|                                         | Wohnhaus in geschlossener Bebauung | Chemnitzer Straße 37 (Karte)                         | Bezeichnet mit 1844 | Schlichter Putzbau mit hohem Krüppelwalmdach von städtebaulichem und baugeschichtlichem Wert. Am Türportal bezeichnet mit 1844 (möglicherweise Bauzeit des ehemaligen Handwerkerhauses). 1856 ist als Eigentümer der Tuchmacher Carl August Leonhardt nachweisbar. Bei diesem sehr schlichten Gebäude handelt es sich um ein Handwerkerwohnhaus mit Werkstatt. Bemerkenswert ist das steile Krüppelwalmdach des Hauses, wodurch dieses im Straßenzug der Chemnitzer Straße besonders auffällt. Das Gebäude ist in gutem Originalzustand überliefert und dokumentiert somit eindrucksvoll die kleinbürgerlichen Lebensverhältnisse im beginnenden 19. Jahrhundert sowie das Bauhandwerk jener Zeit. Der Denkmalwert leitet sich damit vom sozial- und baugeschichtlichen Wert des Hauses ab. | 09240983 |
|                                         | Wohnhaus in geschlossener Bebauung | Chemnitzer Straße 40 (Karte)                         | 1793 | Mit späterem Ladeneinbau, zeittypisches Fachwerkhaus mit massivem Erdgeschoss und verputztem Obergeschoss von baugeschichtlichem und städtebaulichem Wert. Fachwerk-Obergeschoss verputzt. am Schlussstein bezeichnet mit 1793, im Inneren Kehlbalkendach mit liegendem Stuhl, im Erdgeschoss mittiger Flur, rechts neben Eingang eine Stube sowie links eine Stube und eine Kammer, später im Eigentum eines Schurwerksmeisters und Roßschlächters, späterer Ladeneinbau. | 09240984 |
|                                         | Wohnhaus in geschlossener Bebauung | Chemnitzer Straße 42 (Karte)                         | 1798 | Zweigeschossiges Wohngebäude mit verputztem Fachwerkobergeschoss in gutem Originalzustand von baugeschichtlichem und städtebaulichem Wert. Fachwerk verputzt, Tür und Gewände, Fenster original. | 09240985 |
|                                         | Wohnhaus in geschlossener Bebauung | Chemnitzer Straße 44 (Karte)                         | Um 1800 | Als Teil eines zeitgleich entstandenen Straßenzuges von stadtentwicklungsgeschichtlichem und städtebaulichem Wert. Um 1800 in Aufzeichnungen als „Haus mit Brandstelle vor dem Chemnitzer Tor“ bezeichnet (Brandkataster-Nummer 358). 1878 im Eigentum von Ernst Wolf. Schlichtes zweigeschossiges Wohnhaus, vollständig verputzt, im Obergeschoss möglicherweise Fachwerk. Typisches kleinbürgerliches Wohnhaus in gutem Originalzustand. Der Denkmalwert ergibt sich aus dem bau- und sozialgeschichtlichen Wert des Hauses. Türgewände erhalten, saniert. | 09240986 |
|                                         | Wohnhaus in geschlossener Bebauung | Chemnitzer Straße 46 (Karte)                         | Um 1800 | Als Teil eines zeitgleich entstandenen Straßenzugs von städtebaulichem und stadtentwicklungsgeschichtlichem Wert, Türgewände erhalten. Der erste Besitzer des Hauses war der Töpfer Johann Gottlieb Spindler, der bereits 1838 als Besitzer urkundlich belegt ist. Zum Grundstück gehörten damals ein Stallgebäude, ein Topfbrennofengebäude und das Wohnhaus. Als nächster Besitzer des Grundstücks ist Karl Benjamin Böhme überliefert. Später wohnten im Gebäude auch verschiedene Webermeister. Das kleinbürgerliche Wohnhaus aus dem beginnenden 19. Jahrhundert ist in gutem Originalzustand überliefert und weist die baulichen Merkmale jener Zeit auf. Es dokumentiert das Bauhandwerk dieser Zeit ebenso wie die kleinbürgerlichen Lebensverhältnisse. Der Denkmalwert leitet sich damit vom bau- und sozialgeschichtlichen Wert des Hauses ab. | 09240987 |
| Direkt Bild zu diesem Denkmal hochladen | Fassade eines ehemaligen bürgerlichen Wohnhauses (Altenpflegeheim „Kastanienhof“) | Dr.-H.-Schleenbecker-Straße 29 (Karte)               | Vor 1800 | Spätbarocke Putzfassade von stadtentwicklungsgeschichtlicher und städtebaulicher Bedeutung. Fassade eines bürgerlichen Wohnhauses aus dem ausgehenden 18. Jahrhundert. Zweigeschossig mit annähernd in der Mitte der Traufseite befindlichem Hauseingang – Stichbogenportal mit Schlussstein, sechsachsig. Hausabschluss durch steiles Satteldach mit stehenden Gauben – bei Neubau der Wohnanlage für betreutes Wohnen blieb nur die Fassade des Hauses erhalten. Diese ist ein wichtiges bauliches Zeugnis der Stadtentwicklung. Der Fassade kommt demnach eine stadtentwicklungsgeschichtliche und städtebauliche Bedeutung zu. | 09240975 |
| Direkt Bild zu diesem Denkmal hochladen | Fassade eines Wohn- und Geschäftshauses (Altenpflegeheim „Kastanienhof“) | Dr.-H.-Schleenbecker-Straße 29 (Karte)               | 2. Hälfte 19. Jahrhundert | Städtebaulich markante Putzfassade von stadtentwicklungsgeschichtlicher Bedeutung. Fassade vermutlich aus dem ausgehenden 18. Jahrhundert, welche in der 2. Hälfte des 19. Jahrhunderts bei der Aufstockung des Hauses überformt wurde. Durch Breite und Höhe dominiert die Fassade den Straßenzug und prägt ihn. Als Teil eines geschlossenen Straßenzuges an der Ausfallstraße nach Chemnitz aus dem ausgehenden 18. Jahrhundert kommt dieser Fassade stadtentwicklungsgeschichtliche Bedeutung zu. Durch Neubau einer Wohnanlage für betreutes Wohnen blieb nur die Fassade des ehemaligen bürgerlichen Wohn- und Geschäftshauses erhalten. | 09240976 |
| Direkt Bild zu diesem Denkmal hochladen | Fassade eines ehemaligen bürgerlichen Wohnhauses (Altenpflegeheim „Kastanienhof“) | Dr.-H.-Schleenbecker-Straße 29 (Karte)               | Um 1800 | Fassade eines ehemaligen bürgerlichen Wohnhauses; zweigeschossige Putzfassade von bau- und stadtentwicklungsgeschichtlichem Wert, schönes Tor, veränderte Dachaufbauten. Zweigeschossige, breit lagernde Putzfassade mit sieben Fensterachsen und mittig angeordneter Toreinfahrt mit Holzkassettentür (neu gefertigt). Zum Zeitpunkt der Denkmalneuerfassung Anfang der 1990er-Jahre hatte das spätbarocke Bürgerhaus (Anschrift damals noch Chemnitzer Straße 11), von dem nur die Fassade erhalten blieb ein hohes Satteldach mit Schleppgaube über die gesamte Dachbreite. Beim Bau des Altenpflegeheims konnte jedoch nur die Fassade des Hauses erhalten werden. Als Teil eines annähernd zeitgleich entstandenen Straßenzuges in Richtung Chemnitz kommt dieser Fassade stadtentwicklungsgeschichtliche Bedeutung zu. Außerdem erlangt diese eine stadtgeschichtliche Bedeutung, gehörte sie doch zum Geburtshaus von Minna Planer, der ersten Ehefrau Richard Wagners. Als typische spätbarocke Fassade erlangt diese weiterhin einen baugeschichtlichen Wert. | 09240978 |
| Direkt Bild zu diesem Denkmal hochladen | Fassade eines ehemaligen Geschäftshauses und Saal im Obergeschoss in halboffener Bebauung (Altenpflegeheim „Kastanienhof“) | Dr.-H.-Schleenbecker-Straße 29 (Karte)               | Mitte 19. Jahrhundert | Ursprünglich mit Laden, für das Stadtbild bedeutsame Straßenfassade von stadtentwicklungsgeschichtlicher Bedeutung. Saal im Obergeschoss, Tordurchfahrt. Durch den Bau einer Wohnanlage für Betreutes Wohnen war nur der Erhalt der historischen Fassade möglich gewesen. Die aus dem 19. Jahrhundert stammende Fassade wird geprägt durch eine große Toreinfahrt im Erdgeschoss mit Stichbogenportal, einem kräftigen Gurtgesims sowie durch sieben Rundbogenfenster mit Natursteinbögen und -Sohlbänke. Die Fenster waren mehrflüglig, gesprosst mit ebenfalls gesprossten Oberlichtern. Das Kranzgesims wird durch einen Würfelfries geschmückt. Abschluss des Hauses ursprünglich durch ein flacheres Satteldach. Die Neubebauung hinter der historischen Fassade passt sich in Kubatur und Höhe an die historische Bebauung des Straßenzuges an. Als Teil einer annähernd zeitgleich entstandenen zweireihigen Straßenbebauung kommt der Fassade eine stadtentwicklungsgeschichtliche sowie städtebauliche Bedeutung zu. | 09240973 |
|                                         | Mietshaus in Ecklage in geschlossener Bebauung | Durchfahrt 1 (Karte)                                 | Um 1870 | Zeittypischer Putzbau mit bemerkenswerter Ladenfront von bau- und stadtentwicklungsgeschichtlichem Wert, Laden original, saniert. Das Mietshaus mit Laden wurde nach dem Brand des Vorgängerbaus um 1857 gemeinsam mit dem Hintergebäude für den Seilermeister A. F. Hauckelt erbaut. 1901 erwirbt der Klempnermeister L. F. Lindner das Gebäude. In seinem Auftrag erfolgten bauliche Veränderungen. Im Hintergebäude richtete er beispielsweise seine Klempnerwerkstatt ein. 1926 folgten bauliche Veränderungen im Ladenbereich. Zweigeschossiger Putzbau über längsrechteckigem Grundriss mit Mezzaningeschoss und Satteldach. Wichtige Gestaltungselemente der Straßentraufseite sind die aufwendig gestaltete Ladenfront, die Fenstergewände sowie das Gurtgesims zwischen Ober- und Mezzaningeschoss. Als typisches kleinstädtisches Wohn- und Geschäftshaus in gutem Originalzustand kommt dem Gebäude ein baugeschichtlicher Wert zu. | 09240988 |
|                                         | Ehemaliges Manufakturgebäude (Tuchweberei, später auch Stuhlfabrik), heute Wohnhaus | Durchfahrt 6 (Karte)                                 | Bezeichnet mit 1835 | Frühes Fabrikgebäude in sehr gutem Originalzustand von großer industriegeschichtlicher und baugeschichtlicher Bedeutung. Die Seltenheit dieses Bautyps und die Authentizität bestätigen die Denkmalwürdigkeit des Hauses. | 09240956 |
|                                         | Kriegerdenkmal für Gefallene des Ersten Weltkrieges | Ehrenzug (Karte)                                     | 1923 eingeweiht | Von ortsgeschichtlicher Bedeutung. Das Kriegerdenkmal „Den Helden des Krieges 1914–1918“ wurde 1921/22 in der Parkanlage „Kleinerzgebirge“ errichtet. Die Initiative dafür ging von den Bürgern der Stadt Oederan aus. Die 1923 eingeweihte Gedenkstätte besteht aus einer ca. 3 m hohen, im Halbkreis errichteten Mauer mit flachen Rundbogennischen und einem mittleren, etwas höheren Portikus aus Rochlitzer Porphyrtuff. Zwischen den Säulen des Portikus erinnert eine Schriftplatte mit aufliegender Reliefdarstellung eines Helms an die im Ersten Weltkrieg Gefallenen. Den Architrav in charakteristischer Form der 1920er-Jahre ziert mittig ein kleines „Eisernes Kreuz“. Zu beiden Seiten des Portikus sind in den Rundbogennischen der verputzten Mauer Schriftplatten aus Rochlitzer Porphyrtuff mit den Namen der Gefallenen eingelassen. Die zum Denkmal gehörende Stufenanlage ist nur zum Teil erhalten. Heute befindet sich die Denkmalanlage innerhalb des „Kleinen Erzgebirges“. Als Gedenkstätte für im Ersten Weltkrieg gefallene Söhne der Stadt Oederan kommt der Anlage eine große stadtgeschichtliche Bedeutung zu. | 09240959 |
| Direkt Bild zu diesem Denkmal hochladen | Wohnhaus in geschlossener Bebauung | Ehrenzug 2 (Karte)                                   | Um 1830 | Schlichter Putzbau, Teil eines annähernd zeitgleich entstandenen Straßenzuges von stadtentwicklungsgeschichtlichem Wert. Das Wohnhaus ist Teil eines zeitgleich entstandenen Straßenzuges, der zunächst als Gerbergasse bezeichnet wurde und 1632 abbrannte, danach erhielt er die heutige Bezeichnung. Als erster Eigentümer des Wohnhauses wird der Tuchmachermeister Johann Benjamin Berger genannt, der vermutlich auch der Bauherr des Gebäudes sein dürfte. Zweigeschossiger Putzbau, fünfachsig, Fenster von schlichten Fenstergewänden eingefasst, Hauseingang seitlich, Türstock vermutlich Hilbersdorfer Porphyrtuff überputzt mit waagerechtem Gebälk, Fenster und Haustür nicht denkmalgerecht saniert, Satteldach. Im Inneren rechts durchgehender Hausflur mit Treppe und Kohlenraum, links neben dem Flur ursprünglich ein Laden und anschließender Lagerraum. Im Obergeschoss befanden sich die Wohnräume des Hauseigentümers. Das Gebäude war vermutlich von Anbeginn an als Handwerkerhaus mit Werkstatt bzw. Laden und Wohnung errichtet worden. Als Teil des annähernd zeitgleich entstandenen Straßenzuges von stadtentwicklungsgeschichtlichem Wert. | 09240989 |
|                                         | Wohnhaus in geschlossener Bebauung | Ehrenzug 3 (Karte)                                   | Um 1831 | Beispiel bürgerlichen Wohnens um 1800, von bau- und stadtentwicklungsgeschichtlichem Wert, Fachwerk-Obergeschoss. Das Wohnhaus ist Teil eines zeitgleich entstandenen Straßenzuges, der ursprünglich als Gerbergasse bezeichnet wurde. Nachdem 1632 die Gasse abbrannte, wurde sie als Ehrenzug bezeichnet. 1831 ist als erster Eigentümer der Leineweber Friedrich August Quaas überliefert. Zweigeschossiger Fachwerkbau mit massivem, verputzten Erdgeschoss, Türportal und Fenstereinfassungen vermutlich nachträglich verändert bzw. heute teils überstrichen, Obergeschoss Fachwerk mit Eckstreben in gutem Originalzustand, Satteldach, Giebeldreieck verbrettert. Als typisches kleinstädtisches Wohnhaus der Zeit um 1800 erlangt das Gebäude einen baugeschichtlichen Wert, als Teil eines zeitgleich entstandenen Straßenzuges kommt ihm auch städtebauliche Bedeutung zu. | 09240990 |
|                                         | Wohnhaus in geschlossener Bebauung | Ehrenzug 5 (Karte)                                   | 1851 | Fachwerkhaus von baugeschichtlichem und städtebaulichem Wert. Fachwerk-Obergeschoss, Türgewände, Tür erhalten. 1831 wird Johann Christoph Wabst als Eigentümer des Hauses Ehrenzug 5 genannt, ab 1834 der Leineweber Karl Gottlob Wabst. Schließlich erwirbt 1842 der Töpfermeister Friedrich August Winkler das Haus, dessen Initialen auf dem Schlussstein des Türportals zu finden sind („18 FAW 51“). Auch die Konstruktion des Hauses ließe die Vermutung zu, dass das Haus 1831 erbaut worden ist und damit Johann Christoph Wabst der Bauherr gewesen ist. Die auf dem Türstock zu findende Inschrift könnte auf einen Umbau hinweisen. Zweigeschossiger Fachwerkbau in geschlossener Bebauung mit massivem Erdgeschoss, im Erdgeschoss Fenster mit Natursteingewänden mit einer Hohlkehle sowie Klappläden, annähernd in der Mitte Türstock mit waagerechtem Gebälk, beschriftet mit „18 FAW 51“, schöne Holzkassettentür, Fachwerkobergeschoss mit Eckstreben, Satteldach. Als zeittypisches, authentisch erhaltenes kleinstädtisches Wohnhaus von baugeschichtlichem sowie städtebaulichem Wert. | 09240991 |
|                                         | Wohnhaus in geschlossener Bebauung | Ehrenzug 6 (Karte)                                   | 1808 | Teil eines zeitgleich entstandenen Straßenzuges, baugeschichtliche, stadtentwicklungsgeschichtliche und städtebauliche Bedeutung. 1808 vom Tuchmachermeister Christian Gottfried Hirsch erbaut. Zweigeschossiger Putzbau, Teil eines zeitgleich entstandenen Straßenzuges. Erdgeschoss massiv mit seitlich angeordnetem Hauseingang, dort Stichbogenportal aus Hilbersdorfer Porphyrtuff mit Schlussstein, bezeichnet mit „206 IM 1808“. Straßenfassade fünfachsig mit Gurtgesims, Abschluss durch Satteldach, neuere Schleppgaube, im Inneren ursprünglich durchgehender Hausflur, an diesen rechts anschließend zwei Kammern, hinter den Kammern einläufige Treppe, links die Wohnstube, dahinter Kammer und Küche. Denkmalwert: baugeschichtlicher Wert als Dokument kleinstädtischen Bauens zu Beginn des 19. Jahrhunderts sowie stadtentwicklungsgeschichtlicher und städtebaulicher Wert als Teil eines annähernd zeitgleich entstandenen Straßenzuges. | 09240992 |
|                                         | Wohnhaus in geschlossener Bebauung | Ehrenzug 7 (Karte)                                   | 1798 (laut Urkunde) | Gut erhaltener Fachwerkbau von baugeschichtlicher, städtebaulicher und stadtentwicklungsgeschichtlicher Bedeutung, Fachwerk-Obergeschoss, Erdgeschoss massiv. Vermutlich 1798 von Christian Friedrich Heroldt erbaut. Später im Eigentum mehrerer Webermeister. Zweigeschossiges Wohn- und Handwerkerhaus, Erdgeschoss massiv und verputzt mit sanierten Fenstergewänden aus Hilbersdorfer Porphyrtuff mit Hohlkehlung, Hauseingang bauzeitlich mit Stichbogenportal, ebenfalls Porphyrtuff, neuere Schleppgaube, Haus 1998 saniert. Im Inneren 1997 noch guter Originalbestand, so z. B. Granitplatten im Hausflur, Rahmenfüllungstüren um 1900, Hauseingang mit Korbbogenlaibung. Als Beispiel kleinstädtischen Wohnhausbaus um 1800 von baugeschichtlicher Bedeutung, städtebaulich und stadtentwicklungsgeschichtlich bedeutsam als Teil eines zeitgleich entstandenen Straßenzuges. | 09240993 |
|                                         | Wohnhaus in geschlossener Bebauung | Ehrenzug 8 (Karte)                                   | 1798 | Zeittypisches Fachwerkwohnhaus in gutem Originalzustand von baugeschichtlichem, städtebaulichem und stadtentwicklungsgeschichtlichem Wert, Fachwerk-Obergeschoss, Türgewände. Zweigeschossiges, breit lagerndes Fachwerkwohnhaus, 1798 von Webermeister Gottlob Friedrich Krell erbaut. Erdgeschoss massiv, Hauseingang annähernd mittig angeordnet, bauzeitliches Türportal, am Schlussstein bezeichnet mit „CFK/1798/365“. Fachwerkobergeschoss zweiriegelig mit wenigen Streben, Abschluss durch Satteldach mit Hechtgaube. Als Beispiel kleinstädtischen Wohnhausbaus um 1800 von baugeschichtlichem Wert und als Teil eines zeitgleich entstandenen Straßenzuges von stadtentwicklungsgeschichtlichem und städtebaulichem Wert. | 09240994 |
|                                         | Wohnhaus | Ehrenzug 9 (Karte)                                   | Um 1800 | Teil eines zeitgleich und ähnlich gestalteten Straßenzuges, von baugeschichtlicher und städtebaulicher Bedeutung. Zweigeschossiges kleinstädtisches Wohnhaus, um 1800 erbaut. Erdgeschoss massiv, Fachwerkobergeschoss verputzt, Satteldach mit Hechtgaube. Als kleinstädtisches, um 1800 erbautes Wohnhaus in einem zeitgleich entstandenen Straßenzug kommt dem Gebäude eine baugeschichtliche und stadtentwicklungsgeschichtliche Bedeutung zu. | 09303765 |
|                                         | Wohnhaus in geschlossener Bebauung | Ehrenzug 10 (Karte)                                  | 1797/1798 | Von baugeschichtlichem und städtebaulichem Wert, Fachwerk-Obergeschoss, Türgewände. 1797 vom Leineweber Samuel Gotthold Feldmann erbaut. Später im Eigentum von verschiedenen Webermeistern und Tuchmachern. Zeittypisches Fachwerkwohnhaus, Teil eines zeitgleich entstandenen Straßenzuges. Zweigeschossig, Erdgeschoss massiv mit Fenstergewänden mit Hohlkehlung sowie Stichbogenportal mit Schlussstein, dieser neu beschriftet mit „1798“, Fachwerkobergeschoss, zweiriegelig mit vier Streben, alle Holzverbindungen gezapft, Satteldach. Als Beispiel kleinstädtischer Wohnhausbebauung der Zeit um 1800 von baugeschichtlichem Wert sowie als Teil eines zeitgleich entstandenen Straßenzuges von städtebaulichem Wert. | 09240995 |
|                                         | Wohnhaus in geschlossener Bebauung | Ehrenzug 11 (Karte)                                  | 1798 | Von bau- und stadtentwicklungsgeschichtlicher Bedeutung. 1798 von Carl Gottlob Weißbach erbaut. Später im Besitz verschiedener Tuchmacher. Kleinstädtisches Wohnhaus in geschlossener Bebauung, Teil eines zeitgleich entstandenen Straßenzuges, zweigeschossiger Putzbau über sechs Achsen, mittiger Hauseingang mit Stichbogenportal und Schlussstein, dieser bezeichnet mit 1798, Satteldach, Schleppgaube. Im Inneren ursprünglich durchgehender Hausflur, rechts vom Flur eine Wohnstube, dahinter eine Arbeitsstube, links im Flur einläufige Treppe, neben dem Flur eine Stube und die Küche. Zeittypisches, gut erhaltenes Wohn- und Handwerkerhaus, Beispiel der Wohnhausbebauung um 1800, daher von baugeschichtlicher Bedeutung. Als Teil eines zeitgleich entstandenen Straßenzuges auch von stadtentwicklungsgeschichtlichem Wert. | 09240996 |
|                                         | Wohnhaus in geschlossener Bebauung | Enge Gasse 1 (Karte)                                 | Um 1801 | Mit Laden, Wohn- und Gewerbegebäude in dominanter städtebaulicher Lage von baugeschichtlicher Bedeutung. Vermutlich 1801 vom Nadler Carl Gottlob Kegel erbaut. Später im Eigentum von Oederaner Bürgern der unterschiedlichsten Professionen. Zweigeschossiger Putzbau mit erhaltenem Fachwerkgiebel in Ecklage, Abschluss durch Krüppelwalmdach mit Schleppgaube. In der Seitenstraße schließt ein vierachsiger, zweigeschossiger Seitenflügel an. Beide in den Erdgeschossen leicht verändert (z. B. Einbau einer Garage 1967). Durch seine dominante Ecklage kommt dem Gebäude eine große städtebauliche Bedeutung zu. Als zeittypisches kleinstädtisches Wohn- und Gewerbegebäude erlangt das Haus zudem baugeschichtliche Bedeutung. | 09240997 |
|                                         | Wohnhaus in Ecklage in geschlossener Bebauung | Enge Gasse 2 (Karte)                                 | Ende 18. Jahrhundert | Mit Laden, markantes Eckhaus mit Fachwerkgiebel von baugeschichtlicher und städtebaulicher Bedeutung. Vorgängerbau beim Stadtbrand 1753 abgebrannt. Um 1785 urkundlich erwähnt, dass der damalige Eigentümer, der Tuchmacher Christian Gabriel Fiedler brauberechtigt sei. 1788 Neuaufbau des Hauses laut Brandkataster von 1885. 1838 wird als neuer Besitzer des stattlichen Fachwerkhauses der Fleischermeister Christian Gottlob Günther genannt. Auch die nachfolgenden Eigentümer übten das Fleischerhandwerk aus. Zwischen 1906 und 1934 mehrfach umgebaut, dabei Fachwerk im Obergeschoss massiv ersetzt. Zweigeschossiger Putzbau mit Fachwerkgiebel, Abschluss durch Krüppelwalmdach ursprünglich mit stehenden Gauben. Im Erdgeschoss Ladeneinbau. Hauseingang mit einfachem Stichbogenportal mit Schlussstein, bezeichnet mit 1788. Um 1995 grundlegende denkmalgerechte Sanierung, dabei einzeln stehende Gauben durch breite Schleppgaube ersetzt. Als repräsentatives, weitgehend authentisch erhaltenes spätbarockes Wohn- und Gewerbegebäude von großer baugeschichtlicher Bedeutung. Bedingt durch die markante Ecklage von städtebaulichem Wert. | 09240998 |
|                                         | Wohnhaus in geschlossener Bebauung | Enge Gasse 7 (Karte)                                 | 1785 | Singulärer Fachwerkbau mit massivem Erdgeschoss und großer Tordurchfahrt von stadtgeschichtlicher Bedeutung. Mit Durchfahrt, Fachwerk, Treppenaufgang an Hofseite. 1785 brannte das Haus des Stadtrichters Friedrich Wilhelm Schramm ab. Auf den Grundmauern unter Einbeziehung des Kellergewölbes ließ Gottlob Gabriel Schramm 1785 sein neues Haus erbauen. Nach mehrfachem Besitzerwechsel gelangte es in den Besitz des Fleischermeisters Karl Irmscher. Im Grundstück wurde zeitweise Viehhandel betrieben. 1987 erfolgte die Räumung des Gebäudes und 1993 ein Teilabbruch, danach die denkmalgerechte Sanierung. 1993/94 wurde das Fachwerk im Obergeschoss nach historischem Vorbild erneuert. Neben dem Obergeschoss, wurde auch das Dachgeschoss erneuert. Zweigeschossiges Gebäude mit massivem, verputztem Erdgeschoss und einfachem Fachwerk im Obergeschoss. Auch Giebel und Drempel in Fachwerkbauweise, Hausabschluss durch geschweiftes Satteldach. Im Erdgeschoss große Tordurchfahrt, daneben zwei kleine Rechteckfenster. An der Hofseite Treppenaufgang zum Obergeschoss. Nach Sanierung mit Ladenpassage. Markantes Gebäude, in seinem Erscheinungsbild in Oederan singulär. Als Grundstück des ehemaligen Stadtrichters von stadtgeschichtlicher Bedeutung. | 09240999 |
|                                         | Wohnhaus in geschlossener Bebauung | Enge Gasse 11 (Karte)                                | 1785 | Schlichter Putzbau von bau- und stadtentwicklungsgeschichtlichem Wert. 1785 durch den Schmied Gottfried Eckert erbaut. Spätere Eigentümer waren Fleischhauer und Händler. Um 1872 Verlegung des ehemaligen Ladens. Bis 1920 Wohnhaus mit Laden. Der neue Eigentümer, die Allgemeine Ortskrankenkasse Chemnitz, ließ das Gebäude 1927 umbauen, wobei die Ladentür entfernt wurde und die Fassade ihr heutiges Erscheinungsbild erhielt. Zweigeschossiger Putzbau, fünf Achsen, regelmäßig angeordnete Rechteckfenster mit Natursteingewänden, im Erdgeschoss mit Art Deco Dekoration. Satteldach mit drei stehenden Gauben. Im Inneren durch die Nutzung der Ortskrankenkasse verändert. Hausflur rechts, an dessen Abschluss links zweiläufige Treppe, links neben dem Hausflur großes Geschäftszimmer, im Obergeschoss Wohnung. Schlichtes Gebäude von bau- und stadtentwicklungsgeschichtlichem Wert. | 09241000 |
|                                         | Wohnhaus in geschlossener Bebauung | Enge Gasse 12 (Karte)                                | 1810 (Wohn- und Geschäftshaus); 1908 (Ladenverlegung) | Mit Laden, spätbarocker Putzbau von ortsgeschichtlicher, baugeschichtlicher, sozialgeschichtlicher Bedeutung. Die Nutzungsgeschichte bestimmt weiterhin den ortsgeschichtlichen Wert des Hauses. Fassade 1926 überformt, wahrscheinlich 1926 zwei Grundstücke überbaut. Vermutlich 1810 vom Leineweber Adolf Wilhelm Köhler erbaut. Bis 1861 im Familienbesitz. Von 1861 bis 1973 im Besitz der Familie Trübenbach, die durch den Betrieb einer Dampffärberei für die Wirtschaftsgeschichte Oederans Bedeutung erlangte. Robert Trübenbach verlegte die bisher im Markt 3 betriebene Dampffärberei seines Urgroßvaters 1855 in die Enge Gasse 12. 1888 wurde das 2012 abgerissene, im Hofbereich befindliche Fabrikgebäude erweitert und umgebaut. Das Vorderhaus befand sich erst seit 1861 im Familienbesitz. Der ursprünglich im Erdgeschoss an der rechten Haushälfte befindliche Laden wurde 1908 in den Bereich des ursprünglich mittig angeordneten Hausflurs verlegt. Der Hausflur befindet sich seitdem im Bereich des alten Ladens, das Gewölbe des ehemaligen Ladens blieb dabei erhalten. Das bauzeitliche Türportal sowie die historische Haustür wurden an den neuen Standort versetzt. Während einer Baumaßnahme 1926 wurde die Fassade überformt und das Dachgeschoss ausgebaut. 2012 erfolgte die Sanierung des Hauses mit Umbau zum Mehrfamilienwohnhaus, wobei die Kreuzgewölbe und das Interieur sowie Teile des Glimmerputztes aus den 1920er Jahren erhalten wurden. Noch heute wird die Fassade des zweigeschossigen Putzbaus durch die genannten Umbauphasen wesentlich geprägt. Die baulichen Veränderungen bilden eine gestalterische Bereicherung der Fassade. Das aufgehende Mauerwerk und wesentliche Strukturen des Hauses wurden dagegen bei allen Umbaumaßnahmen nicht berührt, so dass das Gebäude sich heute noch als Wohn- und Wirtschaftsgebäude des beginnenden 19. Jahrhunderts präsentiert und somit wichtige Rückschlüsse auf das Bauhandwerk sowie die Lebensbedingungen seiner Entstehungszeit zulässt, woraus sich die baugeschichtliche, stadtentwicklungsgeschichtliche und sozialgeschichtliche Bedeutung ableitet. | 09241001 |
|                                         | Wohnhaus in geschlossener Bebauung | Enge Gasse 16 (Karte)                                | Um 1800 | Ursprünglich mit kleinem Laden, zur Bauzeit Wohnhaus des Textilfabrikanten Christian Fürchtegott Fiedler, von bau- und ortsgeschichtlicher Bedeutung. Der Denkmalwert dieses Hauses ergibt sich aus dessen großer baugeschichtlicher und stadtgeschichtlicher Bedeutung als exemplarisches Beispiel kleinstädtischen Bauens in Sachsen um 1800 sowie aus dem großen Stellenwert des Bauherrn für die industrielle Entwicklung der Stadt Oederan. Fassade 1926 überformt, wahrscheinlich 1926 zwei Grundstücke überbaut. | 09304198 |
|                                         | Wohnhaus in geschlossener Bebauung | Enge Gasse 18 (Karte)                                | 1. Drittel 19. Jahrhundert | Nachträglich eingebauter Laden, Wohnhaus des Textilfabrikanten August Friedrich Ferdinand Fiedler, von bau- und ortsgeschichtlicher Bedeutung | 09304200 |
|                                         | Wohn- und Geschäftshaus in geschlossener Bebauung | Enge Gasse 25 (Karte)                                | 1807 | Schlichter spätbarocker Putzbau von baugeschichtlicher und sozialgeschichtlicher Bedeutung, Türgewände und Tür erhalten. 1807 im Besitz des Webers Christian Gottfried Oertel, der vermutlich das Wohnhaus bauen ließ. Zweigeschossiger, fünfachsiger Putzbau mit seitlichem Hauseingang. Bauzeitliches Stichbogenportal sowie Haustür mit geschweiftem Kämpfer, Ziervergitterungen der Glaseinsätze sowie feststehendem Oberlicht. Die Fassade wird geprägt durch die regelmäßig angeordneten Rechteckfenster mit Natursteingewänden und Fensterläden im Erdgeschoss. Abschluss durch Mansarddach mit Schleppgauben und einer nachträglichen stehenden Gaube. Im Inneren quergeteilt, Hausflur rechts mit zweiläufiger Treppe, links des Flurs ehemalige Werkstatträume, später als Rohtabak- und Zigarrenniederlage genutzt. Im Obergeschoss befanden sich die „Gute Stube“, ein Wohnzimmer, ein Schlafzimmer und die Küche. Durch seinen guten Originalzustand wird das Gebäude zum Zeugnis kleinstädtischen Bauens und Lebens zu Beginn des 19. Jahrhunderts, woraus sich eine bau- und sozialgeschichtliche Bedeutung ableitet. | 09241003 |
|                                         | Ehemaliges Meisterhaus der Weberinnung, heute Wohnhaus | Enge Gasse 26 (Karte)                                | 1767 (Innungshaus); Umbau bezeichnet mit 1842 (Innungshaus) | Spätbarocker Putzbau in sehr gutem Originalzustand von bau- und ortsgeschichtlicher Bedeutung. Haus der Weberinnung, Türgewände erhalten, mit Innungszeichen. | 09241004 |
| Direkt Bild zu diesem Denkmal hochladen | Meißner Kachelofen (ehemals im ersten Obergeschoss des 1993 abgebrochenen Wohnhauses, danach eingelagert im Bauhof) | Eppendorfer Straße (Karte)                           | | Meißner Kachelofen | 09240955 |
|                                         | Straßenfassade und Keller des ehemaligen Gasthofs „Zu den drei Schwanen“ in geschlossener Bebauung und Ecklage Gasthof | Frankenberger Straße 1 (Chemnitzer Straße 2) (Karte) | 1734 (Wiederaufbau nach Brand); 1. Drittel 18. Jahrhundert, im Kern wohl älter (Keller)                                                                         | Zweigeschossige barocke Straßenfassade entlang der Frankenberger- und der Chemnitzer Straße als Zeugnis des ältesten und bedeutendsten Gasthofstandorts in Oederan, von großer stadtgeschichtlicher, baugeschichtlicher und städtebaulicher Bedeutung. Der ehemalige Gasthof „Zu den drei Schwanen“ gehört zu den ältesten und bedeutendsten Gasthöfen der Stadt Oederan, der nach dem Stadtbrand von 1733 wiedererrichtet wurde. Bereits vor dem Dreißigjährigen Krieg wurde er als „Obergasthof“ erwähnt. Napoleon Bonaparte soll auf seinem Zug nach Russland 1812 im Gasthof Rast gehalten haben. Ab 1877 nutzte man die Gasträume für die Zigarettenfabrikation. Es folgten die Nutzung als Gärtnerei, Modehaus, Ofensetzergeschäft und Lebensmittelladen. Durch Jahrzehnte langen Leerstand befindet sich der Gasthof heute in einem kritischen Bauzustand. Verputzter Bruchsteinbau, zweigeschossig, fünfzehn Achsen, Gliederung durch Putzbänder und Fenstereinfassungen, veränderte Ladenfront in der Chemnitzer Straße, teilunterkellert, große Toreinfahrt in der Frankenberger Straße mit aufgedoppeltem Tor. Als einer der ältesten und bedeutendsten Gasthöfe der Stadt Oederan erlangt das Gebäude eine große stadtgeschichtliche Bebauung. Zugleich handelt es sich hierbei um ein charakteristisches Bauwerk aus dem 18. Jahrhundert und ist somit für die Baugeschichte, speziell die der Gasthöfe, von großer Bedeutung. Als nordwestliche Begrenzung des Oederaner Marktplatzes stellt er durch sein markantes Äußeres ein städtebaulich dominantes Gebäude an der wichtigen Durchfahrtsstraße in Richtung Chemnitz dar. | 09241008 |
|                                         | Wohn- und Geschäftshaus in Ecklage und in geschlossener Bebauung | Frankenberger Straße 2 (Karte)                       | 1884 (im Kern eventuell älter) | Markanter Putzbau in gutem Originalzustand von bau- und stadtgeschichtlichem Wert, Fassade überformt, Tür original. Nach einem Brand 1881 wurde das Wohn- und Geschäftshaus im Jahr 1884 für den Kaufmann Karl R. Wacker wieder aufgebaut. Im Laden befand sich damals ein Kolonial- und Spirituosenladen. 1906 übernahm der Kaufmann Paul Pinkert das Haus. Der zweigeschossige, in einseitig geschlossener Bebauung stehende Eckbau schließt mit einem Walm- bzw. Satteldach ab. Wichtige Gestaltungselemente des Putzbaus bilden das teilweise vorhandene Gurtgesims, das Traufgesims, Fenster- und Türgewände aus Naturstein, eine Pilastergliederung im Erdgeschoss, der Natursteinsockel sowie eine originale Haustür. Das Dach wird durch stehende Gauben und Ochsenaugen belebt. Als Zeugnis der Stadtentwicklung sowie als zeittypisches kleinstädtisches Wohn- und Geschäftshaus aus dem ausgehenden 19. Jahrhundert in sehr gutem Originalzustand erlangt das Gebäude stadtgeschichtliche sowie baugeschichtliche Bebauung. | 09241009 |
|                                         | Wohnhaus in geschlossener Bebauung | Frankenberger Straße 5 (Karte)                       | 1889 | Mit Laden, vermutlich als Wohnhaus und Bäckerei erbaut, von bau- und stadtentwicklungsgeschichtlichem Wert. Guter Originalzustand, Laden aus Entstehungszeit. 1838 wird als Eigentümer des Grundstücks der Bäcker Bruno Kögel genannt. Bis 1895 befand sich das Grundstück im Familienbesitz. Aus dem Jahr 1889 liegt eine Bauakte zur Erbauung eines Wohnhauses für Herrn E. Kögel, Bäckermeister vor. Aus der Entwurfszeichnung kann man entnehmen, dass das Haus als Wohnhaus mit Laden erbaut wurde. Der Vergleich der Entwurfszeichnung mit dem heutigen Erscheinungsbild des Hauses zeigt deutlich, dass dieses im Wesentlichen original überliefert ist. Auch die nachfolgenden Eigentümer Paul Ernst Lieske (1895) und Hans Ebisch (1925) betrieben eine Bäckerei. Das gründerzeitliche Wohnhaus wird geprägt durch Putznutungen, Putzquaderungen, kräftige Gesimse sowie Fensterverdachungen. Abgeschlossen wird es durch ein Mansarddach. Das Haus prägt durch seine qualitätvoll gestaltete Fassade wesentlich das Stadtbild. Es gehört zu den wenigen Gebäuden in Oederan, die im ausgehenden 19. Jahrhundert entstanden. Der Denkmalwert des Hauses ergibt sich aus dessen städtebaulichem sowie stadtgeschichtlichem Wert. | 09241010 |
|                                         | Heiste vor den Häusern | Frankenberger Straße 9, 11, 13, 15, 17 (Karte)       | Um 1800 | Typisches Straßenbauwerk zum Ausgleich größerer Höhenunterschiede von regionalhistorischer Bedeutung | 09241007 |
| Direkt Bild zu diesem Denkmal hochladen | Wohnhaus in geschlossener Bebauung | Frankenberger Straße 11 (Karte)                      | Um 1800 | In der Mitte des 19. Jahrhunderts als Färberei genutztes Anwesen von stadtentwicklungsgeschichtlichem und städtebaulichem Wert. 1809 ist als Eigentümer des Hauses Benjamin Adolph Böhme urkundlich belegt, der möglicherweise auch der Bauherr des Hauses sein könnte. Der Baubefund lässt eine Bauzeit um 1800 oder kurz danach als möglich erscheinen. 1912 befand es sich im Eigentum des Maurermeisters Johann Christoph Helbig, der es bereits zwei Jahre später an den Tuchmacher Carl Gottfried Mathesius verkaufte, der offensichtlich in den Hofgebäuden eine Färberei betrieb (lt. urkundlichem Beleg aus dem Jahr 1852 war er im Besitz eines Färbereigebäudes, zweier kupferner Färberkessel, eines Holzschuppens, eines Eingangsgebäudes und dreier Webstühle). Das als Eingangsgebäude bezeichnete Vorderhaus diente ihm vermutlich als Wohnhaus. Der zweigeschossige Putzbau über fünf Achsen weist die für das beginnende 19. Jahrhundert typischen Gestaltungsmerkmale auf. 1995 wurde es denkmalgerecht saniert, so dass es heute noch Zeugnis ablegt vom kleinstädtischen Bauwesen des beginnenden 19. Jahrhunderts. Der Denkmalwert ergibt sich vor allem aus dem baugeschichtlichen und dem städtebaulichen Wert als Teil eines zeitgleich entstandenen Straßenzuges. | 09241011 |
| Direkt Bild zu diesem Denkmal hochladen | Wohnhaus in geschlossener Bebauung | Frankenberger Straße 13 (Karte)                      | Um 1800 | Kleines Handwerkerhaus in zeit- und ortstypischer Bauweise von baugeschichtlicher und stadtentwicklungsgeschichtlicher Bedeutung, Türgewände erhalten. Um 1830 für den Schneidermeister Johann Kaskavowsky erbaut. Ab 1836 wurde der Webermeister Johann Gotthelf Gerlach Hauseigentümer. Offensichtlich befand sich das Haus bis 1954 im Besitz der Familie. In diesen kleinen zweigeschossigen Handwerkerhäusern betrieben die jeweiligen Eigentümer zumeist im Erdgeschoss ihr Handwerk und wohnten im Obergeschoss des Hauses. Es handelt sich hierbei um schlichte Putzbauten, die außer den einfachen Natursteinfenstereinfassungen und Türportalen keine weiteren Gestaltungselemente aufweisen. Abgeschlossen werden die Gebäude dieses Straßenzuges durch Satteldächer, die durch spätere Dachausbauten leicht verändert wurden. Durch die Ähnlichkeit ihrer Gestaltung erinnern die Häuser an spätere Siedlungshäuser. Sie prägen eindrucksvoll das Straßenbild der Frankenberger Straße, insbesondere auch durch die ihnen vorgelagerte Heiste, die ein für diesen Landschaftsraum typisches Bauwerk zur Überwindung extremer Höhenunterschiede zwischen Hauseingang und Straßenniveau ist. Durch den guten Originalzustand des Hauses Frankenberger Straße 13 und dessen Nachbarbebauung wird ein eindrucksvolles Bild des Bauhandwerks und der Wohn- und Lebensbedingungen ihrer Entstehungszeit vermittelt. Damit leitet sich der Denkmalwert vom bau-, ortsentwicklungs- und sozialgeschichtlichen Wert ab. | 09241012 |
| Direkt Bild zu diesem Denkmal hochladen | Wohnhaus in geschlossener Bebauung | Frankenberger Straße 15 (Karte)                      | Um 1800 | Zeit- und landschaftstypisches Handwerkerwohnhaus von bau- und sozialgeschichtlichem Wert, Türgewände erhalten | 09241013 |
| Direkt Bild zu diesem Denkmal hochladen | Ehemaliges Gärtnereigeschäft | Frankenberger Straße 16 (Karte)                      | 1898 | Isoliert stehendes Ladenlokal einer Gärtnerei, welches nur selten in vergleichbarer Art noch überliefert ist, von großer baugeschichtlicher Bedeutung. 1898 für Paul Naumann als Gärtnergeschäft der bereits 1884 gegründeten Gärtnerei erbaut. 1940 übernahm dessen Schwiegersohn die Gärtnerei und damit das Geschäft. 2013 erfolgte die Sanierung des Gebäudes und dessen Umnutzung zum Wartehäuschen. Das separate Ladenlokal wurde über annähernd quadratischem Grundriss als eingeschossiger Klinkerbau errichtet. Abgeschlossen wird es durch ein Kreuzdach mit Schwebegiebeln. Das Haus ist aufwendig gestaltet mit gelber Klinkerverblendung, welche an den Ecken durch rot glasierte Ziegel akzentuiert wird. Die Fenster- und Türportale bestehen aus Porphyrtuff. Sie werden durch waagerechte Verdachungen bzw. durch Dreieckgiebel hervorgehoben. Vergleichbare Pavillons entstanden vereinzelt um 1900, sind aber gegenwärtig nur noch äußerst selten in vergleichbarem Originalzustand anzutreffen. Die Seltenheit dieses Bauwerks begründet die große baugeschichtliche Bedeutung dieses unscheinbaren Bauwerks. | 09241014 |
| Weitere Bilder                          | Schule und Erweiterungsbau | Frankenberger Straße 19, 21 (Karte)                  | 1867 (Schule); 1910–1912 (Erweiterungsbau der Schule) | Architektonisch anspruchsvoll gestaltete Putzbauten von baugeschichtlicher, baukünstlerischer und ortsgeschichtlicher Bedeutung. Das ältere Schulgebäude an der Frankenberger Straße wurde 1867 im klassizistischen Stil mit Elementen der Neoromanik und Neugotik errichtet. Dreigeschossiges Gebäude über längsrechteckigem Grundriss mit Walmdach. Der Mittelrisalit des Hauses wird gestalterisch betont durch Pilaster, Lisenen, das gesamte Gebäude durch Gesimse. Die Fenster wurden regelmäßig als Einzelfenster angeordnet, im Erdgeschoss Rundbogenfenster und in beiden Obergeschossen Rechteckfenster. Der Erweiterungsbau wurde 1910–1912 an das alte Schulgebäude angefügt. Über unregelmäßigem Grundriss erhebt sich der zwei- bzw. dreigeschossige Putzbau mit markantem Treppenhausturm und Eingangsvorbau mit Treppenaufgang. Putzstuckreliefs zwischen den Fenstern des Erd- und des Obergeschosses beleben die Fassade, wodurch die Fensterachsen vertikal betont wurden. Ein wertvolles Gestaltungselement bilden auch die vorhandenen Bleiglasfenster. Der gediegen wirkende Bau wird durch ein schiefergedecktes Mansardwalmdach abgeschlossen. Als modernster und größter Schulkomplex der Stadt Oederan erlangen beide Schulgebäude eine große stadtgeschichtliche Bedeutung. Zugleich dokumentieren beide exemplarisch den Schulhausbau ihrer jeweiligen Erbauungszeit, insbesondere durch ihren guten Originalzustand. Hieraus leitet sich die baugeschichtliche Bedeutung beider ab. Die aufwendige und qualitätvolle architektonische Gestaltung des Erweiterungsbaus erlangt auch eine baukünstlerische Bedeutung. | 09241006 |
|                                         | Wohnhaus in offener Bebauung, vermutlich ehemaliges Wohn- und Verwaltungsgebäude verschiedener im ehemaligen Hinterhaus betriebener Produktionsstätten | Frankenberger Straße 20 (Karte)                      | Um 1800 | Bedingt durch Nutzungsgeschichte und guten Originalzustand von orts- und baugeschichtlicher Bedeutung, Obergeschoss Fachwerk verschiefert. Im Volksmund als „Gutenberghaus“ bezeichnet. Das Grundstück war ursprünglich Standort der Firma Andreas Heinrich Nörpel, Baumwollspinnerei und Verlag Oederan (1808/1809). Urkundlich belegt ist die Beschäftigung von 30 Arbeitskräften im Jahr 1810. 1823 wird der Betrieb stillgelegt. Es folgten 1867 die Nutzung als Deckenfabrik von August Eger, 1913 als Teppichweberei von Egers Witwe, 1928 als Chenillefabrik von Georg Horn. Es ist davon auszugehen, dass das Anfang des 19. Jahrhunderts erbaute Vorderhaus, welches als Kulturdenkmal ausgewiesen wurde, größtenteils als Wohnhaus der genannten Fabrikanten genutzt wurde, während das heute nicht mehr erhaltene Hinterhaus der Produktion diente. Das zweigeschossige Gebäude mit erhaltenem Fachwerkobergeschoss straßenseitig ist ein zeittypischer Wohnhausbau seiner Entstehungszeit. Im Erdgeschoss blieben Fenstergewände und das Türportal des mittig angeordneten Hauseingangs erhalten. Das Fachwerk im Obergeschoss wurde im Lauf der Jahre verkleidet. Der Hausabschluss erfolgt durch ein gut proportioniertes Krüppelwalmdach mit Dachhecht. Zum Zeitpunkt der Denkmalerfassung war die bauzeitliche Haustür erhalten. Der Denkmalwert ergibt sich aus der baugeschichtlichen Bedeutung auf Grund der Authentizität des Bauwerks sowie aus der stadtgeschichtlichen Bedeutung bedingt durch seine Nutzungsgeschichte. | 09241015 |
| Weitere Bilder                          | Halbmeilensäule | Freiberger Straße (Karte)                            | 1722 | Kursächsische Postmeilensäule (Sachgesamtheit); verkehrsgeschichtlich von Bedeutung. Schaft original aus Hilbersdorfer Porphyrtuff, Sockel und Kopie aus Sandstein, gehörte zur Poststraße Dresden-Chenitz-Zwickau-Hof, Reihennummer 22 der Strecke, Inschriften „AR“, „Oederan 1/2 St.“ und „Chemnitz 5 1/8 St.“, darunter das Posthorn und dann Jahreszahl „1722“ (abweichende Reihenfolge), bis ca. 1922 als Bank zweckentfremdet, danach restauriert und wieder aufgestellt, 1972 erneuert restauriert, Kopfstück erneuert. Bei der Oederaner Postmeilensäule handelt es sich um eine Halbmeilensäule aus dem Jahr 1722, hergestellt aus Hilbersdorfer Porphyrtuff. Der Sockel wurde 1922 erneuert, die Spitze 1991. Der Schaft stammt teilweise aus dem Jahr 1974. Sie trägt die Reihen-Nummer 22. Nach erfolgter Restaurierung wurde die Säule 1976 wieder aufgestellt. Die Halbmeilensäule steht an dominantem Standort. Als Bestandteil des oben beschriebenen Vermessungssystems kommt auch diesem Stein eine große verkehrsgeschichtliche Bedeutung zu. | 09241024 |
|                                         | Ehemaliges Ackerbürgerhaus, heute Wohnhaus | Freiberger Straße 5 (Karte)                          | Um 1800 | Spätbarocker Putzbau in gutem Originalzustand von baugeschichtlicher, sozialgeschichtlicher und städtebaulicher Bedeutung, Türgewände, saniert. Das Ackerbürgerhaus steht in unmittelbarer Nähe des Marktes, es wurde vermutlich in der 2. Hälfte des 18. Jahrhunderts erbaut. Der aus Mischmauerwerk bestehende Putzbau ist straßenseitig zweigeschossig. Das Mansarddach wies zum Zeitpunkt der Denkmalerfassung straßenseitig einen Dachhecht auf. An der Hoftraufseite wurden dagegen zweireihig stehende Gauben angeordnet. Hier schließen ein- bzw. zweigeschossige Hintergebäude mit Satteldächern an. Wesentlich wird die Straßentraufseite durch eine große, mittig angeordnete Toreinfahrt mit klassizistischem bauzeitlichen Tor geprägt. Auch das Hoftor ist original. Im Inneren im Bereich des mittig angeordneten Hausflurs und in den Räumen beiderseits des Flurs finden sich Kreuzgratgewölbe. Das Haus ist ein typisches kleinstädtisches, für Sachsen typisches Ackerbürgerhaus in gutem Originalzustand. Als solches kommt dem Gebäude bau- und sozialgeschichtliche Bedeutung zu. | 09241019 |
|                                         | Wohnhaus in geschlossener Bebauung | Freiberger Straße 7 (Karte)                          | Um 1800 | Mit Ladeneinbau, spätbarocker Putzbau von baugeschichtlichem und städtebaulichem Wert | 09241020 |
|                                         | Ackerbürgerhof mit ehemaligem Ackerbürgerhaus (Vorderhaus, heute Wohnhaus), einem Hintergebäude und dem Gartenhaus in geschlossener Bebauung | Freiberger Straße 9 (Karte)                          | Vor 1787 | Bauensemble von großer baugeschichtlicher, stadtgeschichtlicher und städtebaulicher Bedeutung, Tordurchfahrt. Das ehemalige Ackerbürgerhaus und heutige Wohnhaus wurde einschließlich seiner Hintergebäude vor 1787 erbaut. Damaliger Besitzer war Johann Christoph Böhme. Die Familie Böhme hatte für die Entwicklung der Textilindustrie in Oederan eine herausragende Bedeutung. Seit Anfang des 19. Jahrhunderts bis 1890 waren verschiedene Fabrikationen in den Hintergebäuden des Ackerbürgerhofes untergebracht. Das Vorderhaus, ein zweigeschossiger Putzbau mit Satteldach steht traufständig an der Freiberger Straße. Wesentliche Gestaltungselemente der klassizistisch geprägten Straßenfassade sind Fenster-, Tür- und Torgewände mit Korbbogenabschluss, an der Toreinfahrt am Mittelrisalit mit Schlussstein. Über dem Mittelrisalit erhebt sich ein breiter vierachsiger Dacherker mit Dreiecksgiebel, darin ein halbrundes Fenster. Im Erdgeschoss, beiderseits der Tordurchfahrt befinden sich Geschäfte. Das originale kassettierte Holztor blieb erhalten. Die Durchfahrt ist kreuzgratgewölbt. An der Hoftraufseite schließen die Hintergebäude an. Eines der Seitengebäude sowie das dreigeschossige Gartenhaus weisen Fachwerkkonstruktionen im Obergeschoss auf. Als charakteristisches sächsisches Ackerbürgerhaus mit noch erhaltenen zugehörigen Hintergebäuden kommt dem Komplex große stadt- und baugeschichtliche Bedeutung zu. | 09241021 |
|                                         | Wohn- und Geschäftshaus und vorgelagerte Heiste | Freiberger Straße 13 (Karte)                         | Um 1800 | Städtebaulich markanter Putzbau mit leichten baulichen Veränderungen von baugeschichtlicher Bedeutung. Um 1800 als kleinstädtisches Bürgerhaus erbaut. Zweigeschossiger Putzbau über längsrechteckigem Grundriss, annähernd mittig angeordneter Hauseingang mit Korbbogenportal und Schlussstein. Die Haustür original – Holzkassettentür mit schmalem Oberlicht. Im Erdgeschoss Veränderungen der Tür- und Fensteröffnungen. Obergeschoss mit sieben gleichmäßig angeordneten Rechteckfenstern. Hausabschluss durch Mansarddach, Dachhecht stark vergrößert und entstellend verändert. Bausubstanz trotz äußerlichen Veränderungen weitgehend erhalten. Dem Haus vorgelagerte Heiste mit gemauerten Zaunpfeilern und schmiedeeisernen Zaunfeldern. Als zeittypisches kleinstädtisches Bürgerhaus in gutem Originalzustand erlangt das Gebäude baugeschichtliche Bedeutung. | 09241022 |
|                                         | Wohn- und Gewerbegebäude mit Hinterhaus, Seitengebäude und vorgelagerter Heiste (ehemals Böhmsches Anwesen, später Stadthaus) | Freiberger Straße 15 (Karte)                         | Nach 1753 und vor 1785 | Der für die Oederaner Geschichte bedeutsamen Familie Böhme ursprünglich gehörendes Bürgerhaus mit landwirtschaftlichen Nebengebäuden, die später eine Nutzung als Fabrikations- und Gewerberäume erfuhren, woraus sich die bau-, stadt-, sozial- und personengeschichtliche Bedeutung des Anwesens ableitet. | 09241023 |
|                                         | Wohnhaus in halboffener Bebauung und in Ecklage | Freiberger Straße 20 (Karte)                         | Um 1800 | In markanter Ecklage stehender Putzbau mit nachträglich eingebautem Laden, teilweise noch Fachwerkkonstruktion, von baugeschichtlicher und städtebaulicher Bedeutung. Um 1800 erbautes spätbarockes Wohnhaus mit Gewerberäumen im Erdgeschoss, heute Wohnhaus. Zweigeschossiger Putzbau, im Erdgeschoss verputztes Bruchsteinmauerwerk, im Obergeschoss ein Giebel und eine Traufseite Fachwerk verputzt sowie eine Giebel- und eine Traufseite massiv und verputzt mit Fenstergewänden. Traufe profiliert. Abschluss durch steiles Krüppelwalmdach mit Dachhecht. Im Erdgeschoss im Bereich des heutigen Blumenladens Kreuzgratgewölbe erhalten. Es ist davon auszugehen, dass auch weitere bauzeitliche Ausstattung erhalten blieb. Auf Grund der exponierten Lage am Fuß der nach Freiberg führenden Landstraße, die ab hier steil ansteigt, liegt die Vermutung nahe, dass es sich bei diesem Gebäude auch um einen alten Gasthof handeln könnte. Der authentische Baubestand sowie die exponierte Ecklage begründen die baugeschichtliche und städtebauliche Bedeutung des Hauses. | 09304227 |
| Direkt Bild zu diesem Denkmal hochladen | Alter Friedhof und Mittlerer Friedhof (Sachgesamtheit) | Freiberger Straße 29 (Karte)                         | 1694 (urkundlich erwähnt) | Sachgesamtheit Alter Friedhof und Mittlerer Friedhof mit folgenden Einzeldenkmalen: neun Grufthäuser, Feierhalle, Friedhofsmauer mit Tor sowie Gräber (siehe 09303627); Anlage von außerordentlich großer orts-, bau- und personengeschichtlicher Bedeutung. Der alte „Gottesacker“ ist urkundlich seit 1694 vor der Stadt mit einer daneben liegenden Kapelle nachweisbar. Das Hospital wurde 1539 erstmals erwähnt. Vermutlich wurde 1852 die alte Friedhofsmauer größtenteils erneuert, 1861 folgte der Neubau der Friedhofsmauer des Mittleren Friedhofes. Der Friedhof ist in drei Abschnitte unterteilt, dem alten Teil, dem mittleren und dem neuen Teil. Als Sachgesamtheit (Kulturdenkmal) wurden die beiden älteren Abschnitte des Friedhofs ausgewiesen. Die nach 1700 entstandenen Grufthäuser und die Feierhalle sind unmittelbar mit der Friedhofsmauer verbunden bzw. Teil von dieser. Diese Anlagenteile sind ebenso wie die unten genannten Einzelgräber und Denkmale als Einzeldenkmale (Kulturdenkmale) ausgewiesen worden. | 09241018 |
| Direkt Bild zu diesem Denkmal hochladen | Neun Grufthäuser, Feierhalle, Friedhofsmauer mit Tor sowie Gräber (Einzeldenkmale der Sachgesamtheit 09241018) | Freiberger Straße 29 (Karte)                         | 1862 (Friedhofsportal); 1863 (Feierhalle); 1754 bis 1881 (Grabmale); um 1970 (Grabmal VdN/OdF); 18. Jahrhundert bis 1. Hälfte 19. Jahrhundert (Grufthäuser)     | Einzeldenkmale in der Sachgesamtheit Alter Friedhof und Mittlerer Friedhof; Anlage von außerordentlich großer orts-, bau- und personengeschichtlicher Bedeutung | 09303627 |
| Direkt Bild zu diesem Denkmal hochladen | Altes Hospital (Spital Zum Heiligen Kreuz), heute Volkskunstschule und Außenstelle der Kreismusikschule | Freiberger Straße 29 (Karte)                         | 1832 | Dominant stehender verputzter Bruchsteinbau von orts-, bau- und sozialgeschichtlicher Bedeutung | 09241017 |
| Direkt Bild zu diesem Denkmal hochladen | Wohnhaus in offener Bebauung | Gartenweg 2 (Karte)                                  | Bezeichnet mit 1829 | Verkleideter Fachwerkbau in sehr gutem Originalzustand von baugeschichtlichem Wert. Fachwerk-Obergeschoss verputzt bzw. verkleidet, Erdgeschoss massiv, Türgewände erhalten, Giebel verschiefert, Mansarddach. 1785 im Besitz des Töpfers Carl Gottfried Büßer, der damals ein Wohnhaus, ein Seitengebäude und eine Brennerei besaß. Am Schlussstein des Türportals finden sich die Initialen „CTB 1829“, die auf die Bauzeit oder die Umbauzeit des Hauses verweisen. Der damalige Besitzer war der Töpfer Carl Traugott Büßer. Zweigeschossiges kleinstädtisches Wohnhaus mit massivem Erdgeschoss und teilweise verschiefertem Fachwerk im Obergeschoss. Die Tür- und Fenstergewände im Erdgeschoss bestehen aus Natursteinen, die Haustür wurde annähernd mittig angeordnet. Hausabschluss durch hohes Mansarddach, heute mit zweireihig angeordneten stehenden Gauben. Im Inneren ist die in Sachsen weitverbreitete Grundrisslösung mit durchgehendem Mittelflur und beidseitig angeordneten Stuben anzutreffen. 1891, als sich das Haus im Besitz des Teppichfabrikanten Fürchtegott Büßner befand, waren im Erdgeschoss eine Arbeitstube und ein Lagerraum untergebracht. Im Hausflur seitlich ist eine einläufige Treppe, welche zum Obergeschoss führt, angeordnet. Im Obergeschoss blieben bauzeitliche Rahmenfüllungstüren erhalten. Das Dach ist ein zweigeschossiges Kehlbalkendach mit einfach stehendem Stuhl. Typisches kleinstädtisches Wohnhaus aus dem beginnenden 19. Jahrhundert, vergleichbar mit Häusleranwesen. Durch die denkmalgerechte Sanierung wurde der Bestand gesichert. Das Haus dokumentiert eindrucksvoll die Bauweise kleinstädtischer Wohnhäuser aus der Zeit um 1800, woraus sich der baugeschichtliche Wert des Hauses ableiten lässt. | 09241025 |
|                                         | Wohnhaus in offener Bebauung (ehemalige Kreuz-Drogerie Helbig) | Gerichtsstraße 11 (Karte)                            | 1934 | Mit Laden, durch seinen guten Originalzustand beeindruckender Putzbau der 1930er-Jahre von bau- und stadtentwicklungsgeschichtlichem Wert. 1934 für den Drogisten Alfred Helbig erbautes Wohn- und Geschäftshaus, in dem er im Erdgeschoss sein Ladenlokal unterbrachte. Der Bauentwurf und die Bauleitung lagen in den Händen des Oederaner Architekten Reinhard Kempe. Der zweigeschossige, durch den Heimatstil geprägte Putzbau beeindruckt durch die Sachlichkeit der Fassadengestaltung. Das Erscheinungsbild des Hauses wird wesentlich geprägt durch die regelmäßige Reihung der fast quadratischen sprossengeteilten Rechteckfenster, die ausgewogenen Proportionen, dem Verzicht auf Zierrat, einer symmetrisch ausgebildeten Straßenfassade mit mittig angeordnetem Laden und Dacherker, dem hohen geschweiften Walmdach sowie dem Einsatz ortstypischer Baumaterialien (sandfarbener Putz und Schieferdeckung). Die Harmonie des Erscheinungsbildes wird nicht zuletzt auch durch die noch original erhaltenen Fensterklappläden bewirkt. Das Gebäude gehört zu einem Ensemble zeitgleich entstandener Wohnhäuser ähnlicher Gestaltung, die dieses Stadtquartier maßgeblich prägen. Gleichzeitig sind sie ein Beispiel des dem Anschluss an die Eisenbahn folgenden allmählichen Wachstums der Stadt, das in den 1930er-Jahren weitgehend zum Erliegen kam. Als exemplarisches Beispiel des durch den Heimatstil geprägten Wohnhausbaus und insbesondere auf Grund seiner Authentizität, erlangt das genannte Wohnhaus baugeschichtliche Bedeutung. Als Zeugnis der beschriebenen städtebaulichen Entwicklung kommt diesem Gebäude einschließlich der zeitgleichen Nachbarbebauung auch eine stadtentwicklungsgeschichtliche Bedeutung zu. | 09304364 |
|                                         | Wohnhaus in offener Bebauung | Gerichtsstraße 15 (Karte)                            | Um 1934 | Authentisch erhaltener Wohnhausbau der beginnenden 1930er-Jahre, zeitweise Wohnsitz der Oederaner Bürgermeister, von bau- und ortsgeschichtlicher Bedeutung. Vermutlich 1934 im Auftrag der Stadt Oederan als städtisches Wohnhaus erbaut. Zweigeschossiger Putzbau über längsrechteckigem Grundriss mit regelmäßig angeordneten Rechteckfenstern, abgeschlossen durch ein hohes, leicht geschweiftes Walmdach mit Schleppgauben. Für das Erscheinungsbild des Hauses waren die nun nicht mehr erhaltenen gesprossten, zweiflügligen Fenster sowie die Holzklappläden mit Lamellen von ausschlaggebender Bedeutung. Im Inneren waren in den Erdgeschossräumen eine Kanzlei eines Rechtsanwalts und im Obergeschoss eine Wohnung untergebracht gewesen. 1943 befand sich im Haus die Ausweichsbefehlstelle des Luftschutzleiters von Oederan. Nach 1945 wurde in den Räumen der ehemaligen Kanzlei eine Wohnung für den damals amtierenden Bürgermeister eingerichtet. Nach 1960 wohnte hier der Oederaner Bürgermeister Max Hinkel. Der Denkmalwert des Hauses leitet sich zum einen vom baugeschichtlichen Wert des Hauses als authentisch erhaltener Wohnhausbau in anspruchsvoller Gestaltung der beginnenden 1930er-Jahre ab. Zum anderen kommt dem Gebäude auch ein ortsgeschichtlicher Wert auf Grund der beschriebenen Nutzungsgeschichte zu. | 09241026 |
|                                         | Mietshaus in offener Bebauung | Gerichtsstraße 16 (Karte)                            | 1899 | Zeittypischer Klinkerbau von baugeschichtlichem Wert. 1898/99 vom Baumeister Paul Otto Müller erbautes Mietshaus. Zweigeschossiger gelber Klinkerbau über Natursteinsockel mit weit vorkragendem Satteldach. Qualitätvolle Ausbildung der Fassade u. a. durch Betonfenstergewände und -verdachungen und einem zweigeschossigen Standerker über polygonalem Grundriss mit Zierfachwerk seitlich. Das Haus blieb in gutem Originalzustand erhalten und dokumentiert somit eindrucksvoll architektonische Auffassungen seiner Entstehungszeit, woraus sich der baugeschichtliche Wert des Hauses ableitet. Klinkerfassade, Schwebegiebel, Eckerker | 09241027 |
| Weitere Bilder                          | Gerichtsgebäude mit Gefängnis | Gerichtsstraße 18 (Karte)                            | 1911 | Repräsentatives neobarockes Gerichtsgebäude mit reicher Fassadengliederung und teilweise originaler Innenausstattung von baukünstlerischer, baugeschichtlicher, geschichtlicher und ortsgeschichtlicher Bedeutung sowie schlichter gestaltetem Gefangenenhaus von baugeschichtlichem und ortsgeschichtlichem Wert, Straßenfassade teilweise vereinfacht | 09241028 |
| Direkt Bild zu diesem Denkmal hochladen | Einfriedung der Grundstücke Gerichtsstraße 21 und Poststraße 20 | Gerichtsstraße 21 (Poststraße 20) (Karte)            | 1891 | Ursprünglich gründerzeitlicher schmiedeeiserner Zaun mit Steinpfeiler, um 1910 vermutlich teils erneuert mit Jugendstil-Zaunfeldern (diese noch original erhalten), von städtebaulicher und künstlerischer Bedeutung. Die Einfriedung der Grundstücke Poststraße 20 und 21 entstand 1892 im Zuge der Errichtung eines Wohnhauses für den Viehhändler Karl August Neubert. Dies ist urkundlich durch das Protokoll der am 11. März 1892 stattgefundenen 6. Ratssitzung des Stadtrats von Oederan belegt. Dort heißt es, dass der Neubau mit einem Vorgarten und einer Einfriedung zu versehen sei. Der Sockel des schmiedeeisernen Zauns bestand aus Klinkern bzw. Bruchsteinen mit Hartbrandziegelabschluss. Die schmiedeeisernen Zaungitter unterscheiden sich in ihrer Gestaltung, so dass anzunehmen ist, dass Teile zu einem späteren Zeitpunkt entstanden. Die geschwungenen, ansonsten schlichteren Zaunfelder mit Steinpfeilern zeigen Einflüsse des Jugendstils. Die Erneuerung dieser Zaunfelder könnte zwischen 1910 und 1920 erfolgt sein. Inzwischen wurden Teile der Einfriedung durch Nachbauten ersetzt (vermutlich nach 1990), die jedoch nicht dem Original, wie sie noch auf einer Ansichtskarte von 1910 gut zu erkennen waren, entsprechen. Gerade in dem zwischen Altstadt und Bahnhof befindlichen Stadtteil finden sich gehäuft schmiedeeiserne Einfriedungen von ausgewählter kunsthandwerklicher Qualität, die vom Können der Schmiede Oederans zeugen. Ein wichtiger Teil dieses Ensembles qualitätvoller Einfriedungen ist die Jugendstilzaunsanlage der o. g. Grundstücke. Ihr Denkmalwert ergibt sich danach aus einer künstlerischen und städtebaulichen Bedeutung. | 09241082 |
| Direkt Bild zu diesem Denkmal hochladen | Wohnhaus (Strohgut) | Görbersdorfer Hohle 1 (Karte)                        | Um 1710 | Kleinstädtisches Handwerkerhaus mit landwirtschaftlicher Nutzung, zweigeschossig mit massivem Erdgeschoss und Fachwerkobergeschoss in zeittypischer Bauweise, von baugeschichtlichem Wert. Der Töpfermeister Karl Traugott Büßer ließ 1834 das Fachwerkhaus bauen oder umbauen (Schlussstein bezeichnet mit „KB 1834“). Im Volksmund wurde das Haus als „Strohgut“ bezeichnet, eine Bezeichnung die sich vermutlich darauf bezog, dass der Eigentümer neben seinem Handwerk Getreide angebaut hat. Es handelte sich bei diesem Anwesen um keine Bauernwirtschaft (W. Ulbricht: Beiträge zur Geschichte Oederans. Band 2, S. 186). 1868 besaß der Zimmermeister Ernst Beyer das Grundstück. Es ist davon auszugehen, dass das Gebäude mehrfach umgebaut oder erweitert wurde. Die Fachwerkkonstruktion des Hauses lässt die Vermutung zu, dass das Gebäude möglicherweise bereits um 1700 erbaut und 1834 umgebaut wurde. Das Erdgeschoss des Hauses besteht aus verputztem, 60 cm dickem Bruchsteinmauerwerk. Die Tür- und Fenstergewände im Erdgeschoss könnten aus der Zeit um 1834 stammen. Beide Türen werden von einem Stichbogenportal mit Schlussstein gerahmt, einer davon mit o. g. Bezeichnung. Die Fachwerkkonstruktion im Obergeschoss ist eindeutig zwei Bauperioden zuzuordnen. Die ältesten Teile, ein Fachwerk mit K-Streben an der linken Seite der zugewandten Traufseite, entstanden um 1700, während die restliche Fachwerkkonstruktion deutlich jünger ist und möglicherweise um 1834 errichtet sein könnte. Das Haus schließt mit einem Satteldach ab, auf dem nach 1990 im Zusammenhang mit Sanierungsmaßnahmen einreihig stehende Gauben angeordnet wurden. Der Denkmalwert ergibt sich vorrangig aus dem baugeschichtlichen Wert als Beispiel des Hausbaus des 18. und 19. Jahrhunderts. | 09241030 |
|                                         | Wohn- und Geschäftshaus in Ecklage und in geschlossener Bebauung | Große Kirchgasse 1 (Karte)                           | 1766 | Städtebaulich markanter spätbarocker Putzbau in gutem Originalzustand von baugeschichtlichem Wert, Erdgeschoss mit Ladeneinbau um 1900. Zweigeschossiger spätbarocker Putzbau in dominanter Lage an der Straßenecke Große Kirchgasse und Markt. Das Erdgeschoss mit nachträglicher Ladenfront, die Schaufenster von Pilastern mit Quaderung flankiert, Ladenfront modernisiert. Das Obergeschoss mit sieben Fensterachsen, davon drei am Mittelrisalit. Hausabschluss durch Satteldach mit einseitigem Schopf, darauf über dem Mittelrisalit dreiachsiger Dacherker mit zwei Ovalfenstern. Dort Putzverzierungen und Datierung. Das Gebäude wurde giebelseitig um mehrere Fensterachsen erweitert, dabei Anhebung des Daches. Trotz Veränderungen im Erdgeschoss durch den Ladeneinbau und den genannten Veränderungen der Giebelseite blieb größtenteils die Bausubstanz des 18. Jahrhunderts erhalten, so dass das Haus wertvolle Hinweise zum Hausbau in sächsischen Klein- und Mittelstädten des ausgehenden 18. Jahrhunderts liefert, woraus sich der baugeschichtliche Wert ableitet. Gleichzeitig gehört das Gebäude zum ältesten Baubestand der Stadt und zu den wichtigsten Bürgerhäusern im Stadtzentrum von Oederan, woraus sich die große stadtgeschichtliche Bedeutung ergibt. | 09241031 |
|                                         | Wohn- und Geschäftshaus mit zwei Hintergebäuden in geschlossener Bebauung | Große Kirchgasse 2 (Karte)                           | Bezeichnet mit 1797 (Wohn- und Geschäftshaus); 1. Hälfte 18. Jahrhundert (Nordflügel)                                                                           | Spätbarockes Ensemble, mehrfach erweitert bzw. umgebaut von großer baugeschichtlicher und stadtgeschichtlicher sowie städtebaulicher Bedeutung, reiche Fassadengestaltung | 09241032 |
|                                         | Wohn- und Geschäftshaus in geschlossener Bebauung | Große Kirchgasse 3 (Karte)                           | Ende 18. Jahrhundert | Spätbarocker Putzbau, eventuell nachträglich erweitert und aufgestockt, von stadtentwicklungsgeschichtlicher, baugeschichtlicher und städtebaulicher Bedeutung, mit Tor und Kreuzgewölbe in Tordurchfahrt, Porphyrgewände, Tür nicht original, eventuell aufgestockt, am Türstock bezeichnet mit „Anno 1813“. Spätbarocker dreigeschossiger Putzbau mit nachträglich eingebauten Läden im Erdgeschoss. Das ursprüngliche Türportal mit Schlussstein aus Hilbersdorfer Porphyrtuff blieb original erhalten. Die Fenster in beiden Obergeschossen werden durch Fenstergewände, ebenfalls aus Hilbersdorfer Porphyrtuff, zu Gruppen (Zwillingsfenster) zusammengefasst. Möglicherweise gehören diese Fassadenausbildung sowie die Dreigeschossigkeit einer zweiten Bauphase um 1830/40 an. Neben den reich ausgebildeten Fenstergewänden gliedern ein Fensterbankgesims im zweiten Obergeschoss sowie das Kranzgesims den spätbarocken Bau. Auch im Inneren blieben wichtige bauzeitliche Konstruktionen und Bauelemente erhalten, wie z. B. Kreuzgewölbe im ersten und zweiten Obergeschoss, Stuckdecken, Treppengeländer und Türen. Das Gebäude gehört zum historischen Baubestand der Oederaner Altstadt und erlangt hierdurch eine große stadtentwicklungsgeschichtliche Bedeutung. Als gut erhaltenes Beispiel eines spätbarocken Bürgerhauses erlangt dieses auch baugeschichtliche Bedeutung. Hinzu kommt der städtebauliche Wert auf Grund der dominanten städtebaulichen Lage sowie der Größe des Gebäudes. | 09241033 |
|                                         | Wohnhaus in geschlossener Bebauung | Große Kirchgasse 4 (Karte)                           | Bezeichnet mit 1722 (Wohnhaus); 1728, 1732, 1733, 1735 Dendro                                                                                                   | Mit nachträglichem Ladeneinbau, zweigeschossiges spätbarockes Bürgerhaus mit Türportal und Haustür aus der Erbauungszeit von baugeschichtlicher, stadtentwicklungsgeschichtlicher und städtebaulicher Bedeutung. Schlussstein Türgewände datiert, nicht mehr lesbar, Schlussstein erneuert, bezeichnet heute mit 1722, Stichbogenportal mit Ohrung und Schlussstein, Sandstein. Ende des 18. Jahrhunderts erbautes Bürgerhaus, zweigeschossiger Putzbau mit erhaltener Haustür und originalem Stichbogenportal mit Schlussstein (bezeichnet mit „C“), Dachabschluss durch steiles Satteldach mit Hechtgaube. Das Haus ist teilunterkellert mit tonnengewölbten Kellern. Im Hausflur blieben bauzeitliche Kreuzgewölbe auf Gurtbögen erhalten. Typisches Bürgerhaus einer sächsischen Kleinstadt, weitgehend authentisch erhalten. Durch das Gebäude und die benachbarten, annähernd zeitgleichen Bürgerhäuser wird der barocke Wohnhausbau in Sachsen in exemplarischer Weise dokumentiert, woraus sich die große baugeschichtliche Bedeutung dieses Hauses und der Nachbarbebauung ableitet. Zugleich erlangt es auch städtebauliche und stadtentwicklungsgeschichtliche Bedeutung als Teil der Altstadtbebauung Oederans. | 09241034 |
|                                         | Wohnhaus in geschlossener Bebauung | Große Kirchgasse 5 (Karte)                           | Bezeichnet mit 1788 | Mit Laden, spätbarocker Putzbau von bau- und stadtentwicklungsgeschichtlichem Wert, Kreuzgewölbe im Hausflur, Türen und Beschläge original, saniert. 1788 erbautes spätbarockes Wohn- und Geschäftshaus. Zweigeschossiger Putzbau, im Erdgeschoss alter Laden und neu eingebauter Laden sowie annähernd mittig angeordnetes Stichbogenportal mit Schlussstein. Dort bezeichnet mit „CGF 1788“. Obergeschoss sechs regelmäßig angeordnete Fensteröffnungen mit Natursteingewänden. Schlichte Fassade ohne Fassadendekoration. Mansarddach mit veränderten Gaupen. Im Inneren bauzeitliche Ausstattung, so z. B. Kreuzgewölbe in beiden Etagen, Stuckdecken, Treppengeländer und Türen. Als Beispiel barocken Wohnhausbaus von baugeschichtlicher Bedeutung und als Teil der historischen Altstadtbebauung von stadtentwicklungsgeschichtlicher und städtebaulicher Bedeutung. | 09241035 |
|                                         | Mietshaus in geschlossener Bebauung | Große Kirchgasse 8 (Karte)                           | Um 1800 (Erdgeschoss-Bereich) | Mit Laden, repräsentativer, aufwendig gegliederter Putzbau von baugeschichtlicher und städtebaulicher Bedeutung, Kreuzgewölbe im Laden, überformt. Um 1895 unter Einbeziehung von Resten eines Vorgängerbaus im Auftrag des Bäckermeisters Sacher errichtetes Wohn- und Geschäftshaus mit großzügiger Ladenzone im Erdgeschoss. Nach 1996 grundlegend saniert, dabei wurde die ursprüngliche Fassadengestaltung erhalten bzw. im Erdgeschoss wieder hergestellt. Dreigeschossiger Putzbau über längsrechteckigem Grundriss, sechsachsig. Erdgeschoss durch Putznutung und Schlusssteine mit Diamantschnitt dekoriert. Weitere Gestaltungselemente der Fassade sind ein Gurtgesims zwischen dem Erdgeschoss und dem ersten Obergeschoss, kräftig ausgebildete Fenstergewände mit waagerechter Verdachung, Dreieckgiebel- und Segmentbogenverdachung, Gesimsen in Fenstersturzhöhe beider Obergeschosse sowie profiliertes Kranzgesims. Satteldach mit mittigem zweiachsigem Dacherker, bekrönt durch Segmentbogen und kleinen Obelisken. Im Erdgeschoss kreuzgratgewölbter Hausflur und Laden. Gut erhaltenes, architektonisch anspruchsvoll gestaltetes Gebäude, denkmalgerecht saniert (außer Ladenschaufenster), als Beispiel des Mietshausbaus der Jahrhundertwende zum 20. Jahrhundert von baugeschichtlicher Bedeutung. | 09241036 |
|                                         | Wohn- und Geschäftshaus in Ecklage in geschlossener Bebauung (Zum Klosterkeller) | Große Kirchgasse 10 (Karte)                          | Bezeichnet mit 1793 | Spätbarocker Putzbau in dominanter straßenbildprägenden Lage, von heimat- und baugeschichtlicher Bedeutung. Dreigeschossiger, breit lagernder Putzbau von 6 × 5 Fensterachsen, abgeschlossen durch flaches Krüppelwalmdach, heute mit fünf stehenden Gauben. Im Erdgeschoss breites Stichbogenportal mit Schlussstein, dort bezeichnet mit „1793“, vermutlich Bauzeit des Hauses. Natursteinfenstereinfassungen der zumeist regelmäßig angeordneten Rechteckfenster. Im Inneren blieben Kellerräume mit Tonnengewölbe aus Gneis mit Lehmmörtel und im Erdgeschoss und vermutlich auch im Obergeschoss Kreuzgewölbe erhalten. Das Objekt ist ein Zeugnis der örtlichen Bauentwicklung in der Vergangenheit, unter diesem Aspekt verkörpert es einen heimatgeschichtlichen Aussagewert. Als zeittypisches Bürgerhaus einer sächsischen Kleinstadt in sehr gutem Originalzustand erlangt es zudem baugeschichtliche Bedeutung. | 09241037 |
|                                         | Wohnhaus in halboffener Bebauung | Hainichener Straße 1 (Karte)                         | Um 1838 | Städtebaulich markantes Fachwerkwohnhaus in sehr gutem Originalzustand von baugeschichtlicher und ortsentwicklungsgeschichtlicher Bedeutung. Fachwerk-Obergeschoss, Erdgeschoss massiv, Türgewände erhalten. Um 1838 war der Tischlermeister Friedrich Gottlob Förster Eigentümer des Wohnhauses. Dessen Baukonstruktion lässt die Vermutung zu, dass das Gebäude in diesem Zeitraum erbaut sein könnte. Somit wäre es möglich, dass der Tischlermeister Förster auch der Bauherr dieses markanten Fachwerkhauses gewesen ist. Erhöht stehend, prägt der zweigeschossige Fachwerkbau mit massivem Erdgeschoss das Ortsbild maßgeblich. Das Gebäude besticht vor allem durch seine Authentizität. Vermutlich wurden die Wände des Erdgeschosses aus Bruchsteinen aufgeführt, die Fenster sind eingefasst durch Natursteingewände, die historischen Klappläden blieben erhalten. Der leicht nach rechts versetzte Hauseingang wird durch ein Stichbogenportal mit Schlussstein (ohne Bezeichnung) eingefasst. Eine vermutlich bauzeitliche Rahmenfüllungstür mit gebogenem Kämpfer und feststehendem Oberlicht blieb ebenso erhalten. Die zweirieglige Fachwerkkonstruktion mit gezapften Streben an den Hausecken ist typisch für das beginnende 19. Jahrhundert. Abgeschlossen wird das Gebäude durch ein hohes, gut proportioniertes Krüppelwalmdach mit breiterer Schleppgaube. Das Wohnhaus gehört zu den authentischsten Wohngebäuden Oederans, es ist das am besten erhaltene Gebäude eines Straßenzuges, der ursprünglich geprägt wurde durch Gebäude gleicher Entstehungszeit und Bauweise. An einem der wichtigsten Verkehrsknotenpunkte der Stadt stehend, prägt es das Ortsbild maßgeblich und unverwechselbar. Der Denkmalwert ergibt sich aus der baugeschichtlichen, stadtentwicklungsgeschichtlichen und städtebaulichen Bedeutung. | 09241038 |
|                                         | Heiste | Hainichener Straße 1, 3, 5, 7, 9, 11, 13, 15 (Karte) | 1. Hälfte 19. Jahrhundert | Markantes Bauwerk um größere Höhenunterschiede zwischen Straßenniveau und Häusern zu vermitteln, in sächsischen Städten im Vorgebirgsraum relativ häufig anzutreffen, von baugeschichtlichem und städtebaulichem Wert | 09241040 |
|                                         | Wohnhaus in halboffener Bebauung | Hainichener Straße 15 (Karte)                        | Bezeichnet mit 1842 | Zeittypisches kleinstädtisches Wohnhaus von stadtentwicklungs- und baugeschichtlicher Bedeutung. Schöne Tür und Türgewände, reiche Fassadengliederung. Im Auftrag des Prokuristen Alexander Haupt 1842 (bezeichnet mit „AB 1842“) erbautes Wohnhaus mit Seitengebäude. Zweigeschossiger Putzbau über längsrechteckigem Grundriss mit sieben Fensterachsen. Abschluss durch Satteldach mit drei Gauben. Der mit Natursteinportal eingefasste Hauseingang mit kassettierter Holztür mit flachem gesprosstem Oberlicht wurde mittig angeordnet. Die Fassade wird gegliedert durch ein kräftiges, profiliertes Gurtgesims sowie einen Würfelfries am Kranzgesims. Das Gebäude ist Teil eines annähernd zeitgleich entstandenen Straßenzuges und dokumentiert somit eindrucksvoll die städtebauliche Entwicklung Oederans. Weiterhin handelt es sich bei diesem Haus um ein Kleinstadthaus in zeittypischer Ausbildung und gutem Originalzustand, welches aus diesem Grund wichtige Informationen zum Bauhandwerk der 1. Hälfte des 19. Jahrhunderts vermittelt, woraus sich die baugeschichtliche Bedeutung des Hauses ableitet. | 09241039 |
|                                         | Wohnhaus in geschlossener Bebauung | Kleine Kirchgasse 2 (Karte)                          | Mitte 18. Jahrhundert | Mit Laden, ursprünglich Wirtschaftsgebäude des Grundstücks Große Kirchgasse 3, später Umbau zum Wohnhaus in traditioneller Bauweise, als Teil des Altstadtkerns von Oederan von stadtentwicklungsgeschichtlichem und städtebaulichem Wert. Schönes Tor: Laden um 1900. Ursprünglich zum Wohnhaus Große Kirchgasse 3 gehörend. 1838 ist urkundlich nachweisbar, dass der Kupferschmied Carl Friedrich Feldmann ein Wohnhaus, ein Wasserhaus, eine Kupferschmiedewerkstatt und als Quergebäude einen Pferdestall besaß. Aus diesem Pferdestall entstand das heutige Wohnhaus. Der Umbau zum Wohnhaus erfolgte vermutlich um 1900, dabei blieb das Eingangstor erhalten und ein kleiner Laden wurde eingebaut. Zweigeschossiger Putzbau über vier Achsen, im Erdgeschoss Laden mit Ladentür und Toreinfahrt. Abschluss durch Satteldach mit neuen Gauben. Als Teil der Altstadtbebauung von stadtentwicklungsgeschichtlicher Bebauung. | 09241042 |
|                                         | Wohnhaus in geschlossener Bebauung | Kleine Kirchgasse 3 (Karte)                          | Mitte 18. Jahrhundert | Mit Laden, schlichter, baulich leicht überformter Putzbau von ortsentwicklungsgeschichtlichem Wert, schöne Haustür. Nachweisbar ist, dass beim Stadtbrand 1753 das Haus Kleine Kirchgasse 31 (der Vorgängerbau der heutigen Hausnummer 3) abbrannte. Wann der Wiederaufbau erfolgte ist urkundlich und inschriftlich nicht belegt. Nachweisbar ist 1817 der Verkauf des Hauses an den Strumpfwirker Karl Adolph Böhme. 1818 wird das Gebäude an den Leineweber Friedrich Adolph Büttner weiterverkauft. Ob einer der beiden genannten Eigentümer das Gebäude bauen ließ oder verändert hat, lässt sich nicht nachvollziehen. 1911 erfolgte der Einbau eines zweiten Ladens durch den Barbier Franz Krumpe. 1995 erfolgten eine umfangreiche Sanierung mit Einbau zweier Wohnungen sowie einer Maisonettewohnung sowie der Umbau des Ladens. Zweigeschossiger, breit lagernder Putzbau, im Erdgeschoss durch Vergrößerung der Fenster und Schaufenstereinbauten leicht verändert, mittig Stichbogenportal mit Schlussstein, Tür aus der Zeit um 1905 mit Ziergitter, feststehendem gesprosstem Oberlicht, dem Vorbild entsprechend nachgebildet, im Obergeschoss Natursteingewände aus der Zeit um 1800 mit einer Hohlkehle, Satteldach, 6 kleine Gauben mit Satteldach. Im Inneren originaler Dachstuhl – Kehlbalkendach mit einfach stehendem Stuhl. Als Teil des historischen Stadtkerns von stadtentwicklungsgeschichtlicher Bedeutung. | 09241043 |
|                                         | Wohnhaus in geschlossener Bebauung | Kleine Kirchgasse 6 (Karte)                          | Mitte 18. Jahrhundert | Mit Laden, spätbarocker Putzbau in gutem Originalzustand von baugeschichtlichem Wert. Erstmals 1832 erwähnt, damals im Besitz von Carl Moritz William Weicker, welcher möglicherweise der Bauherr des Hauses war. Bis 1952 im Familienbesitz. 1990 umfassend saniert, dabei Verlängerung der Erdgeschossfenster zu Schaufenstern. Breitlagernder zweigeschossiger Putzbau über 6 Achsen. Im Erdgeschoss Stichbogenportal mit Schlussstein, rechts davon Fensteröffnung des ursprünglichen Ladens, links des Eingangs neuere Ladentür. Das Portal besteht aus Porphyrtuff, die Haustür aufgearbeitet. Abschluss des Hauses durch Satteldach. Das Gebäude blieb in gutem Originalzustand erhalten und dokumentiert somit das Bauhandwerk des 18./beginnenden 19. Jahrhunderts, woraus sich seine baugeschichtliche Bedeutung ableitet. Zugleich kommt ihm als Teil des Altstadtkerns von Oederan ortsentwicklungsgeschichtliche Bedeutung zu. | 09241044 |
|                                         | Wohnhaus in geschlossener Bebauung | Kleine Kirchgasse 7 (Karte)                          | Mitte 18. Jahrhundert | Schlichter Putzbau in städtebaulich wichtiger Lage von baugeschichtlichem Wert. In historischen Quellen wird der Verkauf des Grundstücks im Jahr 1837 an den Schuhmacher Elias Müller genannt. Das heute vorhandene Haus wurde nach dem äußeren Erscheinungsbild des Hauses zu urteilen, nach 1837 errichtet, so dass möglicherweise der genannte Schuhmacher der Bauherr gewesen sein könnte. Im 19. Jahrhundert erfolgte vermutlich eine Überformung des Obergeschosses. Letzte größere Um- und Anbauten waren Baumaßnahmen in den 1980er-Jahren. Schlichter zweigeschossiger Putzbau, vier Achsen, Mansarddach mit zwei Gauben. Einfache Fenstergewände rahmen die Fensteröffnungen, der Hauseingang schließt mit Segmentbogen ab. Die Fassade weist keine anderen schmückenden Elemente auf. Als traditionelles kleinstädtisches Wohnhaus des 18. und 19. Jahrhunderts dokumentiert es Bauhandwerk und architektonische Auffassungen jener Zeit, insbesondere durch seine Authentizität, so dass dem Gebäude ein baugeschichtlicher Wert zuzumessen ist. Die dominante Lage nahe dem Marktplatz und der Stadtkirche begründen die städtebauliche Bedeutung des Hauses. | 09241045 |
|                                         | Wohnhaus in offener Bebauung | Kreuzgang 2 (Karte)                                  | 1803 | Spätbarockes Wohn- und Geschäftshaus in gutem Originalzustand von baugeschichtlichem und städtebaulichem Wert. 1803 auf einer Brandstelle neu erbaut. Als erster Besitzer wird 1817 der Stadtrichter Christian Gottlob Schmidt genannt. Einer der späteren Eigentümer, Heinrich Ferdinand Feldmann, richtete im Grundstück eine Lohgerberei ein. 1908 gab es im Haus einen Lederwarenhandel, ein Geschäft für Schuhmacherbedarf und einen Laden für Korbwaren aller Art. Über 100 Jahre befand sich das Gebäude im Besitz der Familie Feldmann. Zweigeschossiges spätbarockes Bürgerhaus über längsrechteckigem Grundriss mit hohem Krüppelwalmdach mit stehenden Gauben. Die historischen Fenstergewände sowie das mittig angeordnete Stichbogenportal, alle aus Porphyrtuff, blieben erhalten und schmücken das Haus noch heute. Im Inneren waren zum Zeitpunkt der Denkmalerfassung Kreuzgratgewölbe, Zimmer- und Wohnungstüren sowie der Dachstuhl aus der Erbauungszeit erhalten. Das Gebäude beeindruckt durch seine Authentizität, wodurch es zum Denkmal des Bauhandwerks und der Lebensweise der Oederaner Bürger im 19. Jahrhundert wird, woraus sich dessen Denkmalwert ableitet. | 09241046 |
|                                         | Wohnhaus in offener Bebauung, vermutlich ehemalige Lohgerberei | Kreuzgang 4 (Karte)                                  | 1. Hälfte 19. Jahrhundert | Vermutlich frühe Produktionsstätte aus dem beginnenden 19. Jahrhundert, weitgehend original erhalten, von bau- und stadtentwicklungsgeschichtlichem Wert. Vermutlich um 1830 als Lohgerberei erbaut. Zunächst dürfte das Gebäude zum Wohnhaus Kreuzgang 2 gehört haben. Der eingeschossige massive Putzbau mit Drempel wird durch ein Satteldach mit niedrigen Dachhechten abgeschlossen. Die Gestaltung des Hauses ist vergleichbar mit anderen frühen Industriebauten in Sachsen, die allerdings vielfach überformt bzw. auch abgebrochen wurden. Auch dieses Gebäude wurde sicherlich mehrfach verändert, das äußere Erscheinungsbild blieb jedoch sicherlich weitgehend original erhalten. Später erfolgte eine Umnutzung des Hauses als Wohnhaus, woraus sich natürlich Änderungen im Inneren ergeben haben. | 09304755 |
|                                         | Haustür eines Wohnhauses | Kreuzgang 5 (Karte)                                  | Um 1800 | Zeittypische Handwerksarbeit von geschichtlichem Wert. Bauzeitliche Haustür eines in der zweiten Hälfte des 18. Jahrhunderts erbauten Bürgerhauses in anspruchsvoller Gestaltung. Als originales Zeugnis des Handwerks dieser Zeit ist diese Tür denkmalwürdig. | 09241047 |
|                                         | Wohnhaus in geschlossener Bebauung | Lange Straße 2 (Karte)                               | 1856 | Mit Laden, schlichtes kleinstädtisches Wohn- und Geschäftshaus von bau- und stadtentwicklungsgeschichtlichem Wert. Laden, Haustür original, Türgewände mit Hufeisendarstellung. Wohnhaus mit Laden, 1856 nach Brand des Vorgängerbaus für den Kaufmann Friedrich Bernhard Schulze errichtet. Zweigeschossiger Putzbau mit fast die gesamte Traufseite des Hauses einnehmender Ladenzone und seitlichem Hauseingang mit zweiflügliger Haustür, Zwischen Erdgeschoss und Obergeschoss kräftigeres Gurtgesims sowie zwischen Obergeschoss und Mezzaningeschoss flaches Fensterbankgesims. Die Rechteckfenster im Obergeschoss werden durch schlichte Gewände eingefasst, über den Fenstern waagegerechtes Gebälk. Abschluss des Hauses durch Satteldach. Das Gebäude ist Teil eines zeitgleich entstandenen Straßenzuges mit gleichartiger Bebauung, welcher die städtebauliche Entwicklung sowie Bauauffassungen und Bauhandwerk der Entstehungszeit anschaulich dokumentiert. Der Denkmalwert ergibt sich somit aus dem baugeschichtlichen und dem stadtentwicklungsgeschichtlichen Wert des Hauses. | 09241049 |
|                                         | Wohnhaus in geschlossener Bebauung | Lange Straße 4 (Karte)                               | 1856 | Mit Laden, repräsentativer Putzbau von stadtentwicklungsgeschichtlicher und städtebaulicher Bedeutung. Fassadengliederung, Tür original, Mezzaningeschoss. Repräsentatives, straßenbildprägendes Wohn- und Geschäftshaus, nach Brand des Vorgängerbaus 1856 für den Lohgerbermeister J. H. Gerlach erbaut. Der Laden wurde vermutlich um 1900 eingebaut. Schon durch seine Breite dominiert der zweigeschossige Putzbau das Straßenbild. Mit sieben Fensterachsen, der gestalterisch betonten Mittelachse und seiner Höhe durch das Mezzaningeschoss, ist das Wohn- und Geschäftshaus eines der repräsentativsten Gebäude des Straßenzugs. In exemplarischer Weise dokumentiert der weitgehend original erhaltene Bau das Bauhandwerk und die Bauweise von Wohn- und Geschäftshäusern im kleinstädtischen Kontext des ausgehenden 19. Jahrhunderts, woraus sich der baugeschichtliche Wert ableitet. Zugleich verdeutlicht dieses Gebäude im Zusammenhang mit der zeitgleichen Bebauung des Straßenzuges Stadtentwicklungsgeschichte. | 09241050 |
|                                         | Wohnhaus in geschlossener Bebauung | Lange Straße 6 (Karte)                               | 1. Hälfte 19. Jahrhundert | Mit Laden, trotz leichter baulicher Veränderungen als Beispiel kleinstädtischen Bauens in der 1. Hälfte des 19. Jahrhunderts von bau- und stadtentwicklungsgeschichtlichem Wert. Das Wohn- und Geschäftshaus wurde in der 1. Hälfte des 19. Jahrhunderts erbaut, annähernd zeitgleich mit der Nachbarbebauung. Zweigeschossiger Putzbau über annähernd quadratischem Grundriss mit Satteldach. Wesentliche Gestaltungselemente, die die Fassade schmücken, sind die Blendbögen über der Haustür und den ehemaligen Fensteröffnungen im Erdgeschoss sowie profilierte Fenstergewände und waagerechtes Gebälk über den Fensteröffnungen im Obergeschoss, sowie ein Fensterbankgesims zwischen Erdgeschoss und Obergeschoss. Bemerkenswert ist die originale zweiflüglige Haustür mit schmalem Oberlichtfenster. Der Ladeneinbau erfolgte 1907, wobei die Schaufensterfront seitdem vermutlich vereinfacht wurde. Die Dachschleppe wurde 1958 auf das Dach gebaut. Trotz baulicher Veränderungen kann man einen guten Originalzustand bestätigen. Als Zeugnis kleinstädtischen Bauens in der 1. Hälfte des 19. Jahrhunderts und der Stadtentwicklungsgeschichte erlangt das Haus baugeschichtliche und stadtentwicklungsgeschichtliche Bedeutung. | 09241051 |
|                                         | Wohnhaus in geschlossener Bebauung | Lange Straße 8 (Karte)                               | 2. Hälfte 19. Jahrhundert | Mit Laden, zeittypischer Putzbau in sehr gutem Originalzustand von baugeschichtlichem Wert. Zweigeschossiger Putzbau mit Laden, im Erdgeschoss Fassade gegliedert durch Putzquaderungen, Fensterbankgesims im Obergeschoss, Fenstergewände mit waagerechtem Gebälk sowie liegende Fenster im Drempelgeschoss, profiliertes Kranzgesims, Hausabschluss durch Satteldach mit zwei zu großen Gauben. Der Denkmalwert ergibt sich aus dem baugeschichtlichen Wert. | 09241052 |
|                                         | Mietshaus in geschlossener Bebauung | Lange Straße 10 (Karte)                              | 1856 | Ehemals mit Laden im Erdgeschoss, zeittypischer Putzbau in sehr gutem Originalzustand, von großer baugeschichtlicher Bedeutung. Putzquaderung im Erdgeschoss, ehemals mit Laden, Laden original, Originalhaustür. 1834 kaufte der Tuchmacher Carl Friedrich Flach das Grundstück, welches 1856 abbrannte. Es ist davon auszugehen, dass unmittelbar nach dem Brand mit dem Wiederaufbau begonnen wurde, möglicherweise unter Einbeziehung von Resten des abgebrannten Vorgängerbaus. Zweigeschossiger Putzbau mit: Putzquaderung im Erdgeschoss, Fensterbankgesims zwischen Erdgeschoss und Obergeschoss, Fenstergewänden aus Hilbersdorfer Porphyrtuff mit waagerechten Fensterverdachungen, schmalem Gurtgesims zwischen Obergeschoss und Drempel, kleinen quadratischen, paarweise angeordneten Fenstern im Drempel, profiliertem Kranzgesims, Abschluss durch Satteldach, Bemerkenswert im Erdgeschoss großes Türportal mit waagerechtem Gebälk, original erhaltener Holzkassettentür, zweiflügelig, mit feststehendem Oberlicht, ähnlich gestaltet die Ladentür, am alten Laden Klappladen erhalten, im Hof Türportal und Haustür von 1834 (am Schlussstein bezeichnet). Denkmalwert: baugeschichtlicher Wert auf Grund des authentischen Baubestandes aus der Mitte des 19. Jahrhunderts. | 09241053 |
|                                         | Wohnhaus in Ecklage in geschlossener Bebauung | Lange Straße 14 (Karte)                              | Nach 1856 | Mit originalem Laden, zeittypisches Geschäftshaus in gutem Originalzustand, von baugeschichtlichem und städtebaulichem Wert. 1856 Brandgrundstück von Christian Sophie Müller. Im gleichen Jahr Verkauf an Maurermeister Carl Viktor Meilung, der das heutige Wohn- und Geschäftshaus vermutlich erbaute. 1857 Verkauf an den Kaufmann Carl Gottlob Ludwig, 1860 Weiterverkauf an den Webermeister Karl August Haubold. Nach mehreren Besitzerwechseln ab 1904 im Eigentum von Kurt Emil Neukirchner, der den Laden in ein Manufaktur-, Modewaren- und Konfektionsgeschäft umwandelte. Der Umbau der Ladenfront dürfte zu diesem Zeitpunkt erfolgt sein. Zweigeschossiger Putzbau mit markanter gründerzeitlicher Ladenfront in sehr gutem Originalzustand, Obergeschoss mit einfachen Fenstergewänden, diese durch ein Sohlbankgesims verbunden, profiliertes Kranzgesims, Krüppelwalmdach - Denkmalwert: baugeschichtlicher und städtebaulicher Wert durch die Authentizität des Baubestandes. | 09241054 |
|                                         | Mietshaus in geschlossener Bebauung | Lange Straße 16 (Karte)                              | 1897 | Mit Laden, Klinkerfassade, baugeschichtlicher Wert als original erhaltenes Mietshaus, zugleich dokumentiert dies die städtebauliche Entwicklung der Zeit um 1900 in Oederan. 1897 für den Webermeister Bernhard Fiedler erbaut. Dreigeschossiges Mietshaus mit Laden in Klinkermischbauweise, um 1900 erbaut. Rustikaputz im Erdgeschoss, Laden- und Hauseingang sowie Fenster mit Werksteineinfassung, Schlusssteine mit Diamantquadern besetzt, Obergeschoss gelber Klinker mit roten Klinkerbändern und Klinkermustern, Fenstersohlbänke mit verzierten Konsolsteinen sowie waagerechten Fensterverdachungen ebenfalls auf dekorierten Konsolsteinen, in der Mitte des Gebäudes Dacherker mit Dreieckgiebel, bekrönt von steinernen Eicheln und Steinobelisk, dort auch Rundfenster und Rundbogenfenster, Abschluss durch Satteldach. Denkmalwert: baugeschichtlich bedeutsam als original erhaltenes Wohn- und Geschäftshaus der Jahrhundertwende zum 20sten Jahrhundert sowie stadtentwicklungsgeschichtlich als Zeugnis der Stadtentwicklung der gleichen Zeit. | 09241055 |
| Weitere Bilder                          | Marktbrunnen | Markt (Karte)                                        | Um 1850 | Markanter Sandsteinbrunnen von künstlerischer und platzbildprägender Bedeutung. Bis etwa 1840 stand auf dem Marktplatz ein hölzerner Wasserbottich. Ersetzt wurde dieser durch einen neuen Marktbrunnen, der im Auftrag von Adolph Gottlob Fiedler geschaffen wurde. Quadratisches Brunnenbecken aus Sandstein, in der Mitte Wasserschalen und Wasserspeier. Die originalen aus Sandstein bestehenden Wasserschalen und Wasserspeier wurden bei einer Feuerwehrübung 1950 zerstört. Durch den Bildhauer Müller aus Oederan wurde anschließend die untere Tulpe zu einer Schale umgearbeitet und ein Wasserspiel aufgesetzt, so dass der Brunnen zunächst wieder funktionierte, auch wenn zunächst vereinfacht wieder hergestellt. Nach umfangreicher Sanierung vor 2011 konnte das originale Erscheinungsbild des künstlerisch wertvollen Brunnens wieder hergestellt werden. Der Denkmalwert des Brunnens ergibt sich aus seiner bildkünstlerischen und platzbildprägenden Bedeutung. | 09303641 |
|                                         | Wohn- und Geschäftshaus in geschlossener Bebauung | Markt 2 (Karte)                                      | Nach 1753 | Spätbarockes Bürgerhaus mit Schaufensterfront von 1887 in sehr gutem Originalzustand von baugeschichtlicher, stadtgeschichtlicher und ortsbildprägender Bedeutung. Nach dem Stadtbrand von 1753 wieder aufgebaut. Von 1768 bis 1825 im Besitz des Schwarzfärbers Johann Michael Köhler und Erben. Danach kauft der Schönfärber Leberecht Trübenbach das Grundstück und richtet eine Färberei ein, die später an einen anderen Standort verlegt wurde. Bereits 1825 gründet er ein Textilgeschäft. 1887 ließ Bruno Berger, der damalige Eigentümer den Laden rechts neben dem Hauseingang einbauen. Der Laden wurde zum Spezialgeschäft für Mode, Manufakturware und Damenkonfektion erweitert. Links der Eingangstür befindet sich das ältere Textilgeschäft. Zweigeschossiger, traufseitig am Markt stehender Putzbau mit fünf Fensterachsen, Satteldach und Schleppgaube über die gesamte Dachfläche. Hauseingang durch Segmentbogen abschließend. Zweiflüglige Haustür mit Kassetten und schmalem Oberlicht. Das Schaufenster von 1887 ist aufwendig verziert durch flankierende genutete Pilaster und Verdachungen aus Sandstein. Im Inneren blieben Kreuzgewölbe erhalten. Als spätbarockes Wohnhaus erlangt das Gebäude baugeschichtliche Bedeutung, auf Grund seiner Nutzungsgeschichte stadtgeschichtliche Bedeutung. Die markante Lage am Markt und an der bedeutendsten Durchgangsstraße begründet die große städtebauliche Bedeutung. | 09241057 |
|                                         | Wohnhaus mit Bäckerei in geschlossener Bebauung | Markt 3 (Karte)                                      | Vermutlich nach 1753 | Schlichter Putzbau mit einer der ältesten Bäckereien Oederans, von stadtgeschichtlicher Bedeutung. Vermutlich nach dem Stadtbrand von 1753 gebaut, seit 1793 Bäckerei. Als erster Bäcker wird Georg Samuel Kögel genannt. Seit mehr als zweihundert Jahren wird im Haus das Bäckerhandwerk ausgeübt. Unter dem Bäckermeister Ernst Louis Schüßler wurden 1903 und 1933 bauliche Veränderungen, insbesondere im Inneren, vorgenommen. Auch nachfolgend wurden Türen und Fenster erneuert und ein Dreieckgiebel über der Haustür entfernt. Trotz der beschriebenen Bauveränderungen blieb der zweigeschossige Putzbau mit Satteldach und drei Gauben denkmalwürdig, weil das Gebäude eine der ältesten noch erhaltenen Bäckereien der Stadt ist, die auch heute noch betrieben wird. Am Markt wohnten die bedeutendsten Bürger der Stadt, denen ein Braurecht zustand. Das trifft auch auf das Gebäude zu. Hieraus und aus vorgenannter Tatsache ergibt sich der stadtgeschichtliche Wert des Hauses. | 09241058 |
|                                         | Türportal und Tür eines Bürgerhauses | Markt 4 (Karte)                                      | Bezeichnet mit 1799 (Türportal) | Gebäudeteil von künstlerischer und ortsgeschichtlicher Bedeutung. Haustor mit Portal eines Bürgerhauses, bezeichnet mit „B 1799“ (für Johann Christoph Böhme), der vermutlichen Bauzeit des Hauses. Das Grundstück gehörte zum Erbauungszeitpunkt der Familie Böhme, die die Baumwollfabrikation in Oederan einführten. Der Sitz der Firma F. E. Böhme befand sich zeitweise in diesem Grundstück. 1973 brannte der Dachstuhl aus. Nach langen Diskussionen wurde das Haus wieder aufgebaut, es erhielt ein weiteres Stockwerk, umfangreiche Änderungen wurden an der Fassade und im Hausinneren durchgeführt, lediglich das Portal mit der Haustür blieben ursprünglich erhalten. Durch die genannten Veränderungen verlor das Gebäude seinen Denkmalwert. Das Portal mit Haustür ist auf Grund seiner gestalterischen Qualität baukünstlerisch bedeutsam. Als bauliche Erinnerung an die Familie Böhme, die für die Geschichte Oederans eine außerordentlich großer Bedeutung erlangte, kommt diesen Gebäudeteilen eine stadtgeschichtliche Bedeutung zu, zudem die Initiale am Schlussstein „B“ den direkten Bezug zum ehemaligen Eigentümer herstellt. | 09241059 |
| Weitere Bilder                          | Rathaus mit Ausstattung | Markt 5 (Karte)                                      | 1575 (Rathaus); 1913 (Wandvertäfelung, Möbel und Malerei) | Repräsentativer Renaissancebau mit hochwertiger, teils baugebundener künstlerischer Ausstattung der Umbauphase von 1913, von großer ortsgeschichtlicher, städtebaulicher und überregionaler baugeschichtlicher und baukünstlerischer Bedeutung. Dreigeschossiger Putzbau, Eckbau, an der Ecke halbrunder Erker mit Relief, prächtiger Renaissancebau mit Renaissanceportal in der Mitte der Traufseite zum Markt, Walmdach, zwei Schleppgaupen, Uhrenturm mit Welscher Haube, Freiberger Straße 2 Anbau an Rathaus mit Tordurchfahrt, 1780 verändert, Runderker vom Gründungsbau, Erdgeschoss zweischiffige Halle, Gewölbe, zwei Säulen, Relief mit Brustbild eines bärtigen Mannes, teilsaniert. Rathaus Oederan (Dehio Sachsen II, Deutscher Kunstverlag 1998, S. 762.): „Mächtiger Renaissancebau von 1575, nach Brand 1753 wieder aufgebaut. Das dritte Geschoss mit Dach und Dachreiter 1780, Restaurierung 1885 und 1914 (davon Portal zum Ratskeller und farbige Bleiglasfenster in Jugendstilformen im dritten Geschoss). Verputzter dreigeschossiger Erker von 1575, abgeschlossen von geschweifter Haube und Laterne. Der untere Teil des Erkers mit figürlichen bäuerlichen Reliefs und Ornamenten, im mittleren Brüstungsfeld das Stadtwappen, seitlich bärtige Männer, vermutlich Ratsherren. Im gleichen Renaissancecharakter mit Säulenrahmung, bekrönendem Dreieckgiebel und Köpfen der Schmuck des Eingangsportals im Westen sowie zwei Türgewände im Erdgeschoss. Im Erdgeschoss zweischiffige Halle, die Gewölbe von zwei gedrungenen Säulen getragen, Reliefs an der Südwand mit Brustbild eines bärtigen Mannes (Baumeister?). Ratssaal mit Kassettendecke um 1970 restauriert.“ Teilsanierung, vor allem außen nach 1999, Innensanierung ab 2011. Denkmalwert: überregionale baugeschichtliche und baukünstlerische Bedeutung sowie stadtgeschichtliche und städtebauliche Bedeutung. | 09241060 |
| Weitere Bilder                          | Fassade des Wohnhauses mit ehemaliger Posthalterei | Markt 6 (Karte)                                      | Nach 1753 bis 1756 | Das Platzbild maßgeblich prägende Putzfassade von stadtgeschichtlichem Wert. Beim Stadtbrand 1753 abgebrannt, 1756 als neuer Eigentümer der Postmeister Johann Gottfried Grüner genannt (vermutlich Bauzeit). 1801 Postmeisterei, später Postamt. 1889 um ein Stockwerk erhöht im Auftrag des Sattlermeisters Otto Röder. Nach 1999 Abbruch des Gebäudes unter Erhaltung der Marktfassade. Museumsneubau des Museums Oederan mit stadtgeschichtlicher Sammlung. Überformte spätbarocke Fassade im Stil der Gründerzeit. Schlichte Putzfassade, gegliedert durch eine große Toreinfahrt, ein Fensterbankgesims im zweiten Obergeschoss sowie einen Dacherker mit Dreieckgiebel. Die Fassade ist der letzte bauliche Rest der langzeitig bestehenden Posthalterei bzw. Post von Oederan, welche für die Bürger der Stadt für die Kommunikation mit Geschäftspartner, Freunden und Verwandten von großer Bedeutung war. Damit kommt dem Gebäude ein großer Erinnerungswert für die Stadtgeschichte zu (stadtgeschichtliche Bedeutung). | 09241061 |
|                                         | Sammlung von Handwebstühlen und Textilmaschinen der ehemaligen Oederaner Weberei Reißig, später Sunon (DIE WEBEREI Museum Oederan - Sammlungsbestandteil Maschinenausstattung Weberei Reißig) | Markt 6 (Karte)                                      | 19. Jahrhundert und 20. Jahrhundert | Funktionsfähige, vollständig erhaltene Werkstattausstattung von technikgeschichtlicher und stadtgeschichtlicher Bedeutung. 1933 wurde die Weberei Reißig begründet, welche Frotteehandtücher auf mechanischen Webstühlen und Schmierpolster für die Reichsbahn und den Bergbau herstellte. 1956 erfolgte die Übernahme der Weberei durch Herrn Sunon. Von dessen Sohn wurde die Werkstatt bis 1990 betrieben. Ab Mai 1991 erfolgte eine langjährige Nutzung als „Schauwerkstatt“. Die Maschinen, Handwebstühle und Nähmaschinen, stammen aus dem 19. und 20. Jahrhundert und sind alle funktionsfähig. Es handelt sich dabei um die vollständige maschinelle Ausstattung einer Handweberei-Werkstatt, die in ihrer Vollständigkeit heute nur noch selten anzutreffen ist. Mit Einrichtung des web Museums Oederan, welches der Geschichte der Handweberei, des Handwerks, des Gewerbes, der Industrie und dem Alltagsleben gewidmet ist, wurde die Maschinenausstattung der ehemaligen Handweberei in die Sammlungsbestände des Museums überführt. Als seltenes Zeugnis des Webereihandwerks sowie der industriellen Entwicklungsgeschichte Oederans ist dieser Sammlungsbestandteil denkmalwürdig auf Grund seiner technik- und stadtgeschichtlichen Bedeutung. | 09244191 |
|                                         | Fassade des ehemaligen Hotels zum Hirsch | Markt 7 (Karte)                                      | Um 1900 | Das abgebrochene ursprüngliche Gebäude eventuell um 1800 erbaut, spätere Nutzung als Hotel, von stadtgeschichtlichem Wert. Ehemaliges Hotel eventuell um 1800 und älter – heute abgebrochen (2001), Fassade erhalten. Einer der ältesten Gasthöfe der Stadt, mehrfach abgebrannt und wieder aufgebaut. Ab 1790 unter dem Postmeister Christian Michael Günther Posthalterei. 2001 Abbruch des Gebäudes, aber Erhalt und Sanierung der Fassade. Dreigeschossige Putzfassade, schlicht mit regelmäßig angeordneten Rechteckfenstern, im Erdgeschoss Putznutung und Putzquaderung, Gurtgesims zwischen Erdgeschoss und Obergeschoss, dort auch profiliertes Fensterbankgesims. Fenster durch Naturstein eingefasst. Dach bekrönt von zweiachsigem Dacherker mit Dreieckgiebel, flankiert von zwei kleinen Gauben mit Satteldach. Als letztes bauliches Zeugnis der einstigen Posthalterei und des Hotels zum Hirsch von stadtgeschichtlichem Wert. | 09241062 |
|                                         | Wohn- und Geschäftshaus in geschlossener Bebauung | Markt 8 (Karte)                                      | 1. Hälfte 18. Jahrhundert | Repräsentativer, den Marktplatz prägender Putzbau von baugeschichtlicher, regionalgeschichtlicher und städtebaulicher Bedeutung. Saniert, reich dekorierte Fassade, in den Dreiecksgiebeln Kränze mit Lorbeerlaub, alles dekoriert mit Palmetten, unter den Fenstern Stuckdekorationen, geschweifte Linien, zwischen den Fenstern im zweiten Obergeschoss verzierte Putzfelder, in beiden Geschossen Fensterbankgesimse, reich dekorierte Haustür mit Ziervergitterung und Diamantschnitt, ebenfalls Verdachung mit Palmette und verschiedensten Putz-Stuck-Dekorationen. | 09241063 |
|                                         | Wohnhaus in geschlossener Bebauung | Markt 9 (Karte)                                      | Nach 1753 | Mit Laden, Putzbau von baugeschichtlicher, stadtentwicklungsgeschichtlicher und städtebaulicher Bedeutung. Kreuzgratgewölbe im Hausflur sowie im Raum rechts, schönes Sterngewölbe, sehr tief, Korbbogenlaibung am Fenster, weitere Räume mit Kreuzgratgewölbe sowie im Treppenhaus Kreuzgratgewölbe. Das Wohn- und Geschäftshaus wurde vermutlich nach dem Stadtbrand von 1753 erbaut. Dies wird auch durch den vorhandenen Baubestand bestätigt. Anfänglich im Besitz eines Tuchmacherfabrikanten ging es 1868 in das Eigentum des Fleischermeisters Nüßner über, der eine Gaststube im Erdgeschoss einrichtete. 1933 wurde das Gebäude aufgestockt. Der Putzbau ist Teil des Marktplatzensembles und städtebaulich bedeutsam durch seine Ecklage zur Kleinen Kirchgasse. Abgeschlossen wird das dreigeschossige Gebäude durch ein Satteldach mit sechs Dachgauben mit Segmentbogenabschluss. Eine Sanierung erfolgte 1993/94. Wichtige Gestaltungselemente der Fassade sind das marktseitige Türportal mit Segmentbogen und Schlussstein, die Fenstergewände aus Naturstein und Gesimse. Auch an der Hofseite findet sich ein Segmentbogenportal mit Schlussstein. Die Sanierung der Türen und Fenster erfolgte nach historischem Vorbild. Im Inneren blieben im Durchgangsflur ein Kreuzgratgewölbe erhalten, ebenso Kreuzgratgewölbe und Sterngewölbe in weiteren Räumen im Erdgeschoss. Der Denkmalwert des Hauses ergibt sich aus der bau- und stadtentwicklungsgeschichtlichen Bedeutung auf Grund des guten Originalzustandes. | 09241064 |
|                                         | Wohn- und Geschäftshaus in Ecklage in geschlossener Bebauung | Markt 10 (Karte)                                     | 1775 | Zweigeschossiger, spätbarocker Putzbau von baugeschichtlichem und städtebaulichem Wert. Ladeneinbauten um 1900, am Türstock Anker mit geschlungenem „S“, bezeichnet mit 1775. Im 17. und 18. Jahrhundert im Besitz der Familie Fiedler. Die Familie Fiedler gehört zu Oederans angesehensten Familien. Am Schlussstein findet sich die Jahreszahl 1775 und die Initiale „S“. Das Gebäude wurde vermutlich 1775 nach Zerstörung durch den Stadtbrand wieder aufgebaut. Zu dieser Zeit war die Kaufmannsfamilie Schramm Eigentümer des Hauses. Der Konfektionskaufmann Woldemar Fischer erwarb 1912 das Grundstück und richtete im Haus ein Herrenkonfektionsgeschäft ein. So ließ er Schaufenster im Erdgeschoss einbauen, welche das historische Erscheinungsbild des Hauses beeinträchtigten. 1919 erfolgte der Einbau eines zweiten Ladens. Langjährig befand sich darin das Schokoladengeschäft Rudolf Dietrich. 1995/96 erfolgte eine grundlegende Sanierung, bei der im Obergeschoss und Dachgeschoss je eine Zweizimmer- und je eine Dreizimmerwohnung eingerichtet wurde. Zweigeschossiges spätbarockes Wohn- und Geschäftshaus, 6×6 Achsen, im Erdgeschoss mit nachträglich eingebauten Läden. Stichbogenportal mit Schlussstein, bezeichnet mit 1775. Obergeschoss mit regelmäßig angeordneten Rechteckfenstern, in seiner Gliederung bauzeitlich. Abschluss durch hohes Walmdach mit großen, 1919 aufgesetzten Dacherkern mit Krüppelwalmdächern. Diese mit einfachen Putzstuckdekorationen. Das Gebäude gehört zur historischen Marktplatzbebauung und beeindruckt durch seinen originalen Baubestand. Die genannten baulichen Veränderungen im Erdgeschoss beeinträchtigen den Denkmalwert nicht. Der Denkmalwert ergibt sich aus der baugeschichtlichen und stadtentwicklungsgeschichtlichen sowie städtebaulichen Bedeutung als gut erhaltenes spätbarockes Bürgerhaus und als Teil der historischen Marktplatzbebauung. Durch die Bedeutung der Bauherren für die Stadtgeschichte Oederans leitet sich der Denkmalwert auch von der stadtgeschichtlichen Bedeutung des Hauses ab. | 09241065 |
| Weitere Bilder                          | Wohnhaus in geschlossener Bebauung | Markt 12 (Karte)                                     | Vermutlich vor 1838 | Mit Laden, zeitweise Druckerei, Buchhandlung und Volkkunstschule, von baugeschichtlicher, stadtgeschichtlicher und städtebaulicher Bedeutung. Klinkerfassade im Obergeschoss, Laden aus Entstehungszeit. Urkundlich erstmals erwähnt 1838 als im Besitz von Karl Ludwig Schreiber befindlich. Das Haus, insbesondere der Dachstuhl, dürften wesentlich älter sein als 1838. Die über dem Hauseingang befindliche Jahreszahl benennt den Zeitpunkt der Fassadenüberformung von 1895. Die Besitzer des Hauses hatten große Verdienste bei der Entwicklung des Buchdrucks in Oederan. Mit Druckereiwerkstatt, Buchbinderei und Buchhandlung etablierte sich die Buch- und Kunstdruckerei Richard Sack bis 1951. In den Jahren 1953/54 entstanden der VEB (K) Buchdruckereiwerkstätten und die Volksbuchhandlung Oederan. In den Räumen der Druckerei wurde am 1. August 1967 die überregional bekannte Volkskunstschule Oederan eingerichtet. Seit 1992 befindet sich das Gebäude im Privatbesitz, die Volkskunstschule zog inzwischen in das alte Hospital. Die Nutzungsgeschichte begründet den großen stadtgeschichtlichen Wert des Hauses. Für die Marktplatzbebauung ist der zweigeschossige, traufständig zum Markt stehende Klinkerbau städtebaulich bedeutsam. Die Fassade wird im Erdgeschoss durch eine großzügige und aufwendig gestaltete Ladenfront geprägt. Der Ladenbereich wird durch zwei schmale Pilaster gegliedert. Die Ladentür erhielt eine Rundbogenrahmung mit Schlussstein. Die schlanken Pilaster sind dekoriert mit Frauenköpfchen und Blüten. Die beiden Schaufenster besitzen einen Korbbogenabschluss. Die Haustür wird gestalterisch durch Pilaster und eine Dreieckgiebelverdachung mit Inschrift „1893“ hervorgehoben. Das Obergeschoss wurde mit gelben Klinkerverblendsteinen verkleidet, welche durch ein rotes Klinkerband im Traufbereich verziert werden. Markant ist das hohe Satteldach, welches vermutlich älter als 1838 ist. Auf ihm befinden sich eine ältere zweiachsige Schleppgaube sowie zwei reich verzierte Gauben aus der Umbauphase von 1893. Die Hofseite ist schlicht, wie dies für alle Häuser der Marktplatzbebauung typisch ist. Das markante Gebäude dürfte zur ältesten Bebauung des Marktplatzes gehören und erlangt durch seinen guten Baubestand baugeschichtliche Bedeutung.                                                     | 09241066 |
|                                         | Wohnhaus in geschlossener Bebauung | Markt 13 (Karte)                                     | Bezeichnet mit 1760 (wohl ältere Bauteile erhalten) | Mit Laden, barocker Putzbau mit älterem Baubestand vermutlich von vor 1709, von großer baugeschichtlicher, stadtentwicklungsgeschichtlicher und städtebaulicher Bedeutung. Barockes Wohnhaus mit gotischen Raumstrukturen. Nach dem Brand von 1709 vermutlich Einkürzung der Haustiefe. 1826 wird Adolph Kegel oder Kögel Pachtinhaber der im Haus befindlichen Garküche. 1830 eröffnete der Nadler Oehme im Haus ein Geschäft für Kurz- und Galanteriewaren, später auch andere Geschäfte im Haus, 1919 Ladeneinbau, dabei wurden die Gewölbe im heutigen Ladenbereich entfernt. Zweigeschossig, vier Achsen, steiles Satteldach mit Dachhecht. Im Erdgeschoss annähernd mittig Hauseingang mit Segmentbogenportal mit Schlussstein, dieser bezeichnet mit „1760“, beiderseits nachträgliche Schaufenster und Ladentüreinbauten. Obergeschoss mit regelmäßig angeordneten Rechteckfenstern mit schmaler Natursteineinfassung. Im Inneren mehrere Gewölbekeller, die marktseitige Gewölbetonne sowie die Treppe, welche von dort ins Erdgeschoss führt gotisch, die hofseitige Gewölbetonne vermutlich nach dem Stadtbrand von 1709. Das Gebäude gehört zur ältesten Marktplatzbebauung und besitzt einen wertvollen Baubestand aus unterschiedlichen Zeiten, woraus sich der baugeschichtliche und stadtentwicklungsgeschichtliche Wert des Hauses ableitet. | 09241067 |
|                                         | Mietshaus in geschlossener Bebauung in Ecklage | Markt 14 (Karte)                                     | 1866 | Mit Laden, gründerzeitliches Wohn- und Geschäftshaus von bau- und stadtentwicklungsgeschichtlichem Wert. Tür und Laden original, im Inneren: historische Treppenanlage inklusive Geländer, historische Wohnungseingangstüren (2010), Türgewände 18. Jahrhundert im Erdgeschoss, Stuckrosette im ersten Obergeschoss. Nach Brand im Februar 1866 sofort wieder aufgebaut. Laut Überlieferung wurde während des Herbstjahrmarktes 1866 die Eröffnung der Gaststätte und Konditorei des Herrn Kögel gefeiert. Das Gebäude blieb 50 Jahre lang im Besitz der Familie Kögel. 1901 erfolgt der Einbau der an der Hausecke befindlichen großen Schaufenster durch die damalige Eigentümerin des Hauses Frau Johanne Christiane Emilie verw. Kögel. Dreigeschossiger, repräsentativer Putzbau mit polygonaler Eckausbildung, dort im Erdgeschoss Laden mit großen Vorhangbogenschaufenstern. Hauseingang seitlich. Die Fassade wird geprägt durch Putznutungen und Rundbogenfenster im Erdgeschoss, Gurtgesims, Pilaster in den Obergeschossen sowie verschiedenartige Fensterverdachungen sowie eine überhöhte Eckausbildung. Schon allein durch seine Größe, aber auch durch die qualitätvolle Fassadenausbildung hebt sich das Haus von der teils älteren, schlichten Nachbarbebauung ab und prägt hierdurch das Platzbild. Im Inneren außer dem Keller und einem eingebauten Stichbogenportal mit Schlussstein im Treppenhaus keine Reste eines Vorgängerbaus. Der Schlussstein trägt die Nummer 599 sowie die Jahreszahl 1761 (möglicherweise die Bauzeit des Vorgängerbaus, von dem das Stichbogenportal stammt, welches beim Brand 1866 möglicherweise geborgen und als Spolie wieder verwendet wurde.) Als typisches Gründerzeithaus kommt diesem Gebäude bau- sowie stadtentwicklungsgeschichtliche Bedeutung zu. | 09241068 |
|                                         | Lutherdenkmal | Martin-Luther-Platz (Karte)                          | 1883 | Anlässlich des 400. Geburtstags Martin Luthers neben der Kirche aufgestellt, von geschichtlicher und bildkünstlerischer Bedeutung. Die Nachbildung des Lutherdenkmals von Ernst Rietschel, welches er für Niederwalde schuf, wurde in der Bierlingschen Kunstgießerei in Dresden gefertigt. 1842 als Metallspende durch das Stadtbauamt abgeliefert, wurde es durch den ehemaligen Lehrer und Organisten Richard Rentsch bei der Chemnitzer Firma Pfütze & Co. entdeckt. Am 12. April 1946 konnte das Denkmal an seinem ursprünglichen Standort wieder aufgestellt werden. Sockel aus Cottaer Sandstein, Höhe ca. 2 m, lebensgroße Bronzebüste. Am Sockel Bronzeplatte mit Inschrift „Zur Erinnerung an die Feier des 400-jährigen Geburtstages Dr. Martin Luther“. Der Denkmalwert ergibt sich aus der bildkünstlerischen und geschichtlichen Bedeutung des Denkmals. | 09241076 |
|                                         | Denkmal für im Deutsch-Französischen Krieg gefallene Einwohner der Stadt Oederan und der benachbarten Orte | Martin-Luther-Platz (Karte)                          | 1871 | Monument aus Sandstein von ortsgeschichtlicher Bedeutung. 1871 eingeweiht zum Gedenken an im Deutsch-Französischen Krieg gefallene Einwohner. Der vom Königlich-Sächsischen Militärverein Oederans aufgestellte Obelisk soll an 14 Gefallene aus Oederan, Börnichen, Schönerstadt und Görbersdorf erinnern. 1895 wurde das Denkmal erneuert. Die Inschriften des aus Sandstein gefertigten Denkmals sind heute nicht mehr lesbar. Der Obelisk, ursprünglich von einer goldenen Kugel und Kreuz bekrönt, steht auf einem aus vier Etagen nach Oben verjüngten Sockel. Zwischen Obelisk und Sockel befinden sich vier Steinkugeln. Der Denkmalwert ergibt sich aus der ortsgeschichtlichen Bedeutung des Denkmals. | 09241075 |
| Weitere Bilder                          | Evangelische Stadtkirche Zu unserer lieben Frauen mit Ausstattung | Martin-Luther-Platz 1 (Karte)                        | Spätes 15. Jahrhundert (Kirche); 2. Hälfte 17. Jahrhundert (Gemälde); 18. Jahrhundert (Pastorenbildnisse); 19. Jahrhundert (Felderdecke); 1891 (Kirchenfenster) | Spätgotische Hallenkirche, neugotisch überformt, von baugeschichtlicher, stadtgeschichtlicher, künstlerischer, städtebaulicher und landschaftsprägender Bedeutung | 09240954 |
|                                         | Ehemaliges Diakonat | Martin-Luther-Platz 2 (Karte)                        | 1714 Dendro | Frei stehender Putzbau in Kirchennähe, von baugeschichtlicher, stadtgeschichtlicher und ortsbildprägender Bedeutung. Mehrfach umgebaut, Innenausstattung um 1900, teilweise zeitiger, liegender Dachstuhl, Außenwände massiv, Innenwände größtenteils Fachwerk. Diakonatsgebäude, möglicherweise ältestes noch erhaltenes Gebäude Oederans. Nach 1518 erbaut und mehrfach umgebaut. Dreigeschossiger Putzbau, 3 × 3 Achsen, mit hohem und steilem Satteldach, unmittelbar neben der Kirche stehend. Im Inneren Fachwerkwände. Das vermutete hohe Alter des Gebäudes begründet den baugeschichtlichen Wert, die Nutzungsgeschichte den stadtgeschichtlichen Wert. Durch seine Kubatur und dominante Lage prägt das Diakonat das Ortsbild maßgeblich. | 09241069 |
|                                         | Wohnhaus in offener Bebauung | Mühlberg 9 (Karte)                                   | Um 1800 | Kleinstädtisches Wohnhaus von stadtentwicklungsgeschichtlichem Wert. Fachwerk-Obergeschoss, Erdgeschoss massiv. Wohn- und Arbeitsstätte von Tuchmachern. Erster nachweisbarer Eigentümer war Gotthelf Leberecht Gelbricht, dann wird 1816 der Tuchmacher Carl Gottlob Sachse genannt. Es folgen die Tuchmacher Karl Gottlieb Louis Sachse, Karl August Heyme und Urban Linus Heyme. Danach wird das Gebäude offensichtlich nur noch zu Wohnzwecken genutzt. Zweigeschossiges, kleinstädtisches Wohnhaus mit massivem Erdgeschoss und schlichtem Fachwerk im Obergeschoss, Abschluss durch Satteldach. Im Erdgeschoss Natursteinfenstergewände sowie Türportal mit leichtem Dreieckgiebel. Türen und Fenster nicht denkmalgerecht saniert, Balkonanbau und seitlicher Anbau ohne Denkmalwert. Als Teil der kleinteiligen Unterstadtbebauung, deren Struktur heute noch gut ablesbar ist, kommt diesem Gebäude eine stadtentwicklungsgeschichtliche Bedeutung zu. | 09241070 |
| Weitere Bilder                          | Pfarrhaus | Pfarrgasse 1 (Karte)                                 | Bezeichnet mit 1811 | Mächtiger, das Stadtbild prägender Putzbau von bau- und stadtgeschichtlicher Bedeutung. Putz nicht original, Krüppelwalmdach, teilsaniert. Das Pfarramt von Oederan wurde 1811 erbaut. Der massive verputzte Baukörper steht südlich der Stadtkirche „Zu unserer lieben Frauen“. Das auf längsrechteckigem Grundriss errichtete zweigeschossige Gebäude wird durch ein Krüppelwalmdach mit Biberschwanzdeckung abgeschlossen. Wesentliche Gestaltungsmerkmale der zehnachsigen Straßentraufseite sind die zwei klassizistischen Türportale aus Hilbersdorfer Porphyrtuff einschließlich der historischen Türblätter. Die Fenstergewände, ebenfalls aus Hilbersdorfer Porphyrtuff, wurden bei einem Neuverputz teilweise verdeckt. Die Gartenseite hat einen hölzernen Eingangsvorbau, der sich im Obergeschoss als Veranda fortsetzt. Das Pfarramt ist in gutem Originalzustand überliefert. Sein Denkmalwert ergibt sich aus der bau- und regionalgeschichtlichen Bedeutung. | 09241073 |
|                                         | Ehemaliges Armen- und Krankenstift (Weygandsches Gestiftshaus), zeitweise Oederaner Heimatmuseum | Pfarrgasse 5 (Karte)                                 | 1806 | Als frühes Zeugnis der Sozialfürsorge und auf Grund seiner Authentizität sozialgeschichtlich, stadtgeschichtlich und baugeschichtlich von Bedeutung. Traufseite: Fachwerk-Obergeschoss mit geblatteten Kopfbändern (hintere Traufseite); Giebel: massiv um 1830, zweigeschossig, Türportal Stichbogenportal mit Schlussstein, Hilbersdorfer Porphyrtuff, Fenstergewände an der Giebelseite ebenfalls Hilbersdorfer Porphyrtuff, Giebeldreieck, Fachwerk verbrettert, originale Haustür, zweiflügelig mit geschweiften Kämpfern. 1806 stiftet der Leipziger Buchhändler Christian Friedrich Weygand 3000 Taler für die Errichtung eines Gestiftsgebäudes für die Pflege „Kranker und siecher Armer“ in der Geburtsstadt seines Vaters. 1824 ist die Existenz des Kranken- und Armenstiftes urkundlich belegt. Etwa 150 Jahre (bis 1956) wurde es seiner Bestimmung entsprechend genutzt. Danach wurde im Gebäude das städtische Heimatmuseum eingerichtet. Zuvor befand sich das Museum in den verschiedensten Gebäuden Oederans. 1979 bis 1984 erfolgte eine umfassende Rekonstruktion des Hauses. Zweigeschossiger verputzter Bruchsteinbau, an der Hoftraufseite im Obergeschoss Fachwerk, 4 × 6 Achsen mit hohem Satteldach. Wichtige Gestaltungselemente des ansonsten schlichten Gebäudes sind die Fenstergewände aus Hilbersdorfer Porphyrtuff sowie das Stichbogenportal mit Schlussstein an der Traufseite aus gleichem Material. In anderen Städten Sachsens nur noch selten anzutreffen, ist dieser Sozialbau einer der wenigen authentisch erhaltenen baulichen Zeugen der Sozialfürsorge des beginnenden 19. Jahrhunderts, wodurch diesem eine große sozialgeschichtliche, aber auch orts- und baugeschichtliche Bedeutung zukommt. | 09241074 |
| Weitere Bilder                          | Postamt sowie Einfriedungsmauer hofseitig und kleine gestaltete Freifläche (Ecke Poststraße/Bahnhofstraße) | Poststraße 2 (Karte)                                 | 1901 (Post); 1938 (Vorplatz) | Durch Umbau 1936/1937 geprägter Putzbau mit zugehöriger Freifläche und Ausstattung von ortsgeschichtlicher, baugeschichtlicher und städtebaulicher Bedeutung. Kaiserliches Postamt Oederan, 1900 nach Plänen des Oederaner Baumeisters Carl Kempe erbaut, 1936/1937 baulich überformt, dabei Umgestaltung des Turms sowie der Fassaden; ursprünglich schmuckreicher Putzbau mit Turm, nach seiner Umgestaltung eher schlicht. Über rechteckigem Grundriss erhebt sich der zweigeschossige Hauptbau mit regelmäßig angeordneten Rechteckfenstern im Erdgeschoss und Segmentbogenfenstern im Obergeschoss bzw. Vorhangbogenfenstern an beiden Giebelseiten und der Hoftraufseite (Fensterformen von 1901). Die ursprünglich reichen Verzierungen der Fassade wurden beim Umbau entfernt. Die Fassaden erhielten lediglich die Inschriften „Postamt“ aus aufgesetzten Buchstaben auf der Trauf- und auch auf der Giebelseite, die auf die Funktion des Gebäudes verweisen. Der Zugang erfolgte von der östlichen Giebelseite über eine einläufige Freitreppe und einen durch eine Säule getragenen Eingangsvorbau, dieser noch bauzeitlich gestaltet. Zu den Wohnungen im ersten Obergeschoss des Hauses gelangt man über das im Turm befindliche Treppenhaus an der Westseite. Ebenfalls an der Westseite gibt es einen weiteren Hauseingang, der vermutlich den Zugang zu den Büroräumen ermöglichte. Türen aus der Umbauphase, aber auch bauzeitliche Türen an der Hofseite waren zum Erfassungszeitpunkt noch anzutreffen. Das Gebäude trägt ein Walmdach. Im Inneren blieb die Schalterhalle erhalten. Im Westen des Postamts, an der Straßenecke Poststraße / Bahnhofstraße, wurde 1938 eine Freifläche mit Treppen und Bäumen angelegt, die weitgehend unverändert erhalten geblieben ist. Als Postamt kommt diesem Gebäude eine große stadtgeschichtliche Bedeutung zu. Auf Grund seines guten Originalzustands und der qualitätvollen Gestaltung erlangt das Postamt ebenso baugeschichtliche und baukünstlerische Bedeutung. Durch seine Gestaltung und die bewusst auf die städtebauliche Situation bezogene Freiflächengestaltung prägt das Bauwerk das Straßenbild maßgeblich. | 09303782 |
| Direkt Bild zu diesem Denkmal hochladen | Einfriedung eines Wohnhauses | Poststraße 12 (Karte)                                | Um 1900 | Schmiedeeiserner Zaun mit Steinzaunspfeiler von künstlerischer Bedeutung. Üppig dekorierter schmiedeeiserner Zaun in Formen des Jugendstils mit Steinpfeilern, vermutlich Anfang 20. Jahrhundert. Die genaue Herstellungszeit ist zurzeit nicht bekannt. Der reich mit Blumen dekorierte Zaun wurde zeitgleich mit der Sanierung des Wohnhauses 1995/96 mit einem neuen Anstrich versehen. Durch seine künstlerische Gestaltung hebt sich dieser Zaun durchaus von den zeitgleich entstandenen Einfriedungen Oederans ab. Der Denkmalwert leitet sich demnach von der kunsthandwerklichen Qualität der Einfriedung ab. | 09241077 |
| Direkt Bild zu diesem Denkmal hochladen | Mietshaus, Teil eines Doppelhauses | Poststraße 14 (Karte)                                | 1901 | Zeittypischer Wohnhausbau in Klinkermischbauweise von bau- und stadtentwicklungsgeschichtlichem Wert. Mischbauweise: Klinker Obergeschoss, leichte Veränderungen im Erdgeschoss. 1905 erbautes Mietshaus, welches mit dem benachbarten Mietshaus, in dem sich das Restaurant „Zur Erholung“ befunden hatte, eine gestalterische Einheit bildet. Als damaliger Eigentümer und Baumeister ist Ernst Gustav Klotz anzunehmen. 1907 ist der Fleischermeister Karl Fürchtegott Büßer Eigentümer des Grundstücks und baut vermutlich um diese Zeit im Erdgeschoss einen Fleischerladen ein. Das Mietshaus ist Bestandteil der nach dem Anschluss Oederans an die Eisenbahnstrecke Dresden–Werdau (später Plauen/Hof) entstandenen „Bahnhofsvorstadt“, wie sie in anderen sächsischen Städten ebenfalls anzutreffen ist. Allerdings bildete sich hier keine großstädtische repräsentative Geschäftsstraße heraus, sondern eher eine kleinstädtische Wohnhausbebauung in den Stilmerkmalen der Gründerzeit, welche durch Bauten aus dem 1. Drittel des 20. Jahrhunderts ergänzt wurden. Einige Gaststätten entstanden, außerdem Verwaltungsbauten wie beispielsweise das Gericht mit Gefängnis oder die Post. Trotz baulicher Veränderungen an manchen Gebäuden erscheint dieses Stadtgebiet relativ homogen. Es unterscheidet sich deutlich von der vorindustriellen Bebauung Oederans. Das zweigeschossige Gebäude mit Mittelrisalit entspricht in seiner Gestaltung dem Nachbarhaus. Wie dieses wurde es im Erdgeschoss verputzt. Die ursprüngliche Putznutung ging verloren. Das Obergeschoss ist mit gelben Klinkern verblendet und durch rote Klinkerbänder dekoriert. Der Mittelrisalit erhielt eine Eckbetonung durch rote Klinker. Er wurde gestalterisch durch Fensterverdachungen mit Dreiecksgiebeln bzw. waagerechtem Gebälk und einen Volutengiebel mit Rundfenster hervorgehoben. Trotz der genannten Vereinfachung im Erdgeschoss dokumentiert das Gebäude eindrucksvoll Baustil und Bauhandwerk seiner Entstehungszeit. Der gute Originalzustand bildet hierfür eine wichtige Voraussetzung. Als typischer Bestandteil der „Bahnhofsvorstadt“ dokumentiert das Haus auch Stadtentwicklungsgeschichte. Der Denkmalwert ergibt sich danach aus dem bau- und stadtentwicklungsgeschichtlichen Wert.                                                                                     | 09241078 |
| Direkt Bild zu diesem Denkmal hochladen | Wohn- und Verwaltungsgebäude, Einfriedung und Tor einer ehemaligen Konservenfabrik | Poststraße 15 (Karte)                                | 1905 (Wohn- und Bürogebäude); um 1905 (Einfriedung) | Qualitätvolle Zaunanlage einer Fabrik in gutem Originalzustand von künstlerischem Wert. Wohn- und vermutlich Kontorgebäude, 1905 vermutlich zeitgleich mit der Grundstückseinfriedung erbaut. Zur ehemaligen Dampf-Sauerkohl-Fabrik gehörend, welche 1890 von Magnus Baumann gegründet wurde. Das Wohn- und Kontorgebäude weist die für seine Zeit üblichen Gestaltungsmerkmale auf. Hierzu gehören die unregelmäßige Ausbildung der Fassade durch Vor- und Rücksprünge sowie unterschiedliche Fensterformen und Fensterformate. Auch die Dachgestaltung mit großen Schaugiebeln ist abwechslungsreich gestaltet. Bemerkenswert ist von wenigen Änderungen abgesehen, der gute Originalzustand des äußeren Erscheinungsbildes. Der schmiedeeiserne Zaun weist eine künstlerisch aufwendige Gestaltung auf, die vor allem fast vollständig erhalten ist. Sie dokumentiert die Handwerkskunst ihrer Entstehungszeit, zeugt aber auch vom besonderen Können Oederaner Schmiede zu Beginn des 20. Jahrhunderts. Der Denkmalwert ergibt sich vorwiegend aus dem baugeschichtlichen Wert des Wohnhauses und dem künstlerischen Wert des Zauns. | 09241079 |
| Direkt Bild zu diesem Denkmal hochladen | Mietshaus, ursprünglich mit Restaurant „Erholung“, Teil eines Doppelhauses | Poststraße 16 (Karte)                                | 1901 | Zeittypisches Wohnhaus in Klinkermischbauweise von bau- und stadtentwicklungsgeschichtlichem Wert. 1901 erwarb der Bleiarbeiter Oswald Gustav Liebscher das Grundstück von Ernst Gustav Klotz und ließ darauf laut Bauakten ein Wohnhaus mit Restaurationsbetrieb errichten. Bauentwurf und Bauausführung lagen in Händen des Baumeisters Gustav Klotz. 1906 folgte ein Saalanbau. Die Ansiedlung mehrerer Gaststätten in Bahnhofsnähe war typisch für die Entstehungszeit und ist auch in anderen Städten nachweisbar. Auch die beabsichtigte Errichtung des in unmittelbarer Nähe befindlichen Amtsgerichtes war möglicherweise ein Grund für die Einrichtung eines Restaurantbetriebes. Die Eisenbahn war zur Erbauungszeit das wesentliche Verkehrsmittel. Besucher sowie heimkehrende Arbeiter passierten in der Regel auf ihrem Heimweg diese Straße. Die Lage der Gaststätte war also günstig gewählt. Auch mehrere Gaststätten konnten gleichzeitig auf nahem Raum existieren, wie in der Oederaner Bahnhofsvorstadt erkennbar ist. Gaststätten waren wichtige Orte gesellschaftlicher Begegnung. Vielfach wurden sie auch noch von Gewerkschaften und Vereinen als Vereins-Lokal genutzt. Das zweigeschossige Gebäude mit Mittelrisalit unterscheidet sich in seiner Gestaltung keinesfalls vom Nachbargebäude. Wie dieses wurde es im Erdgeschoss verputzt. Die ursprüngliche Putznutung ging allerdings verloren. Das Obergeschoss wurde mit gelben Klinkern verblendet und durch rote Klinkerbänder dekoriert. Auch der Mittelrisalit erhielt eine Eckbetonung durch rote Klinker. Er wurde gestalterisch durch Fensterverdachungen mit Dreiecksgiebeln bzw. waagerechtem Gebälk und einem Volutengiebel mit Rundfenster hervorgehoben. Trotz der genannten Vereinfachung im Erdgeschoss dokumentiert das Gebäude eindrucksvoll Baustil und Bauhandwerk seiner Entstehungszeit. Der gute Originalzustand ist hierfür eine wichtige Voraussetzung. Der Denkmalwert ergibt sich danach aus dem bau- und dem ortsentwicklungsgeschichtlichen Wert. | 09241080 |
| Direkt Bild zu diesem Denkmal hochladen | Wohnhaus in offener Bebauung | Poststraße 18 (Karte)                                | 1891 | Ehemaliges Wohnhaus des Kaufmanns Carl Adolph Wolfgang von bau- und stadtentwicklungsgeschichtlichem Wert. Fassade, Vorhäuschen, Farbe, Türen und Fenster original, saniert. Das Wohnhaus wurde 1891 für den Kaufmann Carl Adolph Wolfgang erbaut. Neben dem Wohnhaus ließ er für seine Firma Wolfgang & Comp. ein Fabrikgebäude errichten (heute Gerichtsstraße 1), welches auf Grund umfassender baulicher Veränderungen nicht denkmalwürdig ist. In der Fabrik wurden damals Eisenmöbel hergestellt. Das denkmalgeschützte Wohnhaus, ein zweigeschossiger Putzbau mit 5 × 2 Fensterachsen steht traufständig an der Gerichtsstraße. Es beeindruckt durch seinen guten Originalzustand. Die Fassade wird geprägt durch die regelmäßig angeordneten Rechteckfenster. Zum Zeitpunkt der Denkmalerfassung waren mehrflüglige Einfachfenster mit Winterfenstern erhalten, welche für das Erscheinungsbild des Hauses bedeutsam waren. Weiter prägen ein kräftiges Sandsteingesims, ein aufgeputztes Fensterbankgesims sowie profilierte Fenstergewände mit ihren Verdachungen aus Sandstein die Fassade. Der Hauseingang des Hauses befindet sich an der Hoftraufseite. Dort führt eine Steintreppe mit schönem schmiedeeisernem Treppengeländer in ein Holzvorhaus im Schweizer Stil. Die Türblätter der zweiflügligen Gründerzeithaustür mit fest stehendem Oberlicht sind reich mit Schnitzwerk verziert. Die Oberlichter erhielten Farbglasscheiben. Zum Zeitpunkt der Denkmalausweisung war die bauzeitliche Ausstattung im Inneren erhalten. Das Haus ist voll unterkellert. Alle Keller werden durch Kappengewölbe abgeschlossen. Eine zweiläufige Treppe mit schmiedeeisernem Geländer verbindet beide Etagen. In jeder Etage befand sich eine Wohnung mit fünf Zimmern und Küche. Ob eines der Zimmer im Erdgeschoss auch als Kontor genutzt wurde, ist von der historischen Bauzeichnung nicht ablesbar. Aufwendige zeittypische Wohnungs- und Zimmertüren waren zum Erfassungszeitpunkt noch erhalten. Durch seinen guten Originalzustand und die qualitätvolle Bauausführung wird das Haus zum Zeugnis kleinstädtischen Bauens um 1900 und erhält somit baugeschichtliche Bedeutung. Stadtentwicklungsgeschichtlich ist das Gebäude als Teil der „Bahnhofsvorstadt“ und damit als Zeugnis der Stadtentwicklungsgeschichte Oederans in Folge der industriellen Revolution bedeutsam. | 09241081 |
| Direkt Bild zu diesem Denkmal hochladen | Einfriedung der Grundstücke Gerichtsstraße 21 und Poststraße 20 | Poststraße 20 (Gerichtsstraße 21) (Karte)            | 1891 | Ursprünglich gründerzeitlicher schmiedeeiserner Zaun mit Steinpfeiler, um 1910 vermutlich teils erneuert mit Jugendstil-Zaunfeldern (diese noch original erhalten), von städtebaulicher und künstlerischer Bedeutung. Die Einfriedung der Grundstücke Poststraße 20 und 21 entstand 1892 im Zuge der Errichtung eines Wohnhauses für den Viehhändler Karl August Neubert. Dies ist urkundlich durch das Protokoll der am 11. März 1892 stattgefundenen 6. Ratssitzung des Stadtrats von Oederan belegt. Dort heißt es, dass der Neubau mit einem Vorgarten und einer Einfriedung zu versehen sei. Der Sockel des schmiedeeisernen Zauns bestand aus Klinkern bzw. Bruchsteinen mit Hartbrandziegelabschluss. Die schmiedeeisernen Zaungitter unterscheiden sich in ihrer Gestaltung, so dass anzunehmen ist, dass Teile zu einem späteren Zeitpunkt entstanden. Die geschwungenen, ansonsten schlichteren Zaunfelder mit Steinpfeilern zeigen Einflüsse des Jugendstils. Die Erneuerung dieser Zaunfelder könnte zwischen 1910 und 1920 erfolgt sein. Inzwischen wurden Teile der Einfriedung durch Nachbauten ersetzt (vermutlich nach 1990), die jedoch nicht dem Original, wie sie noch auf einer Ansichtskarte von 1910 gut zu erkennen waren, entsprechen. Gerade in dem zwischen Altstadt und Bahnhof befindlichen Stadtteil finden sich gehäuft schmiedeeiserne Einfriedungen von ausgewählter kunsthandwerklicher Qualität, die vom Können der Schmiede Oederans zeugen. Ein wichtiger Teil dieses Ensembles qualitätvoller Einfriedungen ist die Jugendstilzaunsanlage der o. g. Grundstücke. Ihr Denkmalwert ergibt sich danach aus einer künstlerischen und städtebaulichen Bedeutung. | 09241082 |
| Direkt Bild zu diesem Denkmal hochladen | Mietshaus in offener Bebauung (Puttkammerhaus) | Richard-Rentsch-Straße 1 (Karte)                     | 1937 | Repräsentatives Vierfamilienhaus, vollständig authentisch erhalten, von bau- und stadtentwicklungsgeschichtlichem Wert; mit Balkon und Wintergartenanbau. 1938 für Frau Erna Puttkammer errichtetes Mehrfamilienwohnhaus. Das breit gelagerte zweigeschossige Mietshaus mit Walmdach ist aufgrund seiner repräsentativen Gestaltung und seines sehr guten bauzeitlichen Erhaltungszustands innerhalb der Denkmallandschaft Oederans als herausragendes Beispiel der gehobenen Profanarchitektur der 1930er-Jahre anzusehen. Im Zuge der Stadterweiterung, die sich in den Gebäuden des gesamten städtischen Areals unterhalb des Bahnhofs widerspiegelt, nimmt das Kulturdenkmal eine gesonderte Stellung ein. Straßenseitig ist das Gebäude durch einen bauplastisch gestalteten Mitteleingang mit vorgezogener Säulenstellung betont, über dem ein Balkon gelagert ist. Das streng symmetrische Ordnungsprinzip der straßenseitigen Fassade erfuhr nur durch den Anbau kleiner, sich dem Gesamtgestaltungsprinzip unterordnender geschlossener Wintergärten an der zur Stadt gelegenen Giebelseite eine bewusste Verschiebung. Im Inneren des Gebäudes befindet sich das Interieur in gutem ursprünglichem Zustand (Fußbodenbeläge, Geländer, Treppenanlagen), so dass das Kulturdenkmal in seiner Gesamtbetrachtung als besonders authentisches Beispiel seiner Architekturgattung anzusehen ist. Das öffentliche Erhaltungsinteresse an dem Kulturdenkmal liegt besonders in seiner baugeschichtlichen, baukünstlerischen Qualität und in der stadtentwicklungsgeschichtlichen und städtebaulichen Bedeutung für die Stadt Oederan begründet. | 09241071 |
| Direkt Bild zu diesem Denkmal hochladen | Turnhalle | Richard-Wagner-Straße (Karte)                        | 1952 bis 1957 | Einziger Sozial- und Kulturbau der 1950er-Jahre von Oederan, von großer baugeschichtlicher und ortsgeschichtlicher Bedeutung. Aus Trümmermaterialien der ehemaligen Schusterschen Fabrik im Nationalen Aufbauwerk von zahlreichen freiwilligen Helfern 1953 erbaut. Auch der Entwurf des Architekten Kluge vom VEB Bau-Union Frankenberg entstand in dessen Freizeit. Neben Sportveranstaltungen fanden in der Halle auch zahlreiche Kulturveranstaltungen statt, für welche die Halle von Anbeginn an auch konzipiert war. Die Sporthalle ist ein im Eingangsbereich zweigeschossiger, ansonsten eingeschossiger Putzbau über längsrechteckigem Grundriss mit flachgeneigtem Walmdach. An der Giebelseite befindet sich der Eingang mit Vorhalle und Pfeilern. Die Sporthalle wird durch hohe schlanke Rechteckfenster belichtet. Die Innenausstattung, wie Lampen, Kassettendecken, Türen, Treppengeländer u. a. blieben original erhalten. Auch wenn in freiwilliger Arbeit und mit einfachen Mitteln, sicherlich auch mit viel Improvisationsvermögen geschaffen, entstand ein architektonisch anspruchsvolles Bauwerk mit den Stilmerkmalen der 1950er-Jahre. Als einziger Großbau dieser Zeit in Oederan erlangt die Sporthalle bau- und stadtgeschichtliche und auf Grund seiner gestalterischen Qualität auch baukünstlerische Bedeutung. Die geschichtliche Bedeutung leitet sich weiterhin von der Entstehungsgeschichte des Bauwerks als Zeugnis des Neubeginns nach Beendigung des Zweiten Weltkriegs ab. | 09241083 |
| Direkt Bild zu diesem Denkmal hochladen | Villa mit reicher bauzeitlicher Ausstattung und Resten des parkartigen Gartens | Richard-Wagner-Straße 1 (Karte)                      | 1869 | Architektonisch anspruchsvoll gestaltete Fabrikantenvilla von überregionaler baugeschichtlicher und baukünstlerischer Bedeutung. Fensterläden, Bleiglasfenster, Gemälde im Treppenhaus, plastischer Schmuck an Giebel: Jagdmotive, Stuckdecken, sogenannte Schustervilla, ehemaliger Besitz des Fabrikanten Schuster. 1869 ließ der Tuchfabrikant Eduard Fiedler die Villa errichten. 1920 erwarb Max Schuster das Industriegelände und die Villa. Er ließ ein Jahr später die Villa grundlegend umbauen. Seitdem erfolgten kaum Baumaßnahmen, so dass die Villa heute noch das Erscheinungsbild der Umbauphase 1921 aufweist. Repräsentativer zweigeschossiger Putzbau, 8 × 3 Achsen, leicht vorspringender Mittelrisalit an beiden Traufseiten über fünf Fensterachsen. Hausabschluss durch Satteldach mit Zwerchgiebeln über den Mittelrisaliten. Die Fassade wird geprägt durch die regelmäßig angeordneten schlanken Rechteckfenster mit Holzklappläden und feinen Putzstuckdekorationen über den Fenstern des Erdgeschosses. In einer Wandnische unterlebensgroße Plastik – Horn blasender Jäger mit Hund – auf halbkreisförmiger Konsole. Im Inneren blieb eine künstlerisch anspruchsvolle Ausstattung erhalten. Eine stilistisch und künstlerisch vergleichbare Villa ist in Oederan nicht anzutreffen. Durch Einzelentwurf nach Maßgabe des Auftraggebers und künstlerischen Anspruch ist die beschriebene Villa singulär. Sie blieb in sehr gutem Originalzustand erhalten. Der Denkmalwert ergibt sich aus der besonderen baukünstlerischen und baugeschichtlichen Bedeutung. | 09241084 |
| Direkt Bild zu diesem Denkmal hochladen | Wohnhaus in offener Bebauung | Ruheplatz 1 (Karte)                                  | Bezeichnet mit 1933 | Zeittypisches, sehr gut erhaltenes Einfamilienhaus, Zeugnis der Bauweise der 1930er-Jahre von baugeschichtlichem Wert. Einfamilienwohnhaus, 1933 vom Oederaner Architekten und Baumeister Richard Kempe für den Ziegelei- und Sägewerksbesitzer Fritz Müller aus Falkenau erbaut. Eingeschossig auf hohem Sockelgeschoss, Putzfassade, Sockel mit hart gebrannten und geflammten Klinkern verblendet. Die Eingangstreppe, die Einfassung der Hauseingangstür sowie die Gestaltung des Kranzgesimses erfolgten aus dem gleichen Material. Aus einem Hauptbau und einem Seitenflügel, der im rechten Winkel an diesen anschließt, bestehend. Beider Dächer durchdringen sich. Im Seitenflügel war ursprünglich ein Büro untergebracht gewesen. Das Gebäude besticht durch seine gestalterische Qualität und durch seine Authentizität. Erhalten blieben die Garagentür, die Haustür mit originaler Ziervergitterung (diese bezeichnet mit „FM“), die Zugangstreppe mit massiver Treppenwange und Handlauf, ein zeittypisches Blumenfenster, die Kubatur, die Fassadengestaltung usw. Der Denkmalwert des Hauses ergibt sich aus dem baugeschichtlichen Wert auf Grund der Authentizität und gestalterischen Qualität des Hauses. | 09303767 |
| Direkt Bild zu diesem Denkmal hochladen | Wohnhaus in geschlossener Bebauung | Schulgasse 2 (Karte)                                 | Um 1785 | Schlichtes Handwerkerwohnhaus von baugeschichtlicher und stadtgeschichtlicher Bedeutung, steiles Satteldach. Ehemaliges Wohnhaus des Leinewebers Johann Gottfried Schimpfky, welcher das Haus vermutlich um 1785 (urkundliche Erwähnung) bauen ließ. Der Vorgängerbau des Tuchmachers Ambrosius Gelbricht war während des Stadtbrandes 1753 abgebrannt. Auch 1842 befindet sich das Wohnhaus noch im Besitz der Familie Schimpfky, danach ist als Eigentümer die Familie des Böttchermeisters Burkhardt urkundlich belegt. Neben einer Böttcherwerkstatt braute er auch Bier, wie aus einer Anzeige aus dem Jahr 1867 belegt ist. Der zweigeschossige Putzbau ist ein für Oederan typisches Handwerkerhaus, welches als Wohnung und gleichzeitig als Arbeitsstätte des Eigentümers diente. Leider wurde das für das Erscheinungsbild des Hauses bedeutsame Stichbogenportal entfernt. Allerdings blieben die Fensteranordnung und die Größe der Fenster original erhalten. Es ist davon auszugehen, dass damit die Umfassungswände des Bauwerks bauzeitlich sind. Das Gesagte trifft auch auf das Dach, ein steiles Satteldach mit Aufschieblingen, zu. Der Denkmalwert ergibt sich auf Grund der Authentizität des Bauwerks und seiner Nutzungsgeschichte aus der bau- und ortsentwicklungsgeschichtlichen Bedeutung. | 09241085 |
| Direkt Bild zu diesem Denkmal hochladen | Wohnhaus in geschlossener Bebauung | Schulgasse 4 (Karte)                                 | 2. Hälfte 18. Jahrhundert | Barockes Bürgerhaus mit authentisch erhaltener Innengestaltung von großer baugeschichtlicher und ortsgeschichtlicher Bedeutung | 09304199 |
| Direkt Bild zu diesem Denkmal hochladen | Wohnhaus in offener Bebauung | Teichplan 5 (Karte)                                  | 1865 | Zeittypischer Putzbau in gutem Originalzustand von bau- und stadtentwicklungsgeschichtlichem Wert. Wohnhaus des Maurermeisters John, 1865 nach eigenem Entwurf erbaut. Zweigeschossiger Putzbau, 3 × 5 Achsen, mittiger Hauseingang, Satteldachabschluss und Dacherker. Zeittypische Gestaltungselemente wie Überschlaggesimse und Gurtgesimse blieben original erhalten. Im Inneren drei Wohnungen, davon ursprünglich im Erdgeschoss Büro. Im Hinterhof befand sich der Bauhof des Maurermeisters. Als typisches Handwerkerhaus in gutem Originalzustand erlangt das Gebäude bau- und stadtgeschichtliche Bedeutung. | 09241087 |
| Direkt Bild zu diesem Denkmal hochladen | Zwei Wohnhäuser, ursprünglich Textilwerkstätten | Teubnerberg 9 (Karte)                                | Um 1850 | Von orts- und baugeschichtlicher Bedeutung. Tür und Türgewände erhalten, Mezzaningeschoss, irrtümlich bis 2008 unter Teubnerweg erfasst. 1880 vom Deckenfabrikanten Teubner als Färberei und Arbeitsstube erbaut. Das Nebengebäude muss zwischen 1880 und 1904 errichtet worden sein. Später Umnutzung beider Gebäude zu Wohnzwecken. Beide Gebäude eingeschossig mit Drempel, Abschluss durch Satteldach, Putzbauten. Am Wohnhaus zum Erfassungszeitpunkt Türportal mit waagerechtem Gebälk sowie bauzeitliche Haustür. Dieser Haustyp war in seiner Entstehungszeit in Sachsen häufig anzutreffen. Durch Umbauten und Abbrüche wurden sie jedoch immer seltener, so dass die wenigen dieser schlichten Gebäude baugeschichtlichen Wert erlangten. Als ehemaliger kleiner Textilbetrieb kommt diesen Bauten zudem stadtgeschichtliche Bedeutung zu. | 09241088 |
|                                         | Wohnhaus in geschlossener Bebauung | Tuchmacher Gasse 10 (Karte)                          | Um 1800 | Schlichtes Bergarbeiterwohnhaus in gutem Originalzustand von sozialgeschichtlichem Wert. Kleines Wohnhaus, nur Erdgeschoss, Frackdach. 1804 vom Bergmann C. G. Range an seinen Bruder Gottlieb Wilhelm Range verkauft. Möglicherweise ist das vermutlich vor 1800 entstandene Haus von C. G. Range gebaut worden. 1825 folgt ein erneuter Eigentümerwechsel. Frau Rosina Marie Schmidt erwirbt das Haus, welches durch ihre Tochter 1862 an den Maurer E. Julius Schneider verkauft wurde. Wenige Jahre später, im Jahr 1868 fügte dieser einen Anbau hofseitig an, wobei auch das Dach verlängert werden musste. 1884 kauft J. Ehrenfried Rennert das Haus und richtete einen Laden ein, der dem Haus im Volksmund den Namen „Kaufhaus Rennert“ einbrachte. Heute ist dieser Laden nicht mehr vorhanden. Eingeschossiger Putzbau über längsrechteckigem Grundriss, Abschluss durch Satteldach. Türen und Fenster nicht original erhalten. Das kleine Wohnhaus ist wohl das einzige erhaltene Bergmannswohnhaus von Oederan. Dieser schlichte Gebäudetyp ist noch vereinzelt im Erzgebirge anzutreffen. Das Wohnhaus bezeugt eindrucksvoll die Lebensverhältnisse der ärmeren Bevölkerung Oederans. Außerdem dokumentiert es auch die Lebensverhältnisse der Bergleute um 1800 und erlangt damit eine große sozialgeschichtliche Bedeutung. | 09241090 |
|                                         | Gebäudeteile einer ehemaligen Mühle in offener Bebauung (Hauboldmühle) | Unterstadt 2 (Karte)                                 | 1723/1728 | Fassadenteile, Keller und Umfassungsmauern der einstigen Radstube eines ehemaligen barocken Mühlengebäudes (später Wohnhaus) mit baugeschichtlichem, stadtgeschichtlichem und ortsbildprägendem Wert. Türgewände und Tür original, Fachwerk-Obergeschoss, Erdgeschoss und Giebel massiv, Krüppelwalmdach. | 09241091 |
|                                         | Wohnhaus in geschlossener Bebauung, zeitweise Weberei (ehemalige Schildbachsche Weberei) | Unterstadt 12 (Karte)                                | Bezeichnet mit 1814 | Städtebaulich prägender Fachwerkbau von ortsgeschichtlicher und baugeschichtlicher Bedeutung. Fachwerk-Obergeschoss, Erdgeschoss nur teilweise massiv, teilweise Fachwerk auch im Erdgeschoss, um Türportal ursprünglich Bruchstein verputzt, beiderseits des Türportals urspr. Fachwerk, vermutlich unterschiedlicher Entstehungszeit, Sanierung 2001. Kleinstädtisches Wohnhaus, laut Inschrift am Schlussstein 1814 (bezeichnet mit „CGB 1814“) erbaut. Vermutlich damals im Besitz einer Familie Graf, die urkundlich 1842 als Eigentümer nachweisbar ist. Vermutlich als Wohn- und Produktionsstätte erbaut. Seit 1872 war die Familie Schildbach Eigentümer des Grundstücks, die hier eine Weberei („Schildbachsche Weberei“) betrieben. Fast 120 Jahre wurde das Grundstück als Weberei genutzt. 2010/2011 erfolgte eine denkmalgerechte Sanierung des Gebäudes. Zweigeschossiges Wohnhaus mit massivem Erdgeschoss und Fachwerk-Obergeschoss, Hauseingang mit seitlich angeordnetem Türportal aus Rochlitzer Porphyrtuff mit Schlussstein, zweiflügelige Haustür mit schmalem fest stehenden Oberlicht, heute aufgearbeitet, Satteldach, zwei Schleppgauben. Als gut erhaltenes Beispiel kleinstädtischen Bauens von baugeschichtlichem Wert. | 09241092 |

### Ehemaliges Denkmal (Oederan)
| Bild                                    | Bezeichnung        | Lage                      | Datierung | Beschreibung | ID       |
| --------------------------------------- | ------------------ | ------------------------- | --------- | --- | -------- |
| Direkt Bild zu diesem Denkmal hochladen | Zwei Stadtscheunen | Freiberger Straße (Karte) | Vor 1900  | Letzte erhaltene Stadtscheunen Oederans von großer stadtgeschichtlicher, baugeschichtlicher und städtebaulicher Bedeutung. Die kleine Gruppe der letzten beiden Stadtscheunen Oederans befindet sich dem Friedhof gegenüber und akzentuiert den Kreuzungsbereich von Goethe- und Freiberger Straße. Die Fachwerkfassaden und vor allem die Singularität der stadtseitigen Giebelgestaltungen lassen den auf der B173 Fahrenden aufmerken. Die Scheune des Flurstückes Nummer 209 wurde 1908 für Herrn Gustav Haubold aus Oederan erbaut. Die Sonderheit der so genannten Stadtscheunen bezeichnet eine wesentliche Etappe in der Entwicklung sächsischer Klein- und Mittelstädte. Sie verweist auf einen im Allgemeinen vergessenen Umstand, dass neben den Handwerkern und Kleinindustriellen auch der Ackerbürger das wirtschaftliche Profil der Kommunen mitbestimmte. Wegen der vielen selbst noch im 19. Jahrhundert belegten Stadtbrände kam es zu strengen städtischen und landesherrlichen Feuerschutzordnungen. Diese zwangen die Ackerbürger, ihre Scheunen am Rande oder vor den Toren der Städte zu bauen. Während in den noch heute landwirtschaftlich geprägten Nordbereichen des Regierungsbezirkes Chemnitz hin und wieder Stadtscheunen anzutreffen sind, belegt ihre große Seltenheit im ehemaligen Kreis Freiberg den raschen Übergang vom Typ der Ackerbürger- zur Industriestadt. Der herausragende Denkmalwert der Oederaner Stadtscheunen resultiert sowohl aus deren hervorgehobenen Originalitäts- und Seltenheitsgrad als auch aus ihrer stadt- und heimatgeschichtlichen wie baugeschichtlichen Bedeutung. Auf Grund des hohen Denkmalwertes besteht ein besonderes öffentliches Interesse am Erhalt von Substanz und Erscheinungsbild der Kulturdenkmale. Abbruch im September 2023 beauftragt, Abrissgenehmigung liegt vor. | 09241016 |

## Börnichen
| Bild                                    | Bezeichnung | Lage                                          | Datierung                                                   | Beschreibung | ID       |
| --------------------------------------- | --- | --------------------------------------------- | ----------------------------------------------------------- | --- | -------- |
| Weitere Bilder                          | Sachgesamtheit Königlich-Sächsische Triangulierung („Europäische Gradmessung im Königreich Sachsen“); Station 13, Udohöhe                                                  | (Flurstück 249) (Karte)                       | Bezeichnet mit 1867                                         | Triangulationssäule; Station 1. Ordnung (seit 1963), versetzt, vermessungs- und technikgeschichtlich von Bedeutung. Säule auf quadratischem Grundriss, aus mehreren Bestandteilen aufgebaut, Sockel pyramidenförmig, im unteren Teil unbehauen, Schriftblock würfelförmig mit Inschrift „Kön: Sächs:/Station/UDOHÖHE/der/Mitteleuropäischen/Gradmessung/1867.“, Zwischenplatte, pyramidenstumpfartige Säule, Deckplatte fehlt, im Sockel Höhenbolzen vorhanden, Material Niederbobritzscher Granit, Höhe über dem Boden 2,6 m, 1963 um 30 m nach Nordosten versetzt. | 09304510 |
| Weitere Bilder                          | Rittergut und Gutspark Börnichen (Sachgesamtheit) | (Flurstücke 307/2, 307/3, 362f, 362g) (Karte) | 1815                                                        | Sachgesamtheit Rittergut und Gutspark Börnichen mit folgenden Einzeldenkmalen: ehemaliges Gesindehaus (siehe 09240645), Gutspark eines ehemaligen Rittergutes mit Aussichtspavillon, Denkmal der Rittergutsbesitzer von Schönberg und Einfriedungsmauer (siehe 09301176); von künstlerischer und ortsgeschichtlicher Bedeutung | 09240644 |
| Weitere Bilder                          | Gutspark des ehemaligen Rittergutes mit Aussichtspavillon, Denkmal der Rittergutsbesitzer von Schönberg und Einfriedungsmauer (Einzeldenkmale der Sachgesamtheit 09240644) | Frankenberger Straße (Karte)                  | 1815 (Gutspark); 15. Jahrhundert (nach anderer Quelle 1808) | Einzeldenkmale der Sachgesamtheit Rittergut und Gutspark Börnichen; landschaftsprägender Park von gartenkünstlerischer und ortsgeschichtlicher, Denkmal eventuell ehemalige „Bet-Stele“ von ortsgeschichtlicher Bedeutung und künstlerischer Bedeutung, markante Mauerreste des ehemaligen Rittergutes von ortsgeschichtlicher Bedeutung | 09301176 |
|                                         | Ehemaliges Wohnstallhaus eines Bauernhofes | Frankenberger Straße 43 (Karte)               | 2. Hälfte 19. Jahrhundert                                   | Zeit- und landschaftstypisches mittelsächsisches Bauernhaus in gutem Originalzustand von baugeschichtlichem und ortsbildprägendem Wert. Giebel Fachwerk überputzt, Erdgeschoss massiv, Stallbereich verändert. Zweigeschossiges Fachwerkhaus mit massivem und verputztem Erdgeschoss. Im Erdgeschoss Fenstergewände mit einer Hohlkehle aus Hilbersdorfer Porphyrtuff. Der nachträgliche Anbau an der Straßentraufseite ist nicht denkmalwürdig. Obergeschoss mit sparsamer Fachwerkkonstruktion, vermutlich zweite Hälfte 19. Jahrhundert. Dachabschluss durch heute schiefergedecktes Satteldach mit großer nachträglicher Schleppgaube. Umfassende denkmalgerechte Sanierung nach 1994. Die genannten baulichen Veränderungen führten nicht zur Vernichtung originaler Bausubstanz und sind damit reversibel. Durch sie wurde der Denkmalwert, der bei diesem Haus durch den baugeschichtlichen Wert begründet wird, nicht gemindert. Durch seine Originalität wird das Gebäude zum Zeitdokument ländlichen Bauens im 19. Jahrhundert. | 09241093 |
| Direkt Bild zu diesem Denkmal hochladen | Häusleranwesen | Hausdorfer Weg 2 (Karte)                      | Um 1850                                                     | Traditionelles Fachwerkhaus, von baugeschichtlicher und ortsbildprägender Bedeutung. Rechteckiger Grundriss, zweigeschossig, Erdgeschoss massiv mit Natursteingewänden (diese Porphyrtuff gestrichen mit einer Hohlkehle), Obergeschoss Fachwerk mit Eckstreben, Erdgeschoss zwei schöne Türportale mit Dreiecksgiebelchen (Porphyrtuff), Haustür original: zweiflügelig mit schmalem Oberlicht, Krüppelwalmdach mit Schieferdeckung. Ursprünglich mit Laden: Türportal erhalten, aber Umbau zu Fenster. Zweigeschossiges Häuslerhaus über rechteckigem Grundriss mit massivem und verputztem Erdgeschoss mit Fenstergewänden und Türportal aus Hilbersdorfer Porphyrtuff. Mittig an der Straßentraufseite befindet sich der Hauseingang mit einem Türportal mit waagerechtem Gebälk. Die Haustür, eine zweiflüglige Holzkassettentür mit schmalem Oberlicht, blieb original erhalten. Links neben der Haustür befand sich ein gleich gestalteter Hauseingang, der später zum Fenster umgebaut wurde, wobei die waagerechte Verdachung beibehalten wurde. Hierbei handelte es sich um einen Ladeneingang, der heute nicht erhalten ist. Auch das ehemalige Schaufenster wurde zum Fenster umgebaut. Das Obergeschoss weist eine zweiriegelige Fachwerkkonstruktion mit gezapften Streben auf. Die Giebelseite ist verbrettert. Den Hausabschluss bildet ein schiefergedecktes Krüppelwalmdach. Durch die Authentizität des Bauwerks wird dieses zum gebauten Dokument des Bauhandwerks um 1800, woraus sich der baugeschichtliche Wert des Hauses ableitet. Dieses Gebäude und das Nachbarhaus Hausdorfer Weg 6 sind zudem die letzten original erhaltenen Häusleranwesen Börnichens. | 09240198 |
| Direkt Bild zu diesem Denkmal hochladen | Ehemalige Schule, später Wohnhaus | Hausdorfer Weg 6 (Karte)                      | Um 1835                                                     | Zeit- und landschaftstypisches Fachwerkhaus von baugeschichtlichem und ortsbildprägendem Wert. Erdgeschoss massiv, Fachwerk-Obergeschoss, Krüppelwalmdach, Türportal mit Stichbogen und Schlussstein, schöne Fenstergewände mit einer Nutung, Giebel verbrettert, guter Originalzustand. Zweigeschossiges Fachwerkhaus mit massivem und verputztem Erdgeschoss. Im Erdgeschoss Türportal mit Stichbogen und Schlussstein sowie Fenstergewände mit einer Hohlkehle aus Hilbersdorfer Porphyrtuff. Im Obergeschoss schlichtes Fachwerk mit gezapften Streben aus dem 19. Jahrhundert, ein Giebel verbrettert. Hausabschluss durch Krüppelwalmdach mit Schieferdeckung. Beide Gauben auf der zugewandten Traufseite bei der Sanierung denkmalverträglich neu aufgesetzt. Das traditionelle, original erhaltene Fachwerkhaus und das benachbarte Häuslerhaus Hausdorfer Weg 2 sind die letzten original erhaltenen Gebäude diesen Haustyps im Dorf und sind somit neben ihrem baugeschichtlichen Wert auch ortsgeschichtlich bedeutsam. Die ortsgeschichtliche Bedeutung ergibt sich allerdings vor allem aus der Tatsache, dass es sich hierbei um den ältesten Schulbau des Ortes handelt. | 09240643 |
| Direkt Bild zu diesem Denkmal hochladen | Ehemaliges Gesindehaus (heute Wohnhaus) des Rittergutes (Einzeldenkmal der Sachgesamtheit 09240644)                                                                        | Zum Buchenberg 3 (Karte)                      | Um 1800, im Kern eventuell älter                            | Einzeldenkmal der Sachgesamtheit Rittergut und Gutspark Börnichen; verputzter Massivbau von orts- und baugeschichtlicher Bedeutung. Ehemaliges Gesindewohnhaus mit Trocknerei und Stall des Rittergutes. Verputzter Massivbau, im Erdgeschoss mit Fenster- und Türöffnungen mit Segmentbogenabschluss, im Obergeschoss fünf regelmäßig angeordnete Rechteckfensteröffnungen. Das Haus wird durch ein steiles Satteldach abgeschlossen. Im Inneren blieben preußische Kappengewölbe im ehemaligen Stall erhalten. Es ist davon auszugehen, dass im Inneren des unsanierten Hauses weitere originale Bauausstattung und Bauteile erhalten blieben. Als eines der letzten gut erhaltenen Bauten des nicht mehr vorhandenen Rittergutes erlangt das Gebäude ortsgeschichtliche Bedeutung. Der wertvolle Baubestand, möglicherweise aus dem 18. Jahrhundert oder älter, begründet den baugeschichtlichen Wert. | 09240645 |

## Breitenau
| Bild                                    | Bezeichnung | Lage                                | Datierung                                                         | Beschreibung | ID       |
| --------------------------------------- | --- | ----------------------------------- | ----------------------------------------------------------------- | --- | -------- |
| Direkt Bild zu diesem Denkmal hochladen | Ehemalige Getreidemühle | Falkenauer Straße 20 (Karte)        | Um 1860                                                           | Mächtiger, das Landschaftsbild prägender Putzbau von orts- und technikgeschichtlicher Bedeutung | 09303682 |
| Direkt Bild zu diesem Denkmal hochladen | Wohnhaus eines Bauernhofes | Sommersteig 14 (Karte)              | Um 1790                                                           | Spätbarocker Putzbau in sehr gutem Originalzustand von baugeschichtlichem Wert. Erste urkundliche Erwähnung 1738 – Übernahme eines Freigutes von Gotthelf von Böhlau durch Günthers Erben. Spätbarocker Putzbau über annähernd quadratischem Grundriss, 4 × 7 Achsen, zweigeschossig, Mansarddach. Die Außenmauern in Bruchstein, Nordwestseite mit Mittelrisalit, Fenstergewände nur noch teilweise aus Hilbersdorfer Porphyrtuff, Türportal aufwendig gestaltet. Im Inneren Kreuzgratgewölbe, Stuckdecken, Treppe und Dachstuhl (größtenteils) original. Denkmalgerechte Sanierung 1996/1997, dabei im Inneren Raumaufteilung teilweise verändert, Dach wieder mit Schiefer gedeckt, Neuaufbau dreier Gauben, teilweise Schließung bzw. Öffnung von Fensteröffnungen, Farbgebung nach historischer Vorlage. Das repräsentative barocke Wohnhaus blieb in sehr gutem Originalzustand erhalten, wodurch Bauhandwerk und Wohnverhältnisse seiner Entstehungszeit gut nachvollziehbar sind. Hieraus leitet sich der baugeschichtliche und sozialgeschichtliche Wert des Hauses ab. | 09240631 |
| Direkt Bild zu diesem Denkmal hochladen | Wohnhaus in offener Bebauung, ehemalige Gaststätte | Straße des Friedens 4 (Karte)       | Um 1830                                                           | Traditionelles kleinstädtisches Wohnhaus von baugeschichtlichem Wert. Schlichter verputzter Bruchsteinbau mit originalen Tür- und Fenstergewänden, Hausabschluss durch Satteldach mit einseitigem Schopf. Ursprünglich befand sich im Haus eine Gaststätte, in der auch Karl Stülpner einkehrte (laut Ortschronik), woraus sich neben dem baugeschichtlichen Wert auch ein regionalgeschichtlicher Wert ableiten lässt. Schuppenanbau Abbruch März 2004. | 09240630 |
| Direkt Bild zu diesem Denkmal hochladen | Häusleranwesen | Straße des Friedens 29 (Karte)      | Um 1800                                                           | Verputztes Fachwerkhaus einer Häuslerwirtschaft in sehr gutem Originalzustand von baugeschichtlichem Wert. Fachwerk-Obergeschoss verputzt bzw. verschiefert, flaches Satteldach, Erdgeschoss massiv, Türportal. Zweigeschossiges ländliches Wohn- und Wirtschaftsgebäude. Im Erdgeschoss vermutlich verputztes Bruchsteinmauerwerk mit Fenstergewänden aus Hilbersdorfer Porphyrtuff. Auch das Stichbogenportal des Hauseingangs wurde aus Hilbersdorfer Porphyrtuff gefertigt. Die erhaltene Fachwerkkonstruktion im Obergeschoss wurde ebenfalls verputzt. Abgeschlossen wird das Gebäude durch ein Satteldach. Durch den guten Originalzustand des Hauses dokumentiert es Bauhandwerk und Lebensweise seiner Erbauungszeit und erlangt somit bau- und sozialgeschichtliche Bedeutung. | 09240632 |
| Direkt Bild zu diesem Denkmal hochladen | Schule | Straße des Friedens 77 (Karte)      | 1886 bis 1887                                                     | Neuere Dorfschule von Breitenau, weitgehend original erhalten von bau- und regionalgeschichtlicher Bedeutung. Traufseitiger Anbau, zweigeschossig, Mittelrisalit, originale reich verzierte Haustür, originale Fenstergewände, im ersten Obergeschoss waagrechte Fensterverdachungen, am Mittelrisalit Fensterverdachung mit Dreiecksgiebelchen. Dorfschulgebäude, welches in seiner Gestaltung den Richtlinien des 1873 erlassenen Königlich Sächsischen Schulgesetzes folgt. Laut Inschrift am Haus 1886/87 erbaut. Zweigeschossiger, breitlagernder Putzbau mit Mittelrisalit. Dort Schuleingang mit originaler zweiflügliger Haustür mit Oberlicht. Über dem Hauseingang befindet sich ein Zwillingsfenster. Der Risalit wird durch einen Dreiecksgiebel abgeschlossen. Die Gliederung der Fassade erfolgt durch hohe, regelmäßig angeordnete Rechteckfenster der dahinter befindlichen Klassenzimmer sowie Fensterbankgesimse in beiden Stockwerken. Das Obergeschoss prägen waagerechte Fensterverdachungen. Ein flach geneigtes Satteldach bildet den Hausabschluss. Der hofseitige Anbau ist ohne Denkmalwert. In exemplarischer Weise wurden beim Bau dieser Dorfschule die Bauanforderungen des o. g. Schulgesetzes umgesetzt. Durch den guten Originalzustand des Bauwerks wird diese Schule zum baulichen Zeugnis der Schulpolitik des ausgehenden 19. Jahrhunderts in Sachsen, woraus sich deren baugeschichtliche und regionalgeschichtliche Bedeutung ableitet. | 09240633 |
| Direkt Bild zu diesem Denkmal hochladen | Wohnhaus, eventuell ehemaliger Gasthof | Straße des Friedens 89 (Karte)      | Um 1800                                                           | Markantes, das Straßenbild prägendes Fachwerkhaus von baugeschichtlicher Bedeutung. Eventuell ehemaliges Wohnstallhaus, Stichbogenportal mit Schlussstein, Fachwerk-Obergeschoss, Erdgeschoss massiv, wenige Streben, Satteldach, ein Giebel verschiefert, ein Giebel verputzt, zwei zu große Fenster, wichtig für Ortsbild. Zweigeschossiges Gebäude über längsrechteckigem Grundriss mit massivem Erdgeschoss und schlichter Fachwerkkonstruktion im Obergeschoss, Hausabschluss durch Satteldach. Im Erdgeschoss heute zwei Eingangstüren, davon eine mit Stichbogenportal mit Schlussstein. Ein Giebel verändert, dort Fachwerk durch Mauerwerk ersetzt und Einbruch zu großer Fensteröffnungen. Die ursprüngliche Funktion des Hauses ist zurzeit noch nicht geklärt. Die Angaben im Grundbuch setzen erst Ende des 19. Jahrhunderts und damit fast hundert Jahre nach der Erbauungszeit ein. Die Größe des Gebäudes und die Lage unmittelbar an der Straße legt die Vermutung nahe, dass dieses Gebäude weder Häusleranwesen noch Wohnstallhaus gewesen ist. Das Gebäude ist in sehr gutem Originalzustand überliefert und vermittelt hierdurch einen genauen Eindruck vom ländlichen Bauen um 1800, woraus sich der baugeschichtliche Wert des Hauses ableitet. | 09240635 |
| Direkt Bild zu diesem Denkmal hochladen | Wohnhaus, ehemalige Scheune (giebelständig an der Straße stehend – Nr. 95) und ehemaliges Sozialgebäude, heute Wohnhaus (Nr. 95a) der ehemaligen Nähfadenfabrik | Straße des Friedens 95, 95a (Karte) | Um 1850 (Fabrikgebäude, heute Wohnhaus); um 1900 (neues Wohnhaus) | Letzte gut erhaltene Bestandteile einer ursprünglich für die industrielle Entwicklung Oederans und seiner Umgebung maßgeblichen Textilfabrik, von orts- und industriegeschichtlicher Bedeutung (Fabrikgebäude mit Dachreiter, Straße des Friedens 91 wurde 2011 auf Grund ihres zunehmenden Verfalls aus der Denkmalliste gestrichen) | 09240636 |
| Direkt Bild zu diesem Denkmal hochladen | Häusleranwesen | Straße des Friedens 97 (Karte)      | 1878                                                              | Schlichter Fachwerkbau von baugeschichtlichem und ortsbildprägendem Wert. Fachwerk-Obergeschoss, Erdgeschoss massiv, Fachwerk Drempel aus 2. Hälfte 19. Jahrhundert, falsche Gaube, wichtig für Ortsbild. Schlichter Fachwerkbau mit massivem Erdgeschoss, durch Hanglage auf der abgewandten Seite nur eingeschossig. Vermutlich im 19. Jahrhundert als Häuslerhaus errichtet. Nachträglich dürfte das Haus durch einen Drempel, ebenfalls in Fachwerk, erhöht worden sein. Trotz gewisser baulicher Vereinfachungen dokumentiert das Haus durchaus noch die Lebensbedingungen der Häusler und das ländliche Bauhandwerk des 19. Jahrhunderts, woraus sich die baugeschichtliche Bedeutung des Hauses ableiten lässt. Durch die dominante Ortslage prägt es zudem das Ortsbild maßgeblich. | 09240637 |
| Direkt Bild zu diesem Denkmal hochladen | Wohnhaus der ehemaligen Mondscheinmühle | Straße des Friedens 103 (Karte)     | Um 1800                                                           | Fachwerkbau in gutem Originalzustand von baugeschichtlichem Wert (ohne Anbau). Fachwerk-Obergeschoss, Erdgeschoss massiv, schöne Tür- und Fenstergewände, gezapfte Streben, Keller angebaut, Giebel verkleidet, Krüppelwalmdach, wichtig für Landschaftsbild. Müllerwohnhaus einer ehemaligen Ölmühle, vermutlich in der 1. Hälfte des 19. Jahrhunderts erbaut. 1849 befand sich die Mühle im Besitz des Müllers Ehregott Leberecht Kluge. Zweigeschossiger Fachwerkbau über längsrechteckigem Grundriss mit massivem Erdgeschoss, Abschluss durch Krüppelwalmdach. Das Haus besticht durch seinen guten Originalzustand. Es wird in der Mitte der Traufseite erschlossen. Die Hauseingangstür wird durch ein Türportal mit flacher Dreieckgiebelverdachung gerahmt. Das Obergeschoss weist ein regelmäßig gegliedertes Fachwerk mit Eckstreben auf, welches teilweise verbrettert wurde. Die Fenster sind erneuert, ihre Proportionen blieben gewahrt. Die Sanierung erfolgte unter Wahrung des Denkmalwertes, der sich auf Grund der Authentizität und besonders typischen baulichen Ausprägung aus dem ortsgeschichtlichen und dem baugeschichtlichen Wert ergibt. Die Anbauten sind ohne Denkmalwert. | 09240639 |
| Direkt Bild zu diesem Denkmal hochladen | Wohnstallhaus eines Zweiseithofes | Straße des Friedens 106 (Karte)     | Um 1800                                                           | Zeit- und landschaftstypisches Wohnstallhaus einer kleineren Bauernwirtschaft von bau- und sozialgeschichtlichem Wert. Fachwerk-Obergeschoss, Erdgeschoss massiv, Giebel eventuell massiv, Giebeldreieck Fachwerk, Satteldach, guter Originalzustand, Stichbogenportal, Fenstergewände im Erdgeschoss erhalten, rückbaubarer Balkonanbau, wichtig für Ortsbild, anderes Giebeldreieck verbrettert, im Obergeschoss teilweise massiv. | 09240638 |

## Frankenstein
| Bild                                    | Bezeichnung | Lage                                     | Datierung                                                                             | Beschreibung | ID       |
| --------------------------------------- | --- | ---------------------------------------- | ------------------------------------------------------------------------------------- | --- | -------- |
| Direkt Bild zu diesem Denkmal hochladen | Wohnstallhaus, Seitengebäude, Torbogen und Reste der Toreinfahrt eines Vierseithofes                                             | Alte Dorfstraße 4, 6 (Karte)             | Vor 1800                                                                              | Weitgehend original erhaltene Bestandteile eines Bauernhofes, vermutlich 19. Jahrhundert von baugeschichtlichem und sozialgeschichtlichem Wert. Wohnstallhaus, Seitengebäude sowie Torbogen zwischen beiden Gebäuden und Reste der Toreinfahrt am Wohnstallhaus neben der Hofeinfahrt. Charakteristische ländliche Wohn- und Wirtschaftsgebäude aus dem 18. bzw. 19. Jahrhundert sowie zeittypisches Zubehör. Trotz gewisser baulicher Veränderungen während der zurückliegenden Sanierung, blieben wesentliche Bestandteile des Wohnstallhauses erhalten, so dass dieses ebenso wie das sehr gut erhaltene Seitengebäude wichtige Zeugnisse des Bauhandwerks des 18. und 19. Jahrhunderts sind und somit baugeschichtliche Bedeutung erlangen. - Wohnhaus: Satteldach, Fachwerk-Obergeschoss, strebenreich, Erdgeschoss massiv, Vorhäuschen nachträglich - Seitengebäude: Fachwerk-Obergeschoss verbrettert, Erdgeschoss massiv, Satteldach, guter Erhaltungszustand | 09240610 |
| Weitere Bilder                          | Kirche mit Ausstattung sowie Kirchhof mit Kirchhofsmauer, Kirchhofstor und Grabstätten der Familie Teichmann und Familie Conradi | Am Kemnitzbach (Karte)                   | 1206 (Kirche); 1707 (Epitaph); 1748–1752 (Kanzelaltar); 1748–1753 (Orgel)             | Architektonisch anspruchsvoll gestaltete Dorfkirche mit romanischem Kern sowie wertvoller Ausstattung, weitgehend ursprünglich erhaltener Kirchhof mit Natursteinmauer, für die Ortsgeschichte bedeutsames Ensemble, baukünstlerisch und baugeschichtlich bedeutsam. - Kirche: Flach gedeckte Saalkirche, dreiseitig geschlossen, doppelte Emporen, W-Turm, im Kern romanisch, Oberteil 1882 erneuert, Kanzelaltar Mitte 18.Jahrhundert, Epitaph. Silbermannorgel: einmanualig, 1751 vollendet. 1882 durch Blitzschlag stark beschädigt, Prospekt und Bälge durch August Schubert erneuert. Zustand heute sehr gut. Kirchhof umschlossen von Bruchsteinmauer mit markantem schmiedeeisernem Friedhofstor mit Inschrift: „Selig sind die Toten, die in dem Herrn..“. Bepflanzung des Kirchhofes nicht ursprünglich. Auf dem Kirchhof zwei aufwendiger gestaltete und für die Ortsgeschichte bedeutsame Grabmale: - Erbbegräbnis Familie Teichmann, Wandgrab u. a. für den Fabrikbesitzer August Friedrich Max, verstorben 1924 - Erbbegräbnis Familie Conradi, Granitstein mit Einfriedung, vermutlich 1903 aufgestellt Baukomplex von künstlerischer, baugeschichtlicher und großer ortsgeschichtlicher Bedeutung. | 09240617 |
| Direkt Bild zu diesem Denkmal hochladen | Wohnstallhaus, zwei Seitengebäude, Scheune und zwei Holztore eines Vierseithofes                                                 | Am Kemnitzbach 1 (Karte)                 | Um 1850 (Wohnstallhaus); 2. Hälfte 19. Jahrhundert (Scheune); um 1900 (Seitengebäude) | Dominant liegende, in gutem Originalzustand erhaltene Hofanlage von baugeschichtlicher und städtebaulicher Bedeutung. Geschlossen erhaltener Bauernhof in dominanter Lage, geprägt durch eine Bebauung aus dem 19. Jahrhundert, weitgehend authentisch erhalten. Das Wohnstallhaus, um 1850 erbaut, ist im Erdgeschoss massiv und verputzt, das Obergeschoss weist das typische Fachwerk des 19. Jahrhunderts auf. Abgeschlossen wird das Gebäude durch ein Satteldach. Beide Seitengebäude stehen im rechten Winkel zum Wohnhaus. Es handelt sich um zeit- und landschaftstypische ländliche Wirtschaftsgebäude, teilweise mit Fachwerk im Obergeschoss (verputzt bzw. verbrettert) mit Satteldächern. Besonderheiten sind die gut erhaltene zweijochige Kumthalle und der Heuaufzug an einem der Seitengebäude. Auch die Scheune ist ein typischer verbretterter Fachwerkbau aus dem 19. Jahrhundert Bemerkenswert ist die Einheitlichkeit und Authentizität der Wohn- und Wirtschaftsgebäude des Hofes, wodurch sich der bau- und sozialgeschichtliche Wert des Vierseithofes sowie der einzelnen Bebauung ableitet. - Wohnhaus: um 1850, spätes Fachwerk, Satteldach, Erdgeschoss massiv, teilweise zu große Fenster - 1. Seitengebäude: zweibogige Kumthalle, Heuaufzug, Satteldach, massiv - Scheune: Satteldach, Fachwerk verbrettert, eingeschossig mit Drempel - 2. Seitengebäude: Fachwerk-Obergeschoss verputzt, Erdgeschoss massiv mit Stall, Tür im Obergeschoss, Satteldach, teilweise massiv ergänzt | 09240615 |
| Direkt Bild zu diesem Denkmal hochladen | Häuslerhaus | Am Kemnitzbach 19 (Karte)                | Um 1700                                                                               | Zeittypisches Fachwerkhaus, teilweise Fachwerkkonstruktion aus der Zeit um 1700 erhalten, hausgeschichtlich bedeutsam. Zweigeschossiges Häuslerhaus (Hanglage, dadurch auf Hangseite eingeschossig) mit massivem Erdgeschoss (vermutlich nachträglich unterfahren) und Fachwerkobergeschoss, abgeschlossen durch Satteldach. Die Fachwerkkonstruktion im Obergeschoss entstammt mehreren Bauperioden, die älteste Konstruktion befindet sich an der der Aue zugewandten Traufseite – ein einriegeliges Fachwerk mit geblatteten Kopfstreben, die Fachwerkkonstruktion im Obergeschoss des Giebels mit gezapften Streben könnte im 19. Jahrhundert erneuert worden sein, nach 1993 wurde bei Sanierungsmaßnahmen dieses Fachwerk aufgebrettert. Der Dachstuhl des Hauses dürfte ebenso wie die zur Aue gewandte Traufseite aus dem 17. oder beginnenden 18. Jahrhundert stammen, wie die Konstruktion des Giebels vermuten lässt. Indiz hierfür sind unter anderem die auf die Sparren aufgeblatteten Riegel. Dieses Häuslerhaus ist wohl das heute älteste, noch weitgehend authentisch erhaltene Wohngebäude des Dorfes. Das gilt auch für die Dörfer im Umland. Aus dem hohen Alter des Gebäudes und seiner Authentizität leitet sich dessen große hausgeschichtliche Bedeutung ab. | 09240619 |
| Direkt Bild zu diesem Denkmal hochladen | Schule | Am Kemnitzbach 22 (Karte)                | Bezeichnet mit 1888                                                                   | Zeittypischer Putzbau von ortsgeschichtlichem Wert. Massiv, zweigeschossig, Seitenrisalit, Putznutung Erdgeschoss, Türportal und Fenstergewände original, Seitenrisalit mit gebundenem Fenster im Obergeschoss, insgesamt fünf Achsen. Zweigeschossig mit Seitenrisalit und Putznutung im Erdgeschoss. Die Fenstergewände, Fensterverdachung und das Türportal blieben original erhalten. Die Rechteckfensteröffnungen sind regelmäßig angeordnet, nur im Obergeschoss des Seitenrisalits findet sich ein gebundenes Fenster mit Dreieckgiebelverdachung. Das Haus wird durch ein Satteldach abgeschlossen. Die 1888 erbaute Schule ist vermutlich das zweitälteste Schulgebäude des Ortes und erlangt nicht zuletzt durch seinen relativ guten Originalzustand große orts- sowie baugeschichtliche Bedeutung. | 09240618 |
| Weitere Bilder                          | Wohnhaus (Pfarrhaus), ehemaliges Seitengebäude, heute Wohnhaus, und Scheune des Pfarrhofes                                       | Am Kemnitzbach 24, 26 (Karte)            | Vor 1800                                                                              | Baugeschichtlich, ortsgeschichtlich sowie städtebaulich bedeutsames Ensemble in Nachbarschaft der Kirche. Pfarrhof, ursprünglich Vierseithof, heute bestehend aus dem Pfarrhaus, einem Seitengebäude im Hof und der Pfarrscheune. Durch die dominante Lage des Pfarrhofes und die Nachbarschaft zur Kirche, prägt dieser das Ortsbild. Das gegenüber der Kirche gelegene Pfarrhaus wurde nach Angaben der „Neuen Sächsischen Kirchengalerie“ 1692 erbaut. Im 19. Jahrhundert erfolgten einige Bauveränderungen, beispielsweise Ersatz des Fachwerks im Obergeschoss durch Mauerwerk. 1723 soll nach gleicher Quelle das „Hintergebäude“, vermutlich identisch mit dem im Hof stehenden Seitengebäude, erbaut worden sein. Dessen Erdgeschoss wurde vermutlich nachträglich massiv aufgeführt. Die Fachwerkkonstruktion des Obergeschosses zeigt deutlich zwei Bauphasen, möglicherweise eine giebelseitige Erweiterung. Abgeschlossen wird dieses Gebäude ebenso wie die anderen, durch ein steiles Satteldach. Die verbretterte Pfarrscheune, vermutlich 1774 erbaut, ist ein eingeschossiger verbretterter Fachwerkbau auf hohem Bruchsteinsockel. Die aus dem 18. Jahrhundert stammenden Gebäude des Pfarrhofes blieben, abgesehen von marginalen Bauveränderungen, in sehr gutem Originalzustand erhalten. Sie sind wichtige Beispiele des Bauhandwerks im 18. Jahrhundert. Auf Grund seiner Funktion erlangt der Pfarrhof auch eine außerordentliche ortsgeschichtliche Bedeutung. - Wohnhaus: ehemaliges Seitengebäude, Bauveränderungen, Fachwerk-Obergeschoss, Erdgeschoss massiv, Obergeschoss teilweise verbrettert, Erdgeschoss Bruchstein, Satteldach, Giebel verbrettert - Scheune: Fachwerk verbrettert, Satteldach - Wohnhaus: Pfarrhaus, stark verändert, aber zur Komplettierung Ensemble, teilsaniert, 1869 wurde die Strohdeckung aller Gebäude des Pfarrhofes durch eine Schieferdeckung ersetzt | 09240616 |
| Direkt Bild zu diesem Denkmal hochladen | Auszugshaus | Am Kemnitzbach 33 (Karte)                | 1659 Dendro                                                                           | Mehr als dreihundertjähriges Fachwerkhaus (vermutlich ehemaliges Auszugshaus) in gutem Originalzustand von großer baugeschichtlicher Bedeutung. Ehemaliges Auszüglerhaus mit massivem Erdgeschoss und Fachwerk im Obergeschoss, abgeschlossen durch ein steiles Satteldach. Laut dendrochronologischer Untersuchung 1652 erbaut. Aus dieser Zeit blieben sowohl die Dachkonstruktion als auch das Fachwerkobergeschoss original erhalten. Die Fachwerkkonstruktion im Obergeschoss weist die für die Mitte des 17. Jahrhunderts typischen Konstruktionsmerkmale auf: geblattete Kopf- und Fußstreben sowie große breit lagernde Gefache, einrieglig. Das Gebäude ist eines der ältesten Häuser des Ortes. Die gut erhaltenen Konstruktionen des 17. Jahrhunderts begründen die große hausgeschichtliche Bedeutung des Hauses. Zugleich prägt das Haus durch seine isolierte und dominante Lage wesentlich das Ortsbild. | 09240611 |
| Direkt Bild zu diesem Denkmal hochladen | Wohnstallhaus und Scheune eines ehemaligen Vierseithofes                                                                         | Am Kemnitzbach 35 (Karte)                | 1869 (Wohnstallhaus); um 1900 (Scheune)                                               | Zeit- und landschaftstypische ländliche Wohn- und Wirtschaftsgebäude in Fachwerkbauweise von bau- und sozialgeschichtlicher Bedeutung. Zeit- und landschaftstypische ländliche Wohn- und Wirtschaftsgebäude in Fachwerkbauweise aus dem 19. Jahrhundert. Das zweigeschossige Wohnstallhaus hat ein massives, verputztes Erdgeschoss, die einfache Fachwerkkonstruktion des Obergeschosses ist charakteristisch für die Zeit Mitte des 19. Jahrhunderts. Sowohl die Fenstergewände als auch das Türportal blieben original erhalten. Auch die eingeschossige, verbretterte Fachwerkscheune entstand etwa zeitgleich. Auch sie ist ein Zeitdokument des Bauhandwerks jener Zeit, woraus sich die baugeschichtliche Bedeutung beider Gebäude ableitet. | 09240612 |
| Direkt Bild zu diesem Denkmal hochladen | Wohnstallhaus | Am Kemnitzbach 54 (Karte)                | 1562 Dendro (Eckständer); 1649 Dendro (Wohnstallhaus)                                 | Zeit- und landschaftstypisches bäuerliches Wohngebäude von überregionaler haus- und sozialgeschichtlicher Bedeutung. Vermutlich ehemaliges Auszugshaus des benachbarten Bauernhofes, ursprünglich Wohnstallhaus mit Scheunenanbau aus dem 17. Jahrhundert. Erdgeschoss nachträglich massiv aufgeführt mit teilweise noch originalen Fenstergewänden aus Rochlitzer Porphyrtuff mit einer Hohlkehlung, heute teilweise originalgetreu erneuert. Einziges noch erhaltenes Fachwerkhaus des Ortes mit geraden Andreaskreuzen in den Gefachen des Obergeschosses. Merkmale dieser frühen Fachwerkkonstruktion sind auch die geblatteten Kopf- und Fußstreben. Der Scheunenanbau wurde in Fachwerkbauweise aufgerichtet und verbrettert. Wohnhaus und Scheunenanbau werden vereint durch ein steiles Satteldach. Es ist möglich, dass der Scheunenanbau später angebaut wurde. Auch im Inneren des Hauses blieb die ursprüngliche Struktur und Konstruktion, wie beispielsweise Mittelflure im Erdgeschoss und Obergeschoss sowie das Kehlbalkendach erhalten. Aufgrund des hohen Alters und des guten Originalzustandes kommt dem Haus eine überregionale hausgeschichtliche sowie sozialgeschichtliche Bedeutung zu. Zweigeschossig, längsrechteckiger Grundriss, Erdgeschoss massiv unterfahren, im ehemaligen Stallbereich durch Bruchsteinmauerwerk, Fachwerk-Obergeschoss verbrettert, an Schau-/ Traufseite gerade Andreaskreuze erhalten, ein Kreuz pro Gefach, aufgeblattete Kopfstreben, an Giebelseiten aufgeblattete Kopf- und Fußstreben, Fensteröffnungen leicht vergrößert, im Erdgeschoss und Obergeschoss Mittelflur, Holzstiegen nicht original, Dachstuhl als Kehlbalkendach ausgebildet, Holz zweitverwandt, durch traufseitige Erweiterung, vermutlich des 19. Jahrhunderts als Frackdach ausgebildet, die Deckenbalken sind in die Sparren eingezapft, damit ist belegt, dass Dachstuhl dem 17. Jahrhundert zuzuordnen sein muss, im Erdgeschoss Porphyrtuffgewände mit einer Hohlkehlung erhalten, kleiner hölzerner Vorbau bei Hauseingang, um 1900, Scheunenanbau Fachwerk mit Holzverschalung. Denkmalwert: heimatgeschichtlicher Wert aufgrund des hohen Alters und des guten Originalzustandes, ortsbildprägende Bedeutung als Teil eines Bauernhofensembles und der dominanten Lage wegen, saniert. | 09242604 |
| Direkt Bild zu diesem Denkmal hochladen | Wohnstallhaus und Scheune eines ehemaligen Vierseithofes                                                                         | Dorfweg 10b (Zum Kalten Feld 12) (Karte) | 2. Hälfte 18. Jahrhundert (Wohnstallhaus); um 1800 (Scheune)                          | Ländliches Wohn- und Wirtschaftsgebäude in sehr gutem Originalzustand von baugeschichtlichem, sozialgeschichtlichem und landschaftsprägendem Wert. - Wohnstallhaus: Fachwerk-Obergeschoss, Erdgeschoss massiv, Stichbogenportal mit Schlussstein, strebenreich, Krüppelwalmdach, guter Originalbestand, teilweise barocke Kreuzstockfenster erhalten, dorfseitig weiteres Türportal - Scheune: eingeschossig, rechteckiger Grundriss, Hoftraufseite Bruchstein, sonst Fachwerk teilweise mit Lehmstakung bzw. massiv ausgesetzt, Krüppelwalmdach (1/2 Schopf), ein großes Holztor, im Inneren eine Tenne und zwei Bansen, Holzverbindungen durch Zapfen hergestellt, historischer Belag der Tenne nicht erhalten, Kehlbalkendach und liegender Dachstuhl - Hof liegt dominant im Ort: erhöht liegend parallel zur Dorfstraße, der Hof gehört zur Gruppe gut erhaltener Hofanlagen Denkmalwert: bau- und ortsgeschichtlicher sowie städtebaulicher Wert, guter Originalzustand, teilsaniert. | 09240614 |
| Direkt Bild zu diesem Denkmal hochladen | Häusleranwesen | Dorfweg 15 (Karte)                       | Um 1820                                                                               | Zeit- und landschaftstypisches, im Obergeschoss verkleidetes Fachwerkhaus von baugeschichtlichem und ortsbildprägendem Wert. Schlichtes Häuslerhaus mit massivem Erdgeschoss und verkleidetem bzw. verbrettertem Fachwerk im Obergeschoss. Abschluss durch ein Satteldach mit Schieferdeckung. Trotz gewisser Vereinfachungen blieb die Grundstruktur des Hauses erhalten, woraus sich der baugeschichtliche Wert des Hauses ableitet. Fachwerk-Obergeschoss verkleidet bzw. verbrettert, originale Tür- und Fenstergewände, guter Bauzustand, wichtig für Ortsbild, guter Originalzustand. | 09240620 |
| Direkt Bild zu diesem Denkmal hochladen | Wohnstallhaus und Scheune eines ehemaligen Vierseithofes                                                                         | Zum Kalten Feld 12 (Dorfweg 10b) (Karte) | 2. Hälfte 18. Jahrhundert (Wohnstallhaus); um 1800 (Scheune)                          | Ländliches Wohn- und Wirtschaftsgebäude in sehr gutem Originalzustand von baugeschichtlichem, sozialgeschichtlichem und landschaftsprägendem Wert. - Wohnstallhaus: Fachwerk-Obergeschoss, Erdgeschoss massiv, Stichbogenportal mit Schlussstein, strebenreich, Krüppelwalmdach, guter Originalbestand, teilweise barocke Kreuzstockfenster erhalten, dorfseitig weiteres Türportal - Scheune: eingeschossig, rechteckiger Grundriss, Hoftraufseite Bruchstein, sonst Fachwerk teilweise mit Lehmstakung bzw. massiv ausgesetzt, Krüppelwalmdach (1/2 Schopf), ein großes Holztor, im Inneren eine Tenne und zwei Bansen, Holzverbindungen durch Zapfen hergestellt, historischer Belag der Tenne nicht erhalten, Kehlbalkendach und liegender Dachstuhl - Hof liegt dominant im Ort: erhöht liegend parallel zur Dorfstraße, der Hof gehört zur Gruppe gut erhaltener Hofanlagen Denkmalwert: bau- und ortsgeschichtlicher sowie städtebaulicher Wert, guter Originalzustand, teilsaniert. | 09240614 |

## Gahlenz
| Bild                                    | Bezeichnung                                                                                             | Lage                           | Datierung | Beschreibung | ID       |
| --------------------------------------- | --- | ------------------------------ | --- | --- | -------- |
| Weitere Bilder                          | Arbeitslosendenkmal                                                                                     | Gahlenzer Straße (Karte)       | 1927 | Schlichtes Relief mit Inschrift von geschichtlicher Bedeutung. Gneisplatte mit Flachrelief und Inschrift „Arbeitslos – Geldlos – Die Arbeitslosenzeit 1926 – gewidmet W. Hermsdorfer, M.Rühlke Gahlen“ von Max Rühlke (Schlosser) und Walter Hermsdorfer (Kupferschmied). Eines der wenigen Arbeitslosendenkmale in Sachsen, welches an die Arbeitslosigkeit in den 1920er Jahren erinnert, woraus sich trotz einfacher Gestaltung eine überregionale geschichtliche Bedeutung ableitet. | 09240680 |
| Direkt Bild zu diesem Denkmal hochladen | Wohnstallhaus, Scheune, Seitengebäude und Auszüglerhaus sowie Torbogen eines Vierseithofes              | Gahlenzer Straße 5 (Karte)     | Um 1604 (Auszugshaus); um 1800 (Bauernhaus); um 1840 (Seitengebäude)                                                                       | In gutem Originalzustand erhaltener Bauernhof mit Bauten aus dem 17. und vorwiegend aus dem 19. Jahrhundert von bau- und sozialgeschichtlichem Wert. Geschlossen erhaltener Vierseithof mit Torbogen an der Hofzufahrt. Das Wohnstallhaus, die Scheune und das Seitengebäude mit zweijochiger Kumthalle entstanden im 19. Jahrhundert (um 1840), das neben der Hofzufahrt stehende Seitengebäude in Fachwerkbauweise (ehemaliges Auszugshaus) weist in seinem Inneren Bausubstanz aus dem frühen 17. Jahrhundert (1512?, 1604 laut dendrochronologischer Untersuchung) auf. Die Bauhülle dürfte jedoch der Zeit um 1800 zuzurechnen sein. Durch seine Baumasse prägt das zweigeschossige verputzte Wohnhaus den Hof maßgeblich. Sein Sockel wurde vermutlich nachträglich mit Klinkern verblendet, das originale Türportal mit waagerechtem Gebälk stammt aus der Erbauungszeit, Fenster und Türen wurden erneuert, wobei die Fenster in ihrer Ausführung sich an bauzeitlichen Fenstern orientieren. Das Haus wird durch ein mächtiges Krüppelwalmdach abgeschlossen. Im Stallbereich blieben Kreuzgewölbe erhalten. Die Scheune, ein ebenso imposanter Massivbau wie das Wohnstallhaus, steht diesem gegenüber. Prägend für das Erscheinungsbild sind die großen, vorbildgerecht erneuerten Tore. Bauhistorisch interessante Details bilden die Lüftungsöffnungen im Drempelgeschoss. Das Haus wird durch ein Satteldach abgeschlossen. Zwischen Wohnhaus und Scheune, an der Feldseite des Hofes, steht das Seitengebäude mit Kumthalle, welches im Obergeschoss und den Giebeldreiecken eine verbreiterte Fachwerkkonstruktion aufweist. ein Giebel wurde vermutlich nachträglich massiv aufgeführt. Das älteste und bauhistorisch bedeutendste Gebäude des Hofes ist zweifelsohne das kleine, neben der Toreinfahrt stehende Auszüglerhaus. Dendrochronologische Untersuchungen ergaben eine vermutliche Bauzeit um 1604. Dabei handelt es sich aber um Befunde im Inneren des Hauses, wie oben schon erläutert. Das massive Erdgeschoss mit seinen einfachen Steingewänden wird wohl um 1800 errichtet worden sein. Das zweiriegelige Fachwerk im Obergeschoss mit gezapften Streben ist für das 18. Jahrhundert typisch. Durch eine behutsame denkmalgerechte Sanierung konnte das Haus in seinem ursprünglichen Erscheinungsbild bewahrt werden. Jedes einzelne Gebäude des Hofes dokumentiert das ländliche Bauhandwerk sowie die Lebens- und Arbeitsbedingungen ihrer Entstehungszeit, woraus sich ihr bau- und sozialgeschichtlicher Wert ableitet. Der Hof ist einer der wenigen geschlossen erhaltenen Bauernhöfe mit originalem bauzeitlichem Bestand in Gahlenz, so dass er auch eine ortsentwicklungsgeschichtle Bedeutung erlangt. - Seitengebäude: zweibogige Kumthalle, Fachwerk-Obergeschoss, zwei Giebel massiv, Satteldach, 1840 - Wohnhaus: massiv, Kreuzgewölbe - Auszüglerhaus: Fachwerk-Obergeschoss, Erdgeschoss und zwei Giebel massiv, Krüppelwalmdach, mit Stall | 09240681 |
| Direkt Bild zu diesem Denkmal hochladen | Gasthof mit Saalanbau (Schoeppenschänke)                                                                | Gahlenzer Straße 37 (Karte)    | 1820 (Gasthof); um 1900 (Saal) | Ortsbildprägende Putzbauten von ortsgeschichtlicher Bedeutung. Alter Dorfgasthof, 1820 erbaut, zweigeschossiger massiver Putzbau mit nachträglichem Ladeneinbau und Mansarddach mit halbem Schopf. Das ursprüngliche Türportal mit waagerechtem Gebälk blieb original erhalten, während die Fenstereinfassungen nur aufgemalt wurden. Die Fassade ist, wie dies für zeitgleich entstandene Bauten auf dem Lande üblich war, schlicht und ohne Zierrat. An den alten Gasthof schließt der nachträgliche Saalanbau an, welcher etwa um 1900 erbaut wurde. Auch dieser Anbau ist ein verputzter, zweigeschossiger Massivbau, welcher jedoch durch ein Satteldach abgeschlossen wird. In der Mitte der Straßentraufseite befindet sich ein großes Holztor mit Segmentbogenabschluss. Im Obergeschoss befindet sich der Saal, der äußerlich an seinen hohen Rechteckfenstern erkennbar ist. Einziges Gliederungselement der Fassade bildet das Fensterbankgesims im Obergeschoss. Der Gasthof war ehemals gesellschaftlicher und kultureller Mittelpunkt des Ortes. Mit ihm verbanden sich alle wichtigen Ereignisse im Leben der Gahlenzer Bevölkerung, so dass ihm eine große ortsgeschichtliche Bedeutung zukommt. Durch Baukubatur und dominante Lage prägt er das Ortsbild maßgeblich. | 09240678 |
| Direkt Bild zu diesem Denkmal hochladen | Wohnhaus                                                                                                | Gahlenzer Straße 48 (Karte)    | Um 1800 | Mit nachträglichem Ladeneinbau, vermutlich ehemaliges Eishaus des gegenüberliegenden Gasthofes, singulärer, über dem Dorfbach errichteter Putzbau von bau- und regionalgeschichtlicher Bedeutung. Massiv, Krüppelwalmdach, Haus über Dorfbach errichtet, mit zwei Bögen überwölbt, Zweck war, das Eis der Schänke durch das vorbeifließende Wasser zu kühlen, Haus modernisiert, aber wichtig wegen Flussüberbauung. Eingeschossiges Wohnhaus mit nachträglichem Ladeneinbau, vermutlich nach 1800 erbaut. Hausabschluss durch hohes Krüppelwalmdach mit Schleppgaube. Eine Besonderheit bildet der Standort des Hauses, welches direkt über dem Dorfbach errichtet wurde und diesen in zwei Bögen überwölbt. Das Haus diente der Kühlung der Eisblöcke des gegenüberliegenden Gasthofes und dürfte vermutlich im Zusammenhang mit diesem errichtet worden sein. Das heute denkmalgerecht sanierte Haus ist durch seine Lage und Funktion singulär. Hieraus leitet sich eine große regionalgeschichtliche und baugeschichtliche Bedeutung ab. | 09240679 |
| Direkt Bild zu diesem Denkmal hochladen | Schule mit ehemaligem Lehrerwohnhaus                                                                    | Gahlenzer Straße 65 (Karte)    | 1911/1912 | Repräsentativer, das Ortsbild prägender Putzbau von baugeschichtlichem, ortsgeschichtlichem und baukünstlerischem Wert. Wohnhaus urspr. für Lehrer, Schule vereinfacht, Fenster modernisiert, originale Haustür, Wohnhaus mit Fensterläden, originale Fassadengliederung. Schule mit integriertem Wohnhaus, 1911/12 erbaut. Zweigeschossiger Putzbau über abgewinkeltem Grundriss mit Mansarddach. Der linke Hausteil, welcher giebelständig zur Gahlenzer Straße steht, wurde als Wohnhaus für Lehrer mit separatem Hauseingang konzipiert. Wichtige Gestaltungselemente dieses Hausteils sind die gesprossten Rechteckfenster mit grün gestrichenen Holzklappläden (beide nach historischem Vorbild erneuert), die Fensterbankgesimse, ein großer Dreieckgiebel, welcher durch einen Dachreiter bekrönt wird, der 1993 wieder neu aufgesetzt wurde, nachdem er 1967 abgetragen wurde. Der Dachreiter auf rechteckigem Grundriss wird polygonal fortgesetzt und durch ein heute flaches Glockendach mit goldener Kugel und Windfahne fortgesetzt. Rechts an den Wohnteil schließt die traufständig zur Straße stehende Schule an, ebenfalls ein zweigeschossiger Putzbau mit Fensterbankgesimsen und fast quadratischen Fensteröffnungen. Die Schule wird über den repräsentativen Mitteleingang erschlossen, der über eine Freitreppe zugänglich ist. Leider wurden die ursprünglichen sprossengeteilten Fenster durch vereinfachte Fenster ersetzt, die das Gesamterscheinungsbild des Hauses beeinträchtigen. In der Mitte der Dachfläche, über dem Hauseingang, erhebt sich ein Dacherker mit einem breiten Segmentbogengiebel. Beiderseits des Dacherkers befinden sich jeweils zwei Gauben mit Satteldach. Trotz der erwähnten baulichen Vereinfachungen gehört das Gebäude zu den repräsentativsten und architektonisch anspruchsvollsten Gebäuden in Gahlenz, so dass man diesem Gebäude eine baukünstlerische Bedeutung beimessen kann. Zugleich ist dieser Schulbau ein Beispiel des modernen Schulhausbaus des beginnenden 20. Jahrhunderts und als solcher von geschichtlicher, auch bau- und ortsgeschichtlicher Bedeutung. | 09240691 |
| Direkt Bild zu diesem Denkmal hochladen | Häusleranwesen                                                                                          | Gahlenzer Straße 101 (Karte)   | Nach 1800 | Das Straßenbild prägender Fachwerkbau in sehr gutem Originalzustand von baugeschichtlicher Bedeutung. Fachwerk-Obergeschoss, ein Giebel verschiefert, Erdgeschoss massiv, originale Fenster- und Türgewände, Satteldach, guter Originalzustand, ohne rückwärtige Anbauten, ein zu großes Fenster. Bäcker zugleich Besitzer: 1872–1908 Wilhelm Heymann, 1908–1945 Hermann Heymann, 1945–1995 Walter Heymann, alle Bäckermeister. Zweigeschossiges Häuslerhaus über längsrechteckigem Grundriss mit massivem Erdgeschoss und Fachwerkkonstruktion im Obergeschoss, Abschluss durch Satteldach. Die Anbauten ohne Denkmalwert. Das Gebäude ist in gutem Originalzustand erhalten geblieben und wurde 2010/2011 denkmalgerecht saniert. Im Erdgeschoss blieben die für das beginnende 19. Jahrhundert in Mittelsachsen üblichen schlichten Fenstergewände mit einer Hohlkehle für die Winterfenster erhalten. Die Haustür und das Türportal sind nicht mehr vorhanden. Zeitgleich ist das Obergeschoss mit einem regelmäßigen Fachwerk mit gezapften Streben entstanden, die Fensteröffnungen sind in originalen Proportionen erhalten mit Ausnahme eines Fensters an der Giebelseite. Im Gebäude befand sich von 1872 bis 1975 eine Bäckerei. Als typisches Häusleranwesen des beginnenden 19. Jahrhunderts, welches authentisch überliefert ist, dokumentiert es ländliche Lebensweise und Bauhandwerk der Entstehungszeit, wodurch sich die baugeschichtliche und sozialgeschichtliche Bedeutung des Hauses eindeutig ergibt. Auf Grund seiner Nutzungsgeschichte kommt dem Gebäude auch eine ortsgeschichtliche Bedeutung zu. | 09240690 |
| Weitere Bilder                          | Wohnstallhaus, Scheune und Seitengebäude eines Dreiseithofes, heute Dorfmuseum Gahlenz                  | Gahlenzer Straße 105 (Karte)   | Um 1850 (Bauernhaus); um 1900 (Scheune und Seitengebäude)                                                                                  | Original erhaltener Bauernhof mit Wohn- und Wirtschaftsgebäuden des 19. Jahrhunderts von bau- und heimatgeschichtlicher Bedeutung. Repräsentativer, das Ortsbild maßgeblich prägender Dreiseithof, bestehend aus dem Wohnstallhaus, einer Scheune und einem Seitengebäude. Alle Gebäude wurden in den vergangenen Jahren behutsam und denkmalgerecht saniert. Durch die Nutzung als Dorfmuseum blieben auch die Gebäudestrukturen im Inneren erhalten, so dass die Funktionalität eines mittelsächsischen Bauernhofes heute noch gut erlebbar ist, woraus sich die sozial- und heimatgeschichtliche Bedeutung des Bauernhofes ableitet. Die Bauten sind für ihre Erbauungszeit typische Bauten. Das Wohnstallhaus, vermutlich in der 1. Hälfte des 19. Jahrhunderts erbaut, hat ein massives und verputztes Erdgeschoss mit gestrichenen Fenster- und Türgewänden. Die Fachwerkkonstruktion im Obergeschoss ist sparsam, die Streben sind alle gezapft, in den 1980er-Jahren erneuert. Abgeschlossen wird das Gebäude durch ein Satteldach. Die gegenüberliegende Scheune, erbaut um 1900 ist ein charakteristischer Bau dieser Zeit, ein teilweise verbretterter Fachwerkbau mit hohem Drempelgeschoss und flach geneigtem Satteldach. Das zwischen beiden Gebäuden an der Feldseite stehende Seitengebäude dürfte annähernd zeitgleich mit der Scheune entstanden sein. Es handelt sich dabei um ein zweigeschossiges Gebäude mit Stallungen im massiven Erdgeschoss und Bergeraum im verbretterten Fachwerkobergeschoss. Auch dieses Gebäude wird durch ein flach geneigtes Satteldach abgeschlossen. Weitgehend unverändert über die Jahre gekommen, dokumentieren die Bauten des Dreiseithofes ländliches Bauhandwerk des 19. Jahrhunderts und besitzen hierdurch baugeschichtliche Bedeutung. - Wohnhaus: um 1800, Satteldach, Fachwerk-Obergeschoss, Erdgeschoss massiv, Fachwerk im Obergeschoss erneuert - Seitengebäude: um 1823, geschätzte Datierung bei Erfassung um 1823 | 09240682 |
| Direkt Bild zu diesem Denkmal hochladen | Wohnstallhaus eines Dreiseithofes                                                                       | Gahlenzer Straße 133 (Karte)   | Bezeichnet mit 1741 | Markanter, das Ortsbild prägender Fachwerkbau von bau- und sozialgeschichtlicher Bedeutung. Stattliches Wohnstallhaus, laut Inschrift 1741 erbaut, mit massivem und verputztem Erdgeschoss sowie Fachwerkobergeschoss, verbrettertem Giebel und Satteldach. Das Haus blieb in sehr gutem Originalzustand erhalten. Die Fensteröffnungen des Erdgeschosses werden durch Fenstergewände mit einer Hohlkehle aus Hilbersdorfer Porphyrtuff gerahmt. Neben der Hauseingangstür gibt es die Stalltür und ein großes Tor. Im Obergeschoss des Hauses findet sich über dem Hauseingang eine Holztür, über die beispielsweise Möbel oder andere große Gegenstände ins Obergeschoss befördert werden konnten. Das Haus wird durch ein steiles Satteldach abgeschlossen. Das Wohnstallhaus gehörte zu einem Vierseithof, durch welchen die Straße direkt durchgeführt war. Sowohl die Straßenführung, als auch die Toreinfahrt im Erdgeschoss könnten ein Hinweis darauf sein, dass das genannte Gebäude ein ehemaliger Gasthof gewesen ist. Vom Hof blieben zwei der ursprünglich drei Seitengebäude erhalten, die jedoch nicht denkmalwürdig sind. Der Denkmalwert des Wohnstallhauses leitet sich ab von dessen bau- und sozialgeschichtlicher Bedeutung sowie der ortsbildprägenden Bedeutung. - Wohnhaus: Satteldach, bezeichnet im Erdgeschoss mit 1741, die letzte Zahl nicht sicher, Fenstergewände, Erdgeschoss massiv, Fachwerk-Obergeschoss, Tür im Obergeschoss, Hof durch Durchfahrtsstraße zerteilt - Seitengebäude (Abbruch 1994): vermutlich Auszüglerhaus, Satteldach, Fachwerk-Obergeschoss, Erdgeschoss massiv, Tür im Obergeschoss, nach mündlicher Überlieferung wurde im Erdgeschoss Schnaps gebrannt und im Obergeschoss gewebt | 09240684 |
| Direkt Bild zu diesem Denkmal hochladen | Auszüglerhaus eines Bauernhofes                                                                         | Gahlenzer Straße 134 (Karte)   | Um 1800 | Zeit- und landschaftstypisches Fachwerkhaus von bau- und sozialgeschichtlichem Wert. Satteldach, Fachwerk-Obergeschoss, Erdgeschoss massiv unterfahren, zweigeteilte Stalltür, Haustür verändert, Giebeldreieck verbrettert, Tür im Obergeschoss, teilweise kleine originale Fenster. Denkmalgerecht sanierter Fachwerkbau mit massivem Erdgeschoss und Satteldach, um 1800 als Auszugshaus eines Bauernhofes erbaut. Bei der Sanierung wurden das Wand-Öffnungs-Verhältnis sowie die Kubatur beibehalten, während Fenster und Türen erneuert wurden, dabei baute man kleinteilige Sprossenfenster ein. Ebenso erfolgten umfangreichere Erneuerungen im Fachwerk- und Dachbereich. Als zeittypisches Häusleranwesen erlangt das Gebäude vor allem sozialgeschichtliche sowie ortsbildprägende Bedeutung. | 09240683 |
| Direkt Bild zu diesem Denkmal hochladen | Seitengebäude eines Dreiseithofes                                                                       | Gahlenzer Straße 139 (Karte)   | 1860 | Ländliches Wirtschaftsgebäude, vermutlich mit Auszüglerwohnung in gutem Originalzustand von baugeschichtlichem und sozialgeschichtlichem Wert. Stallteil mit Kammern bzw. Auszüglerwohnung und Scheunenteil, Tore und Fachwerk original sowie Fenster, Satteldach, Heuaufzug, guter Zustand. Seitengebäude, um 1860 erbaut, bestehend aus zwei Teilen. Möglicherweise als Scheune erbaut, eingeschossig mit Drempelgeschoss, Fachwerk, große Holztore, Satteldach. Eventuell nachträglich erweitert um einen Anbau, welcher im Erdgeschoss einen Stall und im Obergeschoss eine Auszugswohnung enthielt. Dieser Gebäudeteil weist ein massives und verputztes Erdgeschoss sowie eine schlichte Fachwerkkonstruktion des 19. Jahrhunderts im Obergeschoss auf, dort Holztür. Hausabschluss durch Satteldach, Heuaufzug erhalten. Als ländliches Wirtschaftsgebäude aus der Mitte des 19. Jahrhunderts kommt dem Gebäude bau- und sozialgeschichtliche Bedeutung zu. | 09240685 |
| Direkt Bild zu diesem Denkmal hochladen | Brunnenhaus eines ehemaligen Vierseithofes                                                              | Gahlenzer Straße 149 (Karte)   | Um 1800 | Singulärer Zweckbau von baugeschichtlicher Bedeutung. Eingeschossiger Bruchsteinbau mit Satteldach, die Giebeldreiecke Fachwerk mit Ziegelausfachung, verputzt. Fenstergewände im Erdgeschoss aus Porphyrtuff. Kleiner Zweckbau, in Art und Ausführung in Sachsen sehr selten noch anzutreffen, woraus sich die große baugeschichtliche Bedeutung ableitet. | 09240686 |
| Direkt Bild zu diesem Denkmal hochladen | Häuslerhaus                                                                                             | In den Wiesen 2 (Karte)        | Um 1750 | Verkleidetes Fachwerkhaus mit massivem Erdgeschoss von bau- und sozialgeschichtlichem Wert. Fachwerk-Obergeschoss verkleidet, Erdgeschoss massiv, Satteldach, Proportionen erhalten, wichtig für Ortsbild. Häusleranwesen, zeit- und landschaftstypisches Fachwerkhaus mit massivem Erdgeschoss und steilem Satteldach. Nach dem äußeren Erscheinungsbild zu urteilen, wäre eine Erbauungszeit in der Mitte des 18. Jahrhunderts anzunehmen. Das Gebäude blieb in sehr gutem Originalzustand erhalten. Mit Ausnahme einiger zugesetzter Fensteröffnungen sind keine gravierenden Änderungen feststellbar. Das Erdgeschoss des Hauses wurde aus Bruchsteinen gemauert und verputzt, die Fenster erhielten eine einfache Natursteineinfassung mit einer Hohlkehlung zur Aufnahme der Winterfenster. Wie schon bei anderen Häusern im Ort findet sich in diesem Gebäude eine Toreinfahrt, die darauf schließen lässt, dass das Gebäude auch einen Scheunenteil hatte bzw. noch hat. Die Fachwerkkonstruktion des Obergeschosses wurde vollständig verkleidet, die Fenstergrößen blieben unverändert erhalten. Durch seine Authentizität liefert das Häusleranwesen wichtige Informationen zum ländlichen Bauhandwerk des 18. Jahrhunderts sowie zur Arbeits- und Lebensweise der Häusler im gleichen Zeitraum, woraus sich der baugeschichtliche und sozialgeschichtliche Wert des Hauses ableitet. | 09240689 |
| Direkt Bild zu diesem Denkmal hochladen | Häuslerhaus                                                                                             | In den Wiesen 11 (Karte)       | Um 1800 | Kleines ländliches Wohn- und Wirtschaftsgebäude von sozial- und baugeschichtlicher Bedeutung. Fachwerk-Obergeschoss, Erdgeschoss massiv, drei Achsen und zwei Achsen, Satteldach, sehr kleines Häuschen mit angebautem Stall. Zweigeschossiges Häuslerhaus, erbaut 1. Drittel 19. Jahrhundert, mit massivem Erdgeschoss und Fachwerkobergeschoss. Im Erdgeschoss neuere Klappläden, Türportal nicht vorbildgerecht erneuert, Fachwerkobergeschoss mit regelmäßigen, gezapften Streben und Tür über dem seitlich angeordneten Hauseingang. Satteldach und ein Giebel verschiefert. Giebelseitig schließt sich ein kleiner Stallanbau mit Heuluke im Drempelgeschoss an, welcher später an das Häuslerhaus angebaut wurde. Der Denkmalwert resultiert sich aus der bau- und sozialgeschichtlichen Bedeutung des Hauses. | 09240688 |
| Direkt Bild zu diesem Denkmal hochladen | Wohnstallhaus, Scheune und Seitengebäude eines Vierseithofes                                            | In den Wiesen 19 (Karte)       | Um 1800 (Bauernhaus); 2. Hälfte 19. Jahrhundert (Scheune und Seitengebäude)                                                                | Original erhaltene Fachwerkbauten von baugeschichtlicher, sozialgeschichtlicher und ortsbildprägender Bedeutung. Erdgeschoss entstellend verändert, massiv mit zu großen Fenstern, Garageneinbauten, Satteldach, Fachwerk-Obergeschoss komplett erhalten in gutem Bauzustand, Giebel verbrettert. Geschlossen erhaltener Bauernhof mit Wohn- und Wirtschaftsgebäuden überwiegend aus dem 19. Jahrhundert. Alle Gebäude mit massivem Erdgeschoss und Fachwerkobergeschoss und Satteldach. Auch wenn alle Gebäude leichte bauliche Veränderungen aufweisen, blieben große Teile des originalen Baubestandes erhalten, so dass diese die Bauweise ländlicher Wohn- und Wirtschaftsgebäude im 19. Jahrhundert eindrucksvoll dokumentieren. Zugleich ist Wohnen und Wirtschaften auf dem Bauernhof durch die erhaltene Hofanlage gut nachvollziehbar. Die genannten Gebäude dieses Bauernhofes erlangen hierdurch sozial- und baugeschichtliche Bedeutung. | 09240687 |
| Weitere Bilder                          | Kirche Zum Heiligen Kreuz mit Ausstattung, Kirchhofsmauer und Torhaus des Kirchhofes sowie Kirchhof     | Zur Dorfkirche (Karte)         | 1765/1768 (Kirche und Kanzelaltar); Ende 15./Anfang 16. Jahrhundert (Kruzifix); Anfang 19. Jahrhundert (Torhaus Kirchhof); 1868/69 (Orgel) | Baukomplex von großer baugeschichtlicher, ortsgeschichtlicher sowie ortsbildprägender Bedeutung. Bemerkenswert ist auch das kleine Torhaus, welches zum Friedhof gehört, ein verputzter Bruchsteinbau mit Korbbogen schließend, Dachabschluss durch ein verschiefertes Walmdach. Erbaut vermutlich in der 1. Hälfte 19. Jahrhundert, als seltenes Bauelement sächsischer Kirchhöfe von baugeschichtlicher Bedeutung. Daran anschließend hohe Bruchsteinmauer um den Friedhof mit wenigen Störungen. Mit Kirche, Kirchhof, Kriegerdenkmal, benachbartem Pfarrhaus sowie gegenüberstehender ehemaliger Schule entstand ein Ensemble, welches den Ort maßgeblich prägt und für diesen eine außerordentlich große geschichtliche Bedeutung hat als Mittelpunkt ländlichen Lebens in Gahlenz. | 09240676 |
| Direkt Bild zu diesem Denkmal hochladen | Ehemalige Schule und Friedenseiche                                                                      | Zur Dorfkirche 2 (Karte)       | 1847 (Schule); 1871 (Friedenseiche) | Klassizistischer Putzbau von baugeschichtlicher, ortsgeschichtlicher und ortsbildprägender Bedeutung. Sehr guter Originalzustand, verzierte Haustür, Fenstergewände, Putzfassade, zweigeschossig, sieben Achsen, Türportal. Zweigeschossiger, breit lagernder Putzbau von 7 × 3 Achsen mit niedrigem Walmdach. Inschriftlich datiert 1847. Sehr guter Originalzustand, denkmalgerecht saniert. Türportal und Fenstergewände erhalten, Haustür denkmalgerecht saniert. Im Königreich Sachsen wurde am 6. Juni 1835 das Gesetz über das Elementar- und Volksschulwesens verabschiedet, infolgedessen mussten in Sachsen Schulen geschaffen werden, die nur dem Unterricht dienten sowie die entsprechenden Wohnräume für den Lehrer beinhalteten. Auch die Dorfschule in Gahlenz ist ein Beispiel für die Umsetzung dieser Schulreform. Der repräsentative Standort in der Ortsmitte symbolisiert auch den Bedeutungsgrad der Schule im Alltagsleben des Dorfes, die Größe dieser Schule war von der Bevölkerungszahl abhängig. Sie lässt vermuten, dass Gahlenz zur Erbauungszeit der Schule ein kinderreiches Dorf war, zugleich die Wirtschaftskraft vorhanden war, ein derartig modernes und großräumiges Schulgebäude zu errichten. Der Denkmalwert ergibt sich demnach aus dem baugeschichtlichen Wert als Beispiel des Schulbaus seiner Entstehungszeit sowie aus der ortsgeschichtlichen Bedeutung, wie oben erläutert. | 09240674 |
| Weitere Bilder                          | Denkmal für die Gefallenen des Ersten Weltkrieges sowie zwei Gedächtnisbäume für Luther und Melanchthon | Zur Dorfkirche 2 (bei) (Karte) | 1883 (Martin-Luther-Linde); 1922 (Kriegerdenkmal)                                                                                          | Wichtiger Gedenkplatz in der Nähe der Dorfkirche von ortsgeschichtlicher Bedeutung. Obelisk auf mehreren Stufen, bekrönt von „Eisernem Kreuz“ aus Rochlitzer Porphyrtuff mit Halbrelief eines knienden Soldaten. Repräsentatives Denkmal von ortsgeschichtlicher und künstlerischer Bedeutung. Das Denkmal wird ergänzt durch eine Lutherlinde und eine Melanchthonlinde. Wichtiger Gedenkplatz in Kirchennähe von ortsgeschichtlichem Wert. | 09240677 |
| Weitere Bilder                          | Pfarrhaus mit Einfassungsmauern                                                                         | Zur Dorfkirche 4 (Karte)       | Bezeichnet mit 1718 | Teil des Bauensembles in Kirchennähe von ortsgeschichtlicher, baugeschichtlicher und ortsbildprägender Bedeutung. Am Schlussstein des ehemaligen Türportals bezeichnet, Fachwerk-Obergeschoss, Erdgeschoss massiv, Fenstergewände und originale Fenster, wichtig für Ortsbild, schönes Bauwerk, Giebel verschiefert, Satteldach. Pfarrhaus laut Inschrift 1714 erbaut, zweigeschossiger Fachwerkbau mit massivem Erdgeschoss und Satteldachabschluss. Das äußere Erscheinungsbild des Hauses lässt vermuten, dass das Gebäude um 1800 einen umfassenden Umbau erfuhr. Darauf deuten die noch erhaltenen Fenstergewände aus Hilbersdorfer Porphyrtuff im Erdgeschoss sowie die zweiriegelige Fachwerkkonstruktion mit gezapften Streben im Obergeschoss. Durch seine Lage unmittelbar vor der Dorfkirche, am Zugang zum Kirchhof und seine Baumasse prägt das Gebäude das Ortsbild maßgeblich. Durch den guten Originalzustand des Hauses vermittelt es eindrucksvoll ländliches Bauen und Wohnen in Mittelsachsen, wodurch das Pfarrhaus bau- und sozialgeschichtlich bedeutsam ist. Ebenso kommt dem Pfarrhaus eine große ortsgeschichtliche Bedeutung zu. Zum Pfarrhaus gehört eine mächtige verputzte Bruchsteinmauer, die das Pfarrgrundstück zum Weg abgrenzt. Durch ihren halbrunden oberen Abschluss unterscheidet sich diese Mauer von allen anderen im Ort anzutreffenden Einfriedungen, so dass ihr durchaus ein baugeschichtlicher Wert beizumessen ist. | 09240675 |

## Görbersdorf
| Bild                                    | Bezeichnung                                       | Lage                                          | Datierung                         | Beschreibung | ID       |
| --------------------------------------- | ------------------------------------------------- | --------------------------------------------- | --------------------------------- | --- | -------- |
| Direkt Bild zu diesem Denkmal hochladen | Gasthof mit Saalanbau                             | Richard-Rentsch-Straße 77 (Karte)             | Um 1830 (Gasthof); um 1900 (Saal) | Alter Dorfgasthof in der Ortsmitte von Görbersdorf von ortsgeschichtlichem Wert. Landschafts- und zeittypischer Fachwerkbau mit massivem Erdgeschoss, verkleidetem Fachwerkobergeschoss und Mansarddach mit Schopf. Dachdeckung Biberschwanzkronendeckung. Giebelseitig eingeschossiger Anbau, bekrönt von Steinkugel. Im rechten Winkel zum älteren Gasthof steht der um 1900 angefügte Saalanbau, eingeschossig, Putzfassade, Rundbogenfenster am Giebel, flachgeneigtes Satteldach. Als wichtiger Treffpunkt der Einwohner aus den verschiedensten örtlichen und privaten Gründen, kommt dem Dorfgasthof eine ortsgeschichtliche Bedeutung zu, dies insbesondere dadurch, dass dieser Dorfgasthof in gutem Originalzustand überliefert ist. | 09303786 |
| Direkt Bild zu diesem Denkmal hochladen | Wohnstallhaus eines ehemaligen Erbgerichtshofes   | Richard-Rentsch-Straße 79 (Karte)             | Um 1800                           | Breit gelagerter Putzbau mit prächtigem eingewölbtem Stallteil mit Porphyrsäulen, bau- und ortsgeschichtlich von Bedeutung | 09306745 |
| Weitere Bilder                          | Denkmal für die Gefallenen des Ersten Weltkrieges | Richard-Rentsch-Straße 80 (gegenüber) (Karte) | Nach 1918                         | Regionalhistorische Bedeutung. Nach 1918 in einer kleinen Anlage seitlich der Dorfstraße aufgestelltes Denkmal, welches an die im Ersten Weltkrieg 15 gefallenen Soldaten aus Görbersdorf erinnert. Der gedrungene Obelisk enthält an zwei Seiten Inschriften (vertiefte Schrift, vermutlich ursprünglich schwarz ausgelegt). Neben den Namen der Gefallenen ist die folgende Inschrift zu lesen: „Ihren Helden/Gewidmet/Gemeinde/Görbersdorf ...1914 1918“. Weiterhin befindet sich an der Schauseite die Darstellung eines Säbels. Der Denkmalwert des Denkmals ergibt sich aus seiner regionalgeschichtlichen Bedeutung. | 09240649 |
| Direkt Bild zu diesem Denkmal hochladen | Wohnstallhaus eines Dreiseithofes                 | Richard-Rentsch-Straße 97 (Karte)             | Um 1850                           | Zeit- und landschaftstypisches Wohn- und Wirtschaftsgebäude von bau- und sozialgeschichtlichem Wert. Erdgeschoss massiv, verputzt, Fachwerkobergeschoss, teils massiv ersetzt (1968 wird nach Umsturz eines Baumes der Südwestgiebel zerstört und anschließend massiv aufgeführt), Krüppelwalmdach. Als eines der wenigen weitgehend original erhaltenen ländlichen Wohn- und Wirtschaftsgebäude in Görbersdorf kommt diesem Wohnstallhaus eine regionale bau- und sozialgeschichtliche Bedeutung zu. | 09240650 |
| Direkt Bild zu diesem Denkmal hochladen | Häusleranwesen und Brunnenhaus                    | Schwarzer Weg 5 (Karte)                       | Um 1830                           | Zeit- und landschaftstypisches Fachwerkhaus in sehr gutem Originalzustand von hausgeschichtlichem Wert. Zweigeschossiges Fachwerkhaus, vermutlich um 1820 erbaut. Erdgeschoss massiv mit Natursteinfenstergewänden und Natursteinportal, dieses in der Mitte der Traufseite befindlich. Obergeschoss in Fachwerkbauweise, teilweise verschiefert mit regelmäßig angeordneten gezapften Streben. Abschluss des Gebäudes durch ein Krüppelwalmdach. Vor der Eingangsseite des Wohnhauses steht das kleine massive Brunnenhaus, welches ebenfalls durch ein Krüppelwalmdach abgeschlossen wird. Die Gebäude sind authentische Zeugnisse ländlicher Baukunst, die eindrucksvoll das Bauhandwerk und die Lebensweise der Bewohner zu Beginn des 19. Jahrhunderts dokumentieren. Damit leitet sich der Denkmalwert des Ensembles von der bau- und sozialgeschichtlichen Bedeutung ab.                                                                                                | 09304541 |
| Direkt Bild zu diesem Denkmal hochladen | Häusleranwesen                                    | Schwarzer Weg 8 (Karte)                       | Um 1700                           | Eindrucksvolles, vermutlich sehr altes Fachwerkwohnhaus mit massivem Erdgeschoss von hausgeschichtlicher Bedeutung. Vermutlich vor 1800 erbautes Häusleranwesen. Wohnhaus über rechteckigem Grundriss mit massivem Erdgeschoss und wahrscheinlich teilweise erhaltenem Fachwerkobergeschoss. Die Fensteröffnungen weisen vermutlich noch die bauzeitlichen Maße auf. Auffallend ist deren Anordnung unmittelbar unterhalb der Traufe. Abgeschlossen wird das Gebäude durch ein steiles Satteldach mit verbreiterten Fachwerkgiebeln. Die Anordnung der Fensteröffnungen sowie das steile Dach sind Indizien für eine Bauzeit vor 1800, wenn nicht sogar vor 1700. Abgesehen von kleineren baulichen Veränderungen blieb das Gebäude weitgehend authentisch erhalten. Es ist ein wichtiges Zeugnis ländlichen Bauhandwerks und ländlichen Lebens des 17. bzw. 18. Jahrhunderts, woraus sich die große baugeschichtliche und sozialgeschichtliche Bedeutung des Hauses ableitet. | 09304542 |

## Hartha
| Bild                                    | Bezeichnung                                                             | Lage                        | Datierung                 | Beschreibung | ID       |
| --------------------------------------- | ----------------------------------------------------------------------- | --------------------------- | ------------------------- | --- | -------- |
| Direkt Bild zu diesem Denkmal hochladen | Denkmalschutzgebiet Ortslage Hartha (Vorschlag)                         | (Ortslage Hartha) (Karte)   | Um 1800                   | Denkmalschutzgebiet Ortslage Hartha (Vorschlag) | 09243357 |
| Direkt Bild zu diesem Denkmal hochladen | Häusleranwesen                                                          | Nebenweg 1 (Karte)          | Um 1800                   | Eines der wenigen Häuslerhäuser in der Bachaue von Hartha in gutem Originalzustand. Fachwerk-Obergeschoss, Erdgeschoss massiv, Krüppelwalmdach, leichte, unbedeutende Bauveränderungen z. B. Riemchen am Sockel, Giebel sehr schön verschiefert, ein Giebel massiv, Schiefer laut mündlicher Überlieferung aus Schönerstadt. Schlichter zeittypischer Fachwerkbau aus der Zeit um 1800 in gutem Originalzustand mit massivem, verputztem Erdgeschoss und teilweise verbrettertem Obergeschoss. Das Fachwerk mit zahlreichen gezapften Streben, zweirieglig, ist charakteristisch für seine Bauzeit. Abgeschlossen wird das Gebäude durch ein Schieferdach. Das Gebäude gehört zu den wenigen Häusleranwesen in der Bachaue von Hartha. Durch seine Authentizität erlangt das Gebäude einen baugeschichtlichen Wert. | 09240776 |
| Direkt Bild zu diesem Denkmal hochladen | Häuslerhaus                                                             | Wiesenweg 13 (Karte)        | Um 1800                   | Original erhaltenes Fachwerkhaus von baugeschichtlichem und ortsentwicklungsgeschichtlichem Wert. Krüppelwalmdach, Fachwerk-Obergeschoss, zum Zeitpunkt der Denkmalerfassung verbrettert, Erdgeschoss massiv, urspr. mit Ziegenstall, sehr guter Originalzustand, Sanierung zwischen 1993 und 2010. Traditionelles Häusleranwesen in sehr gutem Originalzustand. Massives, verputztes Erdgeschoss, Fachwerkobergeschoss mit gezapften Streben (zeitweise verbrettert), Dachabschluss durch Krüppelwalmdach. Der ursprüngliche Ziegenstall wurde bei der Sanierung von 2002/2003 entfernt, zeitgleich wurden Reparaturen des Erdgeschossmauerwerks und des Fachwerks ausgeführt. Hierdurch wurde eines der am besten erhaltenen ländlichen Wohn- und Wirtschaftsgebäude des Ortes vor dem Verfall bewahrt. Durch sein zeittypisches Erscheinungsbild dokumentiert dieses Gebäude in exemplarischer Weise das Bauhandwerk seiner Entstehungszeit um 1800, woraus sich die baugeschichtliche Bedeutung ableitet. | 09240779 |
| Direkt Bild zu diesem Denkmal hochladen | Wohnstallhaus, Seitengebäude und Scheune eines ehemaligen Vierseithofes | Zur Räuberschänke 1 (Karte) | 1895                      | Markante Hofanlage von baugeschichtlicher, sozialgeschichtlicher und ortsbildprägender Bedeutung. Die Hofanlage gehört zu den wenigen, um 1900 komplett neu errichteten Bauernhöfen in Mittelsachsen. Alle Wohn- und Wirtschaftsgebäude des Hofes weisen das sparsame Fachwerk jener Zeit auf und dokumentieren exemplarisch das ländliche Bauen um 1900. Hervorzuheben ist die Authentizität der Bauten, die durch denkmalgerechte Sanierung vor 2010 erhalten werden konnte. Danach kommt der Hofanlage mit den noch erhaltenen Gebäuden eine baugeschichtliche sowie eine sozialgeschichtliche Bedeutung zu. Durch die dominante Lage am Ortseingang und die Größe der Hofanlage erlangt diese auch eine ortsbildprägende Bedeutung. - Wohnhaus: Fachwerk-Obergeschoss, Erdgeschoss massiv, flaches Satteldach, zu große Fenster im Erdgeschoss, Giebeldreieck verbrettert - Seitengebäude: Fachwerk-Obergeschoss, Erdgeschoss massiv, Satteldach, Heuaufzug - Scheune: Fachwerk verbrettert, Satteldach | 09240777 |
| Direkt Bild zu diesem Denkmal hochladen | Seitengebäude eines ehemaligen Vierseithofes                            | Zur Räuberschänke 4 (Karte) | 2. Hälfte 18. Jahrhundert | Weitgehend authentisch erhaltenes Fachwerkhaus von baugeschichtlichem Wert. Erdgeschoss massiv, Fachwerkobergeschoss zweirieglig mit gezapften Streben, Hoftraufseite Fachwerk im Bereich über dem Stall massiv ersetzt, bemerkenswert sind die original erhaltenen Mitteldrehflügel-Fenster im Obergeschoss der Feldtraufseite, beide Traufseiten mit Tür im Obergeschoss, hohes Krüppelwalmdach. Zweigeschossiges ländliches Wirtschaftsgebäude in Fachwerkbauweise aus dem 18. Jahrhundert. Das Erdgeschoss wurde vermutlich massiv unterfahren, heute mit zwei großen Holztoren in der Hoftraufseite. Die Fachwerkkonstruktion, zweirieglig mit gezapften Streben, wurde im Bereich über dem Stall massiv ersetzt. Beide Traufseiten weisen jeweils im Obergeschoss eine Brettertür auf. Bemerkenswert sind die original erhaltenen Mitteldrehflügel-Fenster im Obergeschoss der abgewandten Traufseite, die gegenwärtig nur noch selten anzutreffen sind. Abgeschlossen wird das Gebäude durch ein hohes Krüppelwalmdach. Das ortsbildprägende ländliche Wirtschaftsgebäude ist denkmalwürdig auf Grund seines baugeschichtlichen Wertes als authentisches Fachwerkhaus des 18. Jahrhunderts. | 09303554 |

## Kirchbach
| Bild                                    | Bezeichnung                                                                                          | Lage                         | Datierung                                                                                   | Beschreibung | ID       |
| --------------------------------------- | --- | ---------------------------- | ------------------------------------------------------------------------------------------- | --- | -------- |
| Direkt Bild zu diesem Denkmal hochladen | Huthaus und zwei Halden des Neuen Segen Gottes Erbstolln                                             | (Flurstücke 88, 128) (Karte) | 18. Jahrhundert                                                                             | Von bergbaugeschichtlicher, ortshistorischer und landschaftsbildprägender Bedeutung. Über den Neuer Segen Gottes Erbstolln ist nur wenig bekannt. So ist dieser Grubenbetrieb um 1775 als Zubußzeche in der 2. Abteilung des auswärtigen Freiberger Bergamts-Reviers belegt, welche das Gebiet nach abbauwürdigem Erz untersuchte. Er gehörte zu einer zwischen Kirchbach und Görbersdorf gelegenen Grube namens Ranis Erbstolln samt Neuer Segen Gottes. Ausgehend von einem Stollnmundloch am Dorfbach westlich des ehemaligen Lehengerichts erschloss der Wasserlösungsstolln den in nordwestlicher Richtung anstehenden Erzgang Neuer Segen Gottes Spat. Eine kleine baumbestandene Halde zeugt noch heute von dem auf diesem Erzgang abgeteuften Fundschacht der Grube. Ein östlich gelegener Tageschacht auf einem benachbarten, aber unbenannten Spatgang hinterließ eine größere Halde, auf der sich auch das ehemalige Huthaus der Grube befindet. Beide Halden sowie das aus dem 18. Jahrhundert stammende, relativ unveränderte Huthaus des Neuen Segen Gottes Erbstolln sind Zeugnisse des bei Kirchbach vorgenommenen Bergbaus und damit von orts- sowie bergbaugeschichtlicher Bedeutung. Erbstolln dienten in der Regel nur zur Wasserlösung der angeschlossenen Grubenbaue, die Erzförderung erfolgte über die Tagesschächte der Grubenfelder. Sie waren die jeweils tiefsten Wasserlösestolln und „erbten“ daher das Wasser der höher gelegenen Bergwerke und konnten von diesen im Gegenzug eine Erbstollengebühr einfordern. Ob neben den Abbauen auf den beiden anstehenden Erzgängen auch etwa der westlich benachbarte Bergbau auf dem Drei Brüder Morgengang von dem Erbstolln erreicht wurde, ist derzeit nicht bekannt. Über ihren Zeugnischarakter hinaus sind die Halden mitsamt Huthaus auch ein wichtiger Bestandteil der vom Menschen erschaffenen (Bergbau-)Kulturlandschaft und damit auch landschaftsbildprägend von Bedeutung. | 09240784 |
|                                         | Mord- und Sühnekreuz (Steinkreuz) mit Gedenkbaum vor dem Friedhof                                    | Dorfstraße (Karte)           | 15./16. Jahrhundert                                                                         | Regionalhistorischer Wert. Am 9. Oktober 1969 am heutigen Standort unterhalb des Kirchhofes aufgestellt. Bis 1968 befand sich das Kreuz zwischen Dorfbach und dem Zufahrtsweg zum damaligen Bauerngehöft Nummer 2. Es wurde nach Auskunft des damaligen Kantors zwischen 1920 und 1925 nach einem Frühjahrshochwasser am Bachufer aufgefunden. Das Steinkreuz wurde aus Gneis gehauen und mit einer Ritzzeichnung, eine Armbrust darstellend, versehen. Die Entstehungsgeschichte ist nicht überliefert. Im Allgemeinen bestanden die Steinkreuze aus einem Gesteinsblock, der aus der Umgebung des Aufstellungsortes stammte. Weite Verbreitung fanden die Kreuze, die sich vom lateinischen Kreuz ableiteten. Häufig findet man Kreuze, so auch in Kirchbach, deren parallele Flächen sich verjüngen. Ihre Standorte unterscheiden sich ebenso, wie die Materialien, aus denen sie geschaffen wurden. Schriftliche Überlieferungen zum Zweck ihrer Aufstellung sind selten. Die Errichtung vieler Steinkreuze geht zurück auf die „Totschlagsühne des mittelalterlichen Rechts“. Weiterhin gab es offensichtlich Kreuze, die dem Gedenken dienten. Von einem Teil dieser Mord- und Sühnekreuze ist der Anlass ihrer Aufstellung übermittelt oder es gibt hierzu Sagen. Der Kirchbacher Stein gehört jedoch zu den zahlreichen, von denen der Grund der Aufstellung unbekannt geblieben ist. Der Denkmalwert dieser Kreuze ergibt sich aus ihrer geschichtlichen bzw. volkskundlichen Bedeutung als Dokumente der Rechtsgeschichte bzw. der Gedenkkultur ihrer Entstehungszeit. | 09244002 |
| Direkt Bild zu diesem Denkmal hochladen | Lindenallee zwischen B 173 und Ortseingang am Kirchhof                                               | Dorfstraße (Karte)           | 1. Hälfte 20. Jahrhundert                                                                   | Fast geschossen erhaltene Allee beiderseits der Dorfstraße (zum größten Teil aus Linden bestehend) von verkehrsgeschichtlicher Bedeutung. Lindenallee entlang der alten Verbindungsstraße zwischen der Landstraße von Freiberg nach Oederan und dem Ortseingang von Kirchbach. Eine der wenigen fast vollständig erhaltenen Alleen, durch die die historische Anlage von Straßen im 19. und beginnenden 20. Jahrhundert verdeutlicht wird. Hierin besteht ihr verkehrsgeschichtlicher Wert. | 09303651 |
| Weitere Bilder                          | Ehemalige Schule, heute Dorf- und Feuerwehrhaus                                                      | Dorfstraße 8b (Karte)        | Um 1890                                                                                     | Gebäude von großer ortsgeschichtlicher Bedeutung | 09303653 |
| Direkt Bild zu diesem Denkmal hochladen | Wohnstallhaus (ohne nachträglichen Anbau) eines ehemaligen Bauernhofes, heute Wohnhaus               | Dorfstraße 9 (Karte)         | 1. Hälfte 19. Jahrhundert                                                                   | Zeit- und landschaftstypisches Fachwerkhaus mit massivem Erdgeschoss von ortsbildprägender und baugeschichtlicher Bedeutung. - Wohnhaus: Bruchstein massiv, Stallbereich Veränderungen, um 1820, Türstock, Satteldach, originale Fenstergewände - Seitengebäude: Fachwerk-Obergeschoss, strebenreich, Tür im Obergeschoss, Erdgeschoss massiv, Korbbögen, Erdgeschoss Bruchstein, Satteldach, gleiche Bauzeit | 09303654 |
| Direkt Bild zu diesem Denkmal hochladen | Häuslerhaus mit Heiste                                                                               | Dorfstraße 28 (Karte)        | Nach 1800                                                                                   | Markantes Fachwerkhaus in zeit- und landschaftstypischer Gestaltung von hausgeschichtlichem Wert. Fachwerk-Obergeschoss, Erdgeschoss massiv, Satteldach, ein Giebel massiv, wichtig für Ortsbild. | 09240787 |
| Weitere Bilder                          | Kirche mit Ausstattung (Nr. 33), Mauer des Kirchhofs, ehemalige Leichenhalle (Nr. 34) sowie Kirchhof | Dorfstraße 33, 34 (Karte)    | 1777–1783 (Kirche); bezeichnet mit 1763 (Kanzelaltar); um 1800 (Leichenhalle); 1890 (Orgel) | Ensemble von ortsbildprägendem Wert und großer ortsgeschichtlicher Bedeutung. Schlichter, flachgedeckter Rechtecksaal mit Walmdach, Dachreiter, innen: zwei gesch. Emporen, großer, pilastergeschmückter Kanzelaltar und Sandsteintaufe, bezeichnet mit 1778. Erbauung Kirche 1777–1783, erwähnenswert wäre gleichfalls umfassende Außensanierung einschließlich Sanierung Dachstuhl um 2000 sowie Innensanierung 2009 u. a. mit Konservierung und Teilrekonstruktion der Wand- und Deckenfassung um 1885. | 09240785 |
| Direkt Bild zu diesem Denkmal hochladen | Wohnstallhaus eines Dreiseithofes                                                                    | Dorfstraße 36 (Karte)        | 1865 laut Angaben Landratsamt                                                               | Durch sein authentisches Erscheinungsbild das Ortsbild prägendes Bauernhaus von baugeschichtlichem Wert. Guter Originalzustand, strebenreiches Fachwerk, Erdgeschoss massiv, Traufseite verkleidet, liegender Dachstuhl, flaches Satteldach, Ställe erhalten, wichtig für Ortsbild durch Nähe zur Kirche. | 09240786 |

## Memmendorf
| Bild                                    | Bezeichnung                                                  | Lage                             | Datierung                                                    | Beschreibung | ID       |
| --------------------------------------- | ------------------------------------------------------------ | -------------------------------- | ------------------------------------------------------------ | --- | -------- |
| Direkt Bild zu diesem Denkmal hochladen | Wohnstallhaus eines Vierseithofes                            | Am Memmendorfer Park 3 (Karte)   | Um 1800                                                      | Zeit- und landschaftstypisches ländliches Wohn- und Wirtschaftsgebäude von baugeschichtlicher Bedeutung. Vermutlich erbaut 1845 (am Türstock bezeichnet mit „18 C. F. Z. 45“). Großzügiges Wohnstallhaus mit verputztem Bruchsteinmauerwerk im Erdgeschoss sowie verbrettertem Fachwerk im Obergeschoss, abgeschlossen durch ein Krüppelwalmdach. Die Fenster wurden um 1905 durch Fenster mit gesprossten Oberlichtern ersetzt, die nach der Sanierung vor 2010 durch neue, ähnlich gestaltete ersetzt wurden. Das um 1800 erbaute Bauernhaus gehört zu einer der größten und am besten erhaltenen Hofanlagen des Dorfes. In seiner Bausubstanz ist das Bauwerk weitgehend unverändert und dokumentiert ländliche Bauweise des ausgehenden 18. und 19. Jahrhundert exemplarisch, woraus sich sein baugeschichtlicher Wert ableitet. | 09240789 |
| Direkt Bild zu diesem Denkmal hochladen | Wohnstallhaus (vermutlich Häusleranwesen)                    | Birkenweg 4 (Karte)              | 1. Hälfte 18. Jahrhundert                                    | Zweigeschossiges Fachwerkhaus mit Frackdach von baugeschichtlichem Wert. Satteldach, Fachwerk-Obergeschoss verbrettert, Anbau auch Fachwerk verbrettert, Erdgeschoss massiv, vermutlich unterfahren. Zweigeschossiges kleines Fachwerkhaus mit massivem Erdgeschoss und Fachwerkobergeschoss, giebelseitig Scheunenanbau, ebenfalls Fachwerk verbrettert. Das Haus wurde im Erdgeschoss vermutlich nachträglich massiv unterfahren, ebenso erfolgten nachträglich eingeschossige Erweiterungen an der abgewandten Traufseite und einer der Giebelseiten, wodurch das Dach heruntergezogen wurde. Vermutlich vor 1800 als Häuslerhaus erbaut, dokumentiert dieses Gebäude ländliches Bauen sowie die Wohnverhältnisse seiner Entstehungszeit in besonders typischer Weise und erlangt somit sozial- sowie baugeschichtliche Bedeutung. | 09240796 |
| Direkt Bild zu diesem Denkmal hochladen | Wohnstallhaus, Scheune und Seitengebäude eines Dreiseithofes | Kirchweg 6 (Karte)               | Um 1800 (Wohnstallhaus und Seitengebäude); um 1900 (Scheune) | Ensemble ländlicher Wohn- und Wirtschaftsgebäude von baugeschichtlichem und städtebaulichem Wert, 2005 teilsaniert. Weitgehend original erhaltener Bauernhof mit Wohn- und Wirtschaftsgebäuden aus dem 19. Jahrhundert. Das um 1800 erbaute Wohnstallhaus mit massivem, verputztem Erdgeschoss, dort Segmentbogenportal. Fachwerkobergeschoss zweirieglig mit zahlreichen gezapften Streben. Abschluss durch steiles Satteldach. Zum Erfassungszeitpunkt Veränderungen an der Hoftraufseite und dem abgewandten Giebel. Das ebenfalls um 1800 erbaute Seitengebäude mit massivem und verputztem Erdgeschoss und Fachwerkobergeschoss, weitgehend original erhalten. Dem Wohnstallhaus gegenüberstehende eingeschossige Scheune, Putzbau um 1900 mit großen Toren sowie Satteldach. Durch die authentisch erhaltene Baukonstruktion vermitteln diese Gebäude einen Eindruck vom ländlichen Bauen im 19. Jahrhundert, woraus sich der baugeschichtliche Wert ableitet. Die Gebäude werden heute noch im Wesentlichen so genutzt wie zur Erbauungszeit und vermitteln hierdurch einen Eindruck von den Arbeitsabläufen auf einem Bauernhof der damaligen Zeit, woraus sich ihr sozialgeschichtlicher Wert ergibt. - Wohnhaus: Fachwerk-Obergeschoss, Giebel massiv, Stichbogenportal, vor 1800, Erdgeschoss massiv, Satteldach, Hoftraufseite geschädigt und verändert, Anbau an Wohnhaus kein Denkmal - 1. Seitengebäude: massiv, große Torbögen - 2. Seitengebäude: um 1800, Erdgeschoss massiv, Fachwerk-Obergeschoss | 09240792 |
| Direkt Bild zu diesem Denkmal hochladen | Häusleranwesen mit angebautem Schuppen                       | Schmiedgasse 2 (Karte)           | Um 1700                                                      | Ländliches Wohn- und Wirtschaftsgebäude, vermutlich um 1700 errichtet, von großer baugeschichtlicher Bedeutung. Zweigeschossiges Fachwerkhaus, massiv unterfahren, mit Fachwerkobergeschoss, giebelseitig um Scheunen- und Schuppenanbau erweitert. Die Fenster des Erdgeschosses sind eingefasst durch Natursteingewände mit einer Hohlkehle, das Türportal blieb nicht erhalten. Die Fachwerkkonstruktion im Obergeschoss weist typische Konstruktionsmerkmale des 17. und beginnenden 18. Jahrhunderts auf – einriegelig mit aufgeblatteten Kopfstreben. Nachträglich wurde eine Tür im Obergeschoss eingebaut. Auf Grund seiner sehr alten, weitgehend originalen Fachwerkkonstruktion kommt dem Gebäude eine große hausgeschichtliche Bedeutung zu. Geblattete Kopfbänder, nachträglich Tür im Obergeschoss und verlängert worden, im Torbereich des Schuppens verbrettert, Fachwerk-Obergeschoss, Erdgeschoss massiv, Giebel verkleidet, Satteldach. | 09240791 |
| Direkt Bild zu diesem Denkmal hochladen | Ehemalige Schmiede mit Schauer, heute Wohnhaus               | Schmiedgasse 3 (Karte)           | Um 1800                                                      | Charakteristisches, sehr altes Fachwerkhaus von sozialgeschichtlicher und baugeschichtlicher Bedeutung. Keine technische Schmiedeausstattung, aber vor Haus Überdachung und Bohlenbelag zum Beschlagen der Tiere, Fachwerk-Obergeschoss, Erdgeschoss massiv, Stichbogenportal mit Schlussstein, Fachwerk-Obergeschoss, mehrere Streben, Satteldach, Giebel verkleidet, sehr guter Originalzustand. Ehemalige Schmiede mit Schauer (Beschlagstall), technische Schmiedausstattung nicht erhalten, heute Wohnhaus. Erdgeschoss massiv, verputzt, ursprünglich Fachwerkkonstruktion. Türportal – Segmentbogenportal mit Schlussstein, um 1800. Im Obergeschoss Fachwerk, einrieglig mit einzelnen Streben, vermutlich um 1700. Steiles Satteldach. Recht altes Fachwerkhaus in gutem Originalzustand, Zeugnis ländlichen Bauens um 1700 bzw. um 1800, daher von baugeschichtlichem Wert. Deutlich als alte Dorfschmiede erkennbar – eine der wenigen authentisch erhaltenen Dorfschmieden dieser Hauslandschaft, ländliche Arbeitsteilung vor 1900 dokumentierend, woraus sich die sozialgeschichtliche Bedeutung ableitet. | 09240790 |
| Direkt Bild zu diesem Denkmal hochladen | Wohnstallhaus und Seitengebäude eines Dreiseithofes          | Zum Goldenen Stern 6, 6a (Karte) | Um 1800                                                      | Das Ortsbild prägende, weitgehend original erhaltene ländliche Wohn- und Wirtschaftsgebäude von baugeschichtlichem Wert. Dominant liegender Bauernhof mit denkmalgerecht saniertem Wohnstallhaus sowie dem nördlich gelegenen Seitengebäude. Beide Gebäude weisen landschaftstypische Gestaltungs- und Konstruktionsformen auf – massive Erdgeschosse, verschieferte bzw. freisichtbare Fachwerkobergeschosse. Abgeschlossen werden beide Gebäude durch schiefergedeckte Satteldächer. Bemerkenswert ist die zweijochige Kumthalle am ehemaligen Pferdestall, die unverändert erhalten blieb. Schon zum Erfassungszeitpunkt befand sich im Stallbereich des ehemaligen Wohnstallhauses eine Garage. Auch wenn heute beide Gebäude ausschließlich als Wohnhäuser genutzt werden, blieben das äußere Erscheinungsbild sowie ihre Bausubstanz weitgehend authentisch erhalten, wodurch beide ländliches Bauen, Wohnen und Wirtschaften im 19. Jahrhundert exemplarisch dokumentieren und somit eine bau- und sozialgeschichtliche Bedeutung erlangen. - Wohnhaus: um 1800, Stallbereich durch Garageneinbau verändert, Fachwerk-Obergeschoss verschiefert, Satteldach - Seitengebäude: zweibogige Kumthalle, zum Wohnhaus umgebaut, Fledermausluke, Satteldach, Erdgeschoss teilweise Bruchsteinmauerwerk, Gefache des Fachwerk-Obergeschoss mit Ziegeln ausgesetzt | 09240793 |
| Direkt Bild zu diesem Denkmal hochladen | Ehemalige Schule                                             | Zum Goldenen Stern 16 (Karte)    | 1879                                                         | Vermutlich zweitälteste Dorfschule von Memmendorf, von ortsgeschichtlicher Bedeutung. Inschrift: Lernen und Lehren Gott zu Ehren erbaut Anno 1879, Putznutung bzw. Putzquaderung im Erdgeschoss, Gesims, fünf Achsen, zweigeschossig, Seitenrisalit mit Dreiecksgiebel, Walmdach. Markanter zweigeschossiger Putzbau mit originaler Fassadengestaltung. Über rechteckigem Grundriss errichtet, mit Seitenrisalit, dort zum Zeitpunkt der Denkmalerfassung repräsentativer rundbogiger Eingang, zweiflüglige Haustür mit Glaseinsätzen und gesprosstem halbrundem Oberlicht, darüber beiderseits des Fensters Inschrift: „Lernen und Lehren Gott zu Ehren – erbaut Anno 1879“. Die Fassade wurde gegliedert durch Putznutungen, Putzquaderungen, profilierte Gurt- und Fensterbankgesimse sowie Fenstergewände, teils mit geschweiften Konsolsteinen. Fenster und Türen zwischenzeitlich durch Kunststofffenster ersetzt, die in ihrer Ausprägung nicht dem Vorbild entsprechen. Trotz der genannten reversiblen baulichen Veränderungen blieb das Gebäude authentisch erhalten und ist somit ein Beispiel für Dorfschulen des ausgehenden 19. Jahrhunderts. Es handelt sich hierbei um eine für die Zeit um 1879 moderne Dorfschule, die durchaus den Forderungen des 1873 erlassenen Königlich Sächsischen Volksschulgesetzes entsprach. Damit erlangt das Gebäude regionalgeschichtliche sowie baugeschichtliche Bedeutung.                                                                                         | 09240794 |
| Direkt Bild zu diesem Denkmal hochladen | Bahnwärterhaus                                               | Zur Linde 8 (Karte)              | Um 1870                                                      | Weitgehend original erhaltener Typenbau der Bahnstrecke Dresden–Werdau (6258, sä. DW) von verkehrshistorischer Bedeutung. Typenbau, eingeschossiger Putzbau mit Drempel über winkelförmigem Grundriss mit flachgeneigten Satteldächern. Ein Gebäudeteil verbrettert, Hauseingang mit hölzernem Vorhäuschen. Die charakteristischen Gestaltungselemente, wie z. B. die Segmentbogenfensteröffnungen im Erdgeschoss, die Fenstergewände oder die verzierten Sparren- und Pfettenköpfe blieben erhalten. 2010 langjährig leerstehend und durch Bauvernachlässigung im Bestand gefährdet. Aus der besonders typischen Ausprägung dieses Bahnwärterhauses an einer der bedeutendsten Hauptstrecken der Eisenbahn im Freistaat Sachsen erlangt dieses eine verkehrshistorische Bedeutung. | 09240795 |

## Schönerstadt
| Bild                                    | Bezeichnung                                       | Lage                               | Datierung                                   | Beschreibung | ID       |
| --------------------------------------- | ------------------------------------------------- | ---------------------------------- | ------------------------------------------- | --- | -------- |
| Direkt Bild zu diesem Denkmal hochladen | Häuslerhaus mit Seitengebäude                     | Am Flurenberg 1 (Karte)            | Um 1800                                     | Traditionelles Fachwerkhaus von baugeschichtlichem Wert. Fachwerk-Obergeschoss, Erdgeschoss massiv, originale Tür- und Fenstergewände, Fachwerk-Obergeschoss verputzt, sehr guter Originalzustand, Satteldach. | 09240782 |
| Direkt Bild zu diesem Denkmal hochladen | Häuslerhaus                                       | Hauptstraße 13 (Karte)             | 1. Hälfte 18. Jahrhundert (eventuell älter) | Baulich leicht überformtes, aber vermutlich sehr altes Fachwerkwohnhaus von baugeschichtlichem Wert. Zweigeschossig, Erdgeschoss massiv, zu große Fenster, historischer Hauseingang verlegt, Wärmedämmung, Obergeschoss Fachwerk, verkleidet bzw. verbrettert, sehr kleine Fensteröffnungen unmittelbar unter der Traufe (Hinweis auf Bauzeit vermutlich Anfang des 18. Jahrhunderts oder eventuell sogar vorher), Satteldach. Es ist zu vermuten, dass das Obergeschoss und das Dachgeschoss bauzeitlich sind, so dass trotz der Veränderungen im Erdgeschossbereich der Denkmalwert gegeben ist. | 09305968 |
| Direkt Bild zu diesem Denkmal hochladen | Wohnstallhaus eines Vierseithofes                 | Hauptstraße 35 (Karte)             | Um 1800                                     | Zeit- und landschaftstypisches Bauernhaus in gutem Originalzustand von haus- und sozialgeschichtlichem Wert. Fachwerk-Obergeschoss verkleidet bzw. verbrettert, Erdgeschoss massiv, originale Fenstergewände, Stichbogenportale mit Schlusssteinen, Satteldach, guter Originalzustand, wichtig für Ortsbild. | 09240648 |
| Weitere Bilder                          | Wohnhaus, ehemalige Schule                        | Hauptstraße 42 (Karte)             | Um 1835                                     | Ehemalige Dorfschule von Schönerstadt, ortsgeschichtlich von Bedeutung. Fachwerk-Obergeschoss, Erdgeschoss massiv – Bruchsteinmauerwerk, Sockelmauerwerk aus Bruchsteinen, Krüppelwalmdach, verbretterte Giebel, Türportal mit Darstellung eines aufgeschlagenen Buches, Schule bis 1887, vermutlich um 1835 erbaut, alte Ortslisten-Nummer 25, im Erdgeschoss befanden sich vermutlich links des Hauseingangs die Schulstube, eine Küche, Kammer, Speisegewölbe, später eine Wohnung, die Fliesen im Erdgeschoss stammen aus der Zeit nach 1887, im Obergeschoss blieb weitgehend die alte Raumstruktur erhalten, bauzeitliche Rahmenfüllungstüren, doppelt stehender Dachstuhl, Kehlbalkendach, gezapfte Holzverbindungen, Schule in Schönerstadt wird 1838 erwähnt in „Sachsens Kirchengalerie. Inspection Freiberg. Band 2. 1838“. Da auch der Baubefund eine Bauzeit um 1838 nahelegt, ist davon auszugehen, dass das Gebäude kurz vor 1838 erbaut wurde. | 09240646 |
| Direkt Bild zu diesem Denkmal hochladen | Denkmal für die Gefallenen des Ersten Weltkrieges | Hauptstraße 42 (gegenüber) (Karte) | Nach 1918                                   | Denkmal von ortsgeschichtlichem Wert | 09240647 |

## Wingendorf
| Bild                                    | Bezeichnung | Lage                             | Datierung                                     | Beschreibung | ID       |
| --------------------------------------- | --- | -------------------------------- | --------------------------------------------- | --- | -------- |
| Direkt Bild zu diesem Denkmal hochladen | Feuerwache und Schlauchturm                                                                                           | Frankensteiner Straße 3 (Karte)  | Um 1925/1930                                  | In sehr gutem Originalzustand erhaltene dörfliche Feuerwache von bau- und ortsgeschichtlichem Wert. Bruchsteinsockel, Erdgeschoss massiv, kleine Fensteröffnungen, Drempelgeschoss vermutlich Fachwerk verbrettert, Schauseite mit großen Holztoren sowie Türen mit gesprossten Oberlichtfenstern, Satteldach, Schlauchturm mit flachem Pyramidenhelm. Repräsentative ländliche Feuerwache im Heimatstil. Mit Bruchsteinsockel, massivem Erdgeschoss und verbrettertem Drempelgeschoss, abgeschlossen durch Satteldach, der das Dach überragende Schlauchturm durch flachen Pyramidenhelm. Markant ist die Eingangsseite mit großen Holztoren und Holztüren, jeweils mit gesprossten Oberlichtern sowie einem Dreieckgiebel. Das vor 2010 sanierte Feuerwehrhaus blieb in sehr gutem Originalzustand erhalten. Durch seine qualitätvolle architektonische Gestaltung, durch die ein der ländlichem Bauweise angepasstes Zweckgebäude geschaffen wurde, erlangt dieses Gebäude baugeschichtliche Bedeutung. Zugleich hat die Feuerwache zur Bekämpfung von Feuern im dörflichen Leben eine große Bedeutung, woraus sich der ortsgeschichtliche Wert ableitet.   | 09303557 |
| Direkt Bild zu diesem Denkmal hochladen | Wohnstallhaus eines Bauernhofes                                                                                       | Frankensteiner Straße 9 (Karte)  | 2. Hälfte 18. Jahrhundert                     | Zeittypisches ländliches Wohn- und Wirtschaftsgebäude von baugeschichtlichem Wert. Fachwerk-Obergeschoss, Giebel massiv, Erdgeschoss massiv, zu große Fenster am gesamten Gebäude, Satteldach, rückbaubare Bauveränderungen, preußisches Kappengewölbe im Stall, geringer Denkmalwert, aber wichtig für Ortsbild. Schlichter Fachwerkbau mit massivem Erdgeschoss und Giebel, abgeschlossen durch ein Satteldach. Die Fenster wurden am gesamten Gebäude leicht vergrößert. Dabei handelt es sich um reversible Bauveränderungen, die nur unwesentlich in den originalen Baubestand eingriffen. Im Stall war zum Erfassungszeitpunkt ein preußisches Kappengewölbe vorhanden. Der dominant im Ort stehende Fachwerkbau ist einer der wenigen im Dorf, der noch weitgehend authentisch erhalten blieb, somit kommt diesem Gebäude ein ortsgeschichtlicher Wert zu. | 09240629 |
| Direkt Bild zu diesem Denkmal hochladen | Mühle und Wohnhaus, heute Wohnhaus, sowie Rest des Mühlgrabens zwischen Mühle und Einlauf in den Kemnitzbach          | Frankensteiner Straße 15 (Karte) | 2. Hälfte 18. Jahrhundert                     | Weitgehend original erhaltener Bau aus dem 18. Jahrhundert von bau- und ortsgeschichtlicher Bedeutung. Fachwerk-Obergeschoss mit Asbestplatten verschlagen, Stichbogenportal mit Schlussstein, Erdgeschoss massiv, Proportionen und Fenster- und Türgewände gut erhalten, Satteldach, Fenstergewände Porphyr, ursprünglich Mühle und Bäckerei. Ehemalige Mahlmühle mit Resten des Mühlgrabens zwischen dem Mühlengebäude und dem Kemnitzbach, zeitweise auch Bäckerei, heute Wohnhaus. Landschafts- und zeittypisches Fachwerkhaus mit massivem Erdgeschoss (Fachwerk im Obergeschoss teilweise verkleidet). Das Türportal aus Porphyrtuff mit Schluss-Stein sowie die Fenstergewände im Erdgeschoss blieben original erhalten. Das Haus wird durch ein Satteldach abgeschlossen. Als einzige erhaltene Mühle des Ortes erlangt diese ortsgeschichtliche Bedeutung sowie baugeschichtliche Bedeutung auf Grund ihrer typischen Konstruktion und Gestaltung. | 09240628 |
| Direkt Bild zu diesem Denkmal hochladen | Drei Fabrikgebäude sowie ein Verwaltungsgebäude mit Kraftzentrale und Schornstein (Fiedler’sche Streichgarnspinnerei) | Im Kemnitztal 5 (Karte)          | Bezeichnet mit 1816 (straßenseitiges Gebäude) | Umfangreich erhaltenes Ensemble einer der frühesten sächsischen Spinnereien, von großer industriegeschichtlicher und ortshistorischer sowie ortsbildprägender Bedeutung | 09304677 |
| Direkt Bild zu diesem Denkmal hochladen | Häuslerhaus | Zum Rittergut 5 (Karte)          | Um 1800                                       | Traditionelles Fachwerkhaus in gutem Originalzustand von baugeschichtlichem sowie städtebaulichem Wert. Fachwerk-Obergeschoss, Erdgeschoss massiv, Satteldach, Giebel verbrettert, sehr guter Originalzustand und Bauzustand, strebenreiches Fachwerk, Holztürstock. Ortsbildprägendes, zeit- und landschaftstypisches Häuslerhaus, vor 2010 denkmalgerecht saniert. Das um 1800 erbaute Gebäude weist ein massives Erdgeschoss (eventuell unterfahren) und ein teilweise verbrettertes Fachwerkobergeschoss, zweirieglig mit zahlreichen gezapften Streben, auf. Abgeschlossen wird das Gebäude durch ein steileres Satteldach. Eine Besonderheit bildete zum Zeitpunkt der Denkmalerfassung ein hölzerner Türstock. Heute hat das Gebäude einen hölzernen Eingangsvorbau. Durch seine besonders typische Ausprägung und dominante Lage kommt dem Gebäude baugeschichtliche sowie städtebauliche Bedeutung zu. Es ist wohl das am ursprünglichsten erhaltene Fachwerkhaus von Wingendorf. | 09240627 |
| Direkt Bild zu diesem Denkmal hochladen | Wohnstallhaus und Seitengebäude eines ehemaligen Vierseithofes                                                        | Zum Rittergut 9 (Karte)          | 18. Jahrhundert                               | Zeit- und landschaftstypische ländliche Wohn- und Wirtschaftsgebäude von baugeschichtlichem und sozialgeschichtlichem Wert. Alle Fachwerk-Obergeschoss, Erdgeschoss massiv, Satteldächer, Fachwerk verbrettert, verschlagen, verputzt, Wohnhaus: Frackdach, alle guter Originalzustand. Wohnstallhaus und gegenüberliegendes Seitengebäude, zweigeschossige Fachwerkbauten mit massiven Erdgeschossen, erbaut im 18. Jahrhundert. Das Fachwerk der Obergeschosse verputzt bzw. verkleidet. Nach den Fensteröffnungen zu urteilen, wurden die Fenster nur unwesentlich vergrößert, so dass die Fachwerkkonstruktion weitgehend erhalten sein dürfte. Die Satteldächer beider Gebäude sind gegenwärtig mit Biberschwänzen gedeckt. Diese ländlichen Wohn- und Wirtschaftsgebäude dokumentieren die Arbeits- und Lebensbedingungen sowie das Bauhandwerk ihrer Entstehungszeit beispielhaft und erlangen somit bau- sowie sozialgeschichtliche Bedeutung. | 09240625 |
| Direkt Bild zu diesem Denkmal hochladen | Wohnstallhaus eines Dreiseithofes                                                                                     | Zum Rittergut 10 (Karte)         | 1757                                          | Letztes erhaltenes Gebäude eines ehemaligen Dreiseithofes von baugeschichtlichem Wert. Zweigeschossiges ehemaliges Wohnstallhaus mit massivem Erdgeschoss, vermutlich 1757 erbaut (laut Eigentümer 1612). Das ursprüngliche Fachwerk im Erdgeschoss wurde durch verputztes Mauerwerk ersetzt, im Bereich des Stalles wurde eine Garage eingebaut. Das Fachwerk im Obergeschoss blieb weitgehend original erhalten. Das zweirieglige, strebenreiche Fachwerk könnte 1757 aufgerichtet worden sein. Abgeschlossen wird das Gebäude durch ein steiles Satteldach, der Dachstuhl könnte möglicherweise älter sein als 1757. Trotz Veränderungen im Erdgeschoss kommt dem Wohnstallhaus baugeschichtliche Bedeutung als Zeugnis des Bauhandwerks seiner Entstehungszeit zu. Guter Originalzustand, alle Fachwerk-Obergeschoss, Erdgeschoss massiv, Satteldächer. - Wohnhaus: strebenreich, Tür im Obergeschoss - Seitengebäude: vermutlich versch. Bauphasen, Obergeschoss versetzt in Flucht, Remisen - 2. Seitengebäude: Stall und Scheune, Tür im Obergeschoss - straßenseitiges Gebäude: schlechter Bauzustand, Abrissabsichten Ca. 2005 Abbruch einer Scheune. | 09240624 |

## Tabellenlegende
- Bild: Bild des Kulturdenkmals, ggf. zusätzlich mit einem Link zu weiteren Fotos des Kulturdenkmals im Medienarchiv Wikimedia Commons. Wenn man auf das Kamerasymbol klickt, können Fotos zu Kulturdenkmalen aus dieser Liste hochgeladen werden:
- Bezeichnung: Denkmalgeschützte Objekte und ggf. Bauwerksname des Kulturdenkmals
- Lage: Straßenname und Hausnummer oder Flurstücknummer des Kulturdenkmals. Die Grundsortierung der Liste erfolgt nach dieser Adresse. Der Link (Karte) führt zu verschiedenen Kartendiensten mit der Position des Kulturdenkmals. Fehlt dieser Link, wurden die Koordinaten noch nicht eingetragen. Sind diese bekannt, können sie über ein Tool mit einer Kartenansicht einfach nachgetragen werden. In dieser Kartenansicht sind Kulturdenkmale ohne Koordinaten mit einem roten bzw. orangen Marker dargestellt und können durch Verschieben auf die richtige Position in der Karte mit Koordinaten versehen werden. Kulturdenkmale ohne Bild sind an einem blauen bzw. roten Marker erkennbar.
- Datierung: Baubeginn, Fertigstellung, Datum der Erstnennung oder grobe zeitliche Einordnung entsprechend des Eintrags in der sächsischen Denkmaldatenbank
- Beschreibung: Kurzcharakteristik des Kulturdenkmals entsprechend des Eintrags in der sächsischen Denkmaldatenbank, ggf. ergänzt durch die dort nur selten veröffentlichten Erfassungstexte oder zusätzliche Informationen
- ID: Vom Landesamt für Denkmalpflege Sachsen vergebene, das Kulturdenkmal eindeutig identifizierende Objekt-Nummer. Der Link führt zum PDF-Denkmaldokument des Landesamtes für Denkmalpflege Sachsen. Bei ehemaligen Kulturdenkmalen können die Objektnummern unbekannt sein und deshalb fehlen bzw. die Links von aus der Datenbank entfernten Objektnummern ins Leere führen. Ein ggf. vorhandenes Icon  führt zu den Angaben des Kulturdenkmals bei Wikidata.

## Ausführliche Denkmaltexte
1. ↑  Inschrifttafel bezogen auf Stadtbrand 1709 an der Traufseite des Hauses An der Kirche 6:

Lateinische Inschrift, Übersetzung in Stadtchronik nach Gäbler und Rentsch usw.: „ZUR ERINNERUNG DER OEDERANER

Furchtbarer, verderblicher 3. Juli, an dem

Die rasenden Flammen das ganze Oederan verbrannten, das ich jetzt beklage

Jedes geistliche Gebäude, die Kirche, die Schule, das Rathaus, und selbst die Tore:

Alles war Rauch, alles Feuer, Asche.

Vier Mitbürger, sind in den Flammen umgekommen. Bald war das Begräbnis.

Soll ich verschweigen, dass auch ich zu den 100 Abgebrannten (oder Teilnehmer am Begräbnis) gehörte?

Gott aber sei Lob und Preis = Denn selbst das wenige, was wir in den folgenden harten Jahren

Mit so großer Mühe wieder aufgebaut haben, verdanken wir ihm.

Möge er uns immer beschützen, der heilige Jehova, und dich

Belehren, dass er es ist, der Feuer und Asche für die Sünden (bestimmt hat) schickt

Also lerne, Wandrer, aus meinem Schicksal, fromm zu sein!

Dann werde ich Dir Schule u. Lehrer u. Rektor zugleich sein!“
In Deutsch: „Gott schütz Kirch und Schul / Durch Christum / Haushaltung und Rat h Stühl“
2. ↑  Nähfadenfabrik Oederan:

Die heutige Fabrikanlage wurde als Zwirnerei und Nähfadenfabrik Erwin Kabis 1909 gegründet. Das Unternehmen produzierte Nähgarne für die Industrie und den Haushaltsbedarf. Im Laufe der Zeit entwickelte sich diese Textilfabrik zum führenden Industrieunternehmen der Stadt Oederan. Auf Grund ihres Arbeitskräftebedarfs und der damit im Zusammenhang stehenden Ansiedlung von Beschäftigten in Oederan trug die Unternehmensgründung wesentlich zur Stadtentwicklung bei. Auch nach 1990 produzierte das Unternehmen als Alterfil Nähfaden GmbH bis heute weiter. Die Fabrikanlage entstand in mehreren Bauphasen. 1909 wurde zunächst ein Teil des heutigen Verwaltungs- und Fabrikgebäudes errichtet, der dann in den 1921 bis 1926 erfolgten Neubau des Hauptgebäudes (Verwaltungs- und Fabrikgebäude) mit einbezogen wurde. Das Hauptgebäude einschließlich der Einfriedung und eines Gartenpavillons wurden unter Bauleitung durch das Chemnitzer Architekturbüro Dähn & John nach Plänen des Chemnitzer Architekten Wenzel Bürger aus dem Jahr 1910 errichtet. Es entstand eine repräsentative Anlage in anspruchsvoller architektonischer Gestalt mit einheitlichem Erscheinungsbild. Die Architekten entwarfen und bauten in Chemnitz zahlreiche Wohnbauten, darunter Villen sowie öffentliche Gebäude, die sich durch ihre architektonische anspruchsvolle Gestaltung auszeichnen. Auch der Fabrikkomplex der Oederaner Nähfadenfabrik zeichnet sich vor anderen Textilfabriken vor allem durch seine baukünstlerische Gestaltung aus. Bemerkenswert ist der sehr gute Originalzustand des Baukomplexes. Es muss auch noch darauf hingewiesen werden, dass die zeitgleich entstandene Gartenanlage vor dem Hauptgebäude mit Resten der historischen Wegeführung und Teilen der Ursprungsbepflanzung erhalten blieb. So wie der Fabrikkomplex auf historischen Briefköpfen abgebildet wurde, ist er heute noch anzutreffen. Die im Laufe der Zeit hinter dem Hauptgebäude erbauten Fabrikgebäude (alle ohne Denkmalwert) wurden allerdings nach 1990 wieder abgebrochen, weil es für sie keine sinnvolle Nutzung mehr gab. Ausdrücklich wird auch auf die besondere städtebauliche Bedeutung der Anlage verwiesen, die nahe dem Oederaner Bahnhof unmittelbar an der Bahnstrecke in dominanter Lage steht.

Das Unternehmen Alterfil ist eines von wenigen in Sachsen, die noch in historischen Gebäuden produzieren. Gerade durch die Nichtnutzung zahlreicher ehemaliger sächsischer Textilfabriken wurden in den vergangenen Jahren zahlreiche von ihnen abgebrochen oder sind in ihrem Bestand gefährdet. Bei dieser Fabrik besteht dagegen die Chance, dass eine der qualitätvollsten Fabrikanlagen im Regierungsbezirk Chemnitz erhalten bleibt.

Der Denkmalwert der Fabrikanlage einschließlich der vorgelagerten Gartenanlage, dem Pavillon und der Einfriedung ergibt sich aus dem baugeschichtlichen Wert als typische Textilfabrik mit zugehörigen Nebenanlagen aus dem beginnenden 20. Jahrhundert, aus der baukünstlerischen Bedeutung, begründet durch die anspruchsvolle baukünstlerische Ausbildung der Fassaden sowie der Einfriedung, die in sich Ästhetik und Zweckmäßigkeit vereinen. Weiterhin ergibt sich der Denkmalwert aus der gartenhistorischen Bedeutung der vorgelagerten Grünanlage, als typisches Beispiel eines Fabrikparks des beginnenden 20. Jahrhunderts, der der Repräsentanz und der Erholung der Beschäftigten diente. Weiterhin erlangt der Fabrikkomplex orts- und regionalgeschichtliche Bedeutung als eine der bedeutendsten Textilfabriken der Stadt Oederan und ihrer Umgebung. Im Werksgelände befindet sich eine Gedenktafel für ehemalige Häftlinge der Außenstelle des KZ Flossenbürg, die 1944/1945 im Betrieb inhaftiert waren. Diesem Stein kommt ein stadtgeschichtlicher Wert zu.
3. ↑  Ehemaliges Manufakturgebäude Durchfahrt 6:

Das ehemalige Hinterhaus des Bürgerhauses Altmarkt 2 wurde nach Entkernung des Quartiers Chemnitzer Straße – Große Kirchgasse – Altmarkt – Durchfahrt separiert. Das nunmehr freistehende Gebäude erhebt sich über längsrechteckigem Grundriss mit Kantenlängen von 7,00 m × 13,80 m. Der dreigeschossige Bau wird durch ein Krüppelwalmdach abgeschlossen. Sein Erdgeschossmauerwerk besteht aus Bruchsteinen, beide Obergeschosse weisen eine Fachwerkkonstruktion mit gezapften Streben und Lehmgefachen auf. Das Erdgeschossmauerwerk erreicht teilweise eine Stärke von bis zu 60 cm, die Ecken zeigen eine Quaderung, alle Fenster- und Türöffnungen enden in Korbbögen. Die Fenster- und Türgewände bestehen aus Hilbersdorfer Porphyr und sind scharriert. Das Gebäude ist teilunterkellert durch einen tonnengewölbten Keller. Am Portal ist das Gebäude mit 1835 datiert, die dendrochronologische Untersuchung ergab eine Datierung von 1834, so dass die Datierung am Portal die Fertigstellung des Baus bedeutet. 1832 gibt es im Brandkataster unter der Nummer 97 eine Notiz, die sich auf ein Hintergebäude bezieht, dabei wird Adolf Grüner, eventuell der Vater von Friedrich Adolf Grüner, als Eigentümer genannt. 1852 wird der Tuchfabrikant Friedrich Adolph Grüner als Grundstückseigentümer genannt. Das Hintergebäude dürfte demnach 1824 von Adolf Grüner erbaut worden sein. Vermutlich wurde das Hinterhaus als Fabrikationsgebäude errichtet. 1852 nutzte Friedrich Adolf Grüner laut Brandkataster das Vorderhaus als Wohnhaus. Weiterhin gehörten damals zum Grundstück ein Fabrikgebäude und zwei Färbereigebäude. Insgesamt wurden zu diesem Zeitpunkt 13 Webstühle betrieben. Gesichert ist demnach, dass das Hintergebäude längere Zeit als Fabrikgebäude für die Tuchmacherei genutzt wurde. Nach 1865 wurde das Hinterhaus dann nicht mehr für die Textilproduktion benötigt. Nach mehrmaligem Besitzerwechsel, gehörte das Grundstück seit 1946 dem VEB Stuhlfabrik Oederan. Um 2005 erfolgte der Umbau zum Einfamilienwohnhaus. Als eines der ältesten Manufakturgebäude Sachsens, welches weitgehend authentisch erhalten blieb, kommt dem Gebäude eine große industriegeschichtliche Bedeutung zu. Gleichzeitig wird durch dieses Gebäude der Fabrikbau des beginnenden 19. Jahrhunderts eindrucksvoll dokumentiert, woraus sich dessen überregionale baugeschichtliche Bedeutung ableitet.
4. ↑  Wohnhaus Enge Gasse 16 in Oederan:

1802 ist eine Tuch- und Wollwarenfabrik von Fürchtegott Fiedler, der in den historischen Quellen als Tuchfabrikant und Ratsmann bezeichnet wird, in Oederan urkundlich belegt. In der Fabrik wurde Flanell und Berill produziert. Laut Wählerliste des Jahres 1831 ist überliefert, dass das Grundstück Ortslisten-Nummer 57 (heute Enge Gasse 16) dem genannten Tuch- und Wollwarenfabrikanten gehörte. Das Grundstück war verbunden mit dem Grundstück Kreuzgang 9. Ein großes Tor am Kreuzgang 9 bildete die Zufahrt zu den im Hinterhof befindlichen Produktionsstätten, während das Vorderhaus Enge Gasse 16 das Wohnhaus des Fabrikanten gewesen ist. 1838 wird die Enge Gasse 16 als Grundstück mit Färberei bezeichnet. Im Nachbarhaus Enge Gasse 18 wohnte der Bruder von Christian Fürchtegott Fiedler, der Textilfabrikant August Friedrich Ferdinand Fiedler, beide Söhne des ehemaligen Oederaner Bürgermeisters Gabriel Fiedler. Auch August Friedrich Ferdinand Fiedler betrieb eine Tuchfabrik mit Färberei. Die einst an der Spüle befindliche Warenniederlage gehörte zu diesem Fabrikkomplex. Das Wohnhaus Enge Gasse 16 ist ein eher bescheidenes kleinstädtisches barockes Wohnhaus. Im Erdgeschoss wurde ein Laden (später Gaststätte) nachträglich eingebaut. Hiervon zeugen die Ladentür und das große Schaufenster. Der seitlich angeordnete Hauseingang mit vermutlich bauzeitlicher Haustür ist dagegen authentisch erhalten. Im Obergeschoss sind vier Rechteckfenster in annähernd gleichem Abstand angeordnet. Dass es sich hierbei um originale Fensteröffnungen handelt, bestätigt ein Blick in das Innere des Hauses. Auch die profilierte Traufe dürfte bauzeitlich sein. Abgeschlossen wird das Gebäude durch ein Satteldach mit kleinen Gauben. Die Hoftraufseite weist weit weniger bauliche Veränderungen auf als die Straßentraufseite. Hier blieb ein Stichbogenportal aus Porphyrtuff erhalten. Aus dem gleichen Material wurden auch die jeweils mit einer Hohlkehle versehenen Fenstergewände sowie das Traufgesims gefertigt. Die baulichen Veränderungen sind marginal. Das Innere des Hauses beeindruckt dagegen durch seinen reichen bauzeitlichen Bestand. Fast alle Zimmertüren im Haus sind Rahmenfüllungstüren mit Beschlägen aus der Zeit um 1800. Der schmale Hausflur im Erdgeschoss ist kreuzgratgewölbt. Das Haus ist teils unterkellert durch eine Bruchsteintonne. Die Treppe zum Obergeschoss ist zweiläufig, teils aus Stein bzw. Holz. Sie führt im Obergeschoss in eine großzügige Halle, die durch Holzgeländer mit ausgesägten Docken von der Treppe getrennt wird. Auch die Treppe zum Boden, die von dieser Halle abgeht, weist das gleiche Geländer auf. Von der Halle sind alle Zimmer erschlossen. Alle Fensteröffnungen werden durch Korbbögen abgeschlossen. teils erhielten die Zimmer Stuckdecken. Der große Dachraum ist längs geteilt durch eine Fachwerkwand. Hierdurch wurden vom Dachraum Kammern abgeteilt. Der Dachstuhl ist ein Kehlbalkendach mit liegendem und stehendem Stuhl. Nur selten blieben Häuser dieser Bauzeit in vergleichbar authentischem Zustand erhalten.

Quelle: Ulbricht, Werner: Beiträge zur Geschichte der Stadt Oederan 1190–1990. Band 2. Oederan 2002, S. 154 f.
5. ↑  Wohnhaus Enge Gasse 18 in Oederan:

Eventuell um 1830 als Wohnhaus des Fabrikbesitzers August Friedrich Ferdinand Fiedler, einem Sohn des ehemaligen Bürgermeisters Gabriel Fiedler, erbaut. In den Hintergebäuden befanden sich die Produktionsräume der Tuchfabrik und Färberei, an der Spüle befand sich seine Warenniederlage. A. F. F. Fiedler betrieb zunächst parallel zu seinem Bruder Christian Fürchtegott Fiedler, der das Nachbarhaus Enge Gasse 16 besaß, seine Produktion. Später vereinten beide Brüder ihre Produktionsstätten. Beide gehören zu den Pionieren der Textilindustrie in Oederan und haben daraus folgend auch große ortsgeschichtliche Bedeutung als Arbeitgeber. Insofern beeinflussten sie durch ihr Wirken auch die städtebauliche Entwicklung von Oederan. Das Wohnhaus (ursprünglich Ortslisten-Nummer 56) des August Friedrich Ferdinand Fiedler ist annähernd gleich groß wie das seines Bruders Christian Fürchtegott Fiedler. Es ist ebenfalls zweigeschossig und weist fünf Fensterachsen auf. Im Erdgeschoss blieb das bauzeitliche Segmentbogenportal mit Schlussstein erhalten, dieser bezeichnet mit „F“ für Fiedler. Auch das links neben dem Hauseingang befindliche historische Ladenfenster weist zumindest noch Reste des alten Fenstergewändes auf, während der nachträglich eingebaute Laden durch die Größe seiner Schaufenster die Fassade in ihrem Erscheinungsbild stark beeinträchtigt. Die Fenster des Obergeschosses wirken leicht vergrößert, die originalen Fenstergewände blieben nicht erhalten. Auch die Hoffassade ist stark verändert. Auch im Inneren scheinen Veränderungen erfolgt zu sein. Das Haus ist teils unterkellert durch eine Bruchsteintonne, welche offensichtlich bauzeitlich ist. Das Erdgeschoss weist die für sächsische Wohnhäuser des 18. und frühen 19. Jahrhunderts typische Dreiteilung in Laden-, Flur- und ehemalige Wohnzone auf. Die ursprüngliche Stube rechts des Hausflurs wurde später zu einem Laden umgebaut. Der historische Laden befand sich links des Flurs. Hinter diesem führt eine zweiläufige Treppe ins Obergeschoss. Dort blieb direkt der Treppe gegenüber eine historische Rahmenfüllungstür erhalten. Vermutlich um 1900 wurde eine Zwischenwand mit neuer Wohnungstür eingezogen. Möglicherweise hatte das Haus auch ursprünglich eine Vorhalle im Obergeschoss, wie Enge Gasse 16. Das Dachgeschoss wurde teils als Wohnung ausgebaut, dabei setzte man einen neuen Dachstuhl über den alten Dachstuhl, wobei der bauzeitliche Dachstuhl erhalten blieb. Trotz der beschriebenen baulichen Veränderungen ist das Haus ein Dokument des bürgerlichen Wohnhausbaus der Zeit um 1800 und erlangt hierdurch auch einen baugeschichtlichen Wert. Wichtiger ist jedoch die personen- und ortsgeschichtliche Bedeutung des Hauses wie bereits beschrieben.

Quelle: Ulbricht, Werner: Beiträge zur Geschichte der Stadt Oederan 1190–1990. Band 2. Oederan 2002, S. 154 ff.
6. ↑  Anwesen Freiberger Straße 15 in Oederan:

1753 brannte das Wohnhaus Georg Böhmes ab. 1785 wird es als brauberechtigtes Haus mit Hinterhaus und einem Seitengebäude erneut erwähnt. Das an der Freiberger Straße stehende Vorderhaus dürfte von vornherein als Wohn- und Gewerbegebäude erbaut worden sein, in den Hintergebäuden befanden sich Stallungen und Wirtschaftsräume. Aus diesem Grund bezeichnete man das Anwesen auch als „Böhmsche Wirtschaft“. Später dienten die Gebäude der Unterbringung verschiedener Fabrikationen. So nutzte man das Anwesen ab 1889 zeitweise als Zigarrenfabrik „Riess & Co.“ Auch als „Flachsches Haus“ wurde das Vorderhaus bezeichnet, weil in dessen Räumen Alfred Flach eine Deckenfabrik betrieb.

Seit 1905 befand sich der Komplex im Besitz der Stadt Oederan. Beispielsweise waren zeitweise in den Räumen die Sparkasse und das Bauamt der Stadt untergebracht, woraus sich die zeitweise Bezeichnung als „Stadthaus“ ableitete. Auch die Anfänge des heutigen Heimatmuseums befanden sich für zehn Jahre in diesem Gebäude. Heute werden das Vorderhaus und die Nebengebäude als Wohn- und Gewerberäume genutzt.

Zweigeschossiges, stattliches Bürgerhaus, elf Fensterachsen im Obergeschoss, leicht seitlich versetzter Hauseingang mit originaler zweiflügliger Holzkassettentür mit schmalem Oberlicht und Korbbogenportal mit Schlussstein bezeichnet mit „B 1798“ (B für Familie Böhme). Abschluss des Hauses durch ein hohes Mansarddach mit Schieferdeckung und dreireihig angeordneten stehenden Gauben. Im Inneren großer kreuzgratgewölbter Hausflur mit bauzeitlicher Tür. Die Räume wurden im Lauf der Zeit den verschiedensten Nutzungen angepasst, so dass beispielsweise die Zimmertüren durch neue Türen ersetzt wurden. Auch der Zugang zum Dachgeschoss ist auf Grund der teils öffentlichen Nutzungen nicht mehr möglich. Dieser erfolgt vom Hintergebäude. Das riesige, zweigeschossige Dach weist einen einfach stehenden Stuhl mit Kehl- und Hahnebalken auf. Alle Holzverbindungen sind durch Verblattungen hergestellt. Das untere Dachgeschoss ist längs geteilt in Kammern und teils auch Bretterverschläge, das obere Dachgeschoss ist dagegen offen. Man kann davon ausgehen, dass der Dachstuhl und die Dachform bauzeitlich sind. Das gleiche gilt für die Außenmauern, ein Bruchsteinmauerwerk, sowie die wesentlichen Raumstrukturen (tragende Wände).

Die beiden Hintergebäude sind teils massiv, teils in Fachwerk aufgeführt. Dem Haus und dem Nachbarhaus vorgelagert ist eine Heiste mit gemauerten Pfeilern und schmiedeeisernem Zaun.

Das einer der bedeutendsten Familien Oederans ursprünglich gehörende Anwesen erlangt personengeschichtliche Bedeutung. Die Familie Böhme spielte eine große Rolle bei der Einführung des Textilgewerbes in Oederan. Weiterhin ergibt sich der Denkmalwert des Anwesens aus dem baugeschichtlichen, sozialgeschichtlichen und stadtentwicklungsgeschichtlichen Wert. Die Bauten dokumentieren durch ihre besonders typische Ausbildung und ihren guten Originalzustand die Bauweise kleinstädtischer Bürgerhäuser des ausgehenden 18. Jahrhunderts sowie der zugehörigen Nebengebäude. Gleichzeitig verdeutlichen sie die Wohn- und Arbeitsbedingungen jener Zeit. Die Gebäude mussten zahlreiche Anforderungen in sich vereinen. Wohnen, Gewerbe, Landwirtschaft bildeten eine Einheit. Auch die frühen Fabriken nutzten diese Räumlichkeiten, ehe sie spezielle Gebäude bauten, wodurch beispielsweise der hohe Anteil manueller Arbeit sichtbar wird. So erlangt der Baukomplex auch sozialgeschichtliche Bedeutung. Stadtgeschichtlich bedeutsam wird das Anwesen durch die Nutzungsgeschichte und die Bedeutung der Bauherren für die Wirtschaftsgeschichte der Stadt.
7. ↑  Alter Friedhof und Mittlerer Friedhof (Einzeldenkmäler):
  - Grufthäuser Alter Friedhof
    - Quartier 4:
      - Grufthaus Familie Rümmler: u. a. für den Schieferdeckermeister Friedrich Anton Rümmler, verst. 1829, Grufthaus um 1829
      - Grufthaus Familie Kempe (in der Literatur auch als Grufthaus Schramm bezeichnet) und innen Grabstein für Christina Creutzigers geb. Bergerin, (1627 bis 1692), Ehefrau des ältesten Oederaner Bürgermeisters und Handelsmannes Samuel Creutziger, Gruft um 1756 entstanden, dies ist ableitbar aus der an der Gruft befindlichen Datierung. Auf rechteckigem Grundriss errichtet, Putzbau mit umlaufendem Traufgesims, Rundbogenportal aus Hilbersdorfer Porphyrtuff, beidseitig begrenzt von Pilastern, mit Spiegeln und Schlussstein, bekrönt von Dreieckgiebel und Vase. Im Dreieckgiebel befinden sich zwei Medaillons und eine Krone, sie tragen links eine Waage und rechts einen Anker, verwoben mit dem Buchstaben „S“ und der Jahreszahl 1756. Auch im hochwertig bearbeitetem Kunstschmiedetor ist die Initiale „S“ enthalten. Im Inneren ist die Gruft verputzt und besitzt im oberen Bereich ein umlaufendes Gesims. In die nördliche Wand wurde der aus dem 17. Jahrhundert stammende Grabstein für Christina Creutzinger eingelassen. Der Grabstein ist der älteste erhaltene Grabstein des Friedhofes. Das Grufthaus wurde vermutlich für den Kaufmann Christian Ehrenfried Schramm und seine Familie errichtet, worauf die „Waage“ und die Initiale „S“ einen Hinweis gibt. Das gleiche Zeichen und die Initiale findet sich am Schlussstein des Hauses Markt 10, dessen Besitzer Christian Ehrenfried Schramm gewesen war.
      - leerstehendes Grufthaus in der Nähe des Friedhofeingangs

    - Quartier 6
      - Grufthaus Familien Koop und Leuschner
      - Grufthaus Familien Otto und Herold
      - Grufthaus Familie Schulze aus dem Jahr 1800, giebelständiger Bau mit Natursteinsockel, Abschluss durch Satteldach mit Biberschwanzdeckung. Gestaltungselemente sind das profilierte Traufgesims, die Eckquaderungen, Tür- und Fenstergewände mit Stichbogen sowie Ziergitter im Fenster- und Türbereich. Im Putz oberhalb des Schlusssteins befindet sich der Buchstabe „S“. Im Inneren der Gruft sind Reste einer Jugendstilausmalung erhalten, weiterhin acht Grabplatten.
      - Grufthaus ohne Bezeichnung neben Grufthaus E

  - Grufthäuser Mittlerer Friedhof:
    - Quartier 14
      - Grufthaus Familie Jentzsch und Haubold
      - Grufthaus Familie Berthold, Fischer und Hofmann
      - Grufthaus Familie Wächter und Lorenz, Anf. 19. Jahrhundert
      - leerstehendes Grufthaus

  - Einzelgräber und Gedenksteine:
    - Grabstein für KZ-Häftlinge des KZ-Außenlagers Oederan der Firma Kabis: Chana Cytryn (verst. 5.2.1945), Lauka Schwarz (verst. 10.3.1945), Eva Wertheimer (verst. 11.10.1944)
    - Grabstein Gottlob Daniel Staberoh: 1775 bis 1848, 1. Chronist der Stadt, genannt „Sänger am Berge“, Gedenkstein von Freunden 1849 aufgestellt, 1953 erneuert, Obelisk mit quadratischem Sockel
    - Grabstein für Carl Daniel May, Chr. Maria May und Gabriel Fiedler: Dr. Carl Daniel May – mehrfach Bürgermeister und Co.-Inspektor, gest. 1778, Gabriel Fiedler – mehrfach Bürgermeister Oederans, Co.-Inspektor und Schichtmeister auf Johannis Erbstolln zu Börnichen, gest. 1804
    - Grabmal der Familie Stein, vermutlich 1754
      - Erbbegräbnis der Familie Ulbrich-Köhler mit Wand und Einfassung, gest. 1914 und 1920
      - Familiengrabstätte Langhof, Schaarschmidt, Schneider, um 1905
      - Grabmal der Familie Krahl: erste Bestattung für Max Erich Krahl – 1917 im Ersten Weltkrieg gefallen, Grabanlage mit leicht überlebensgroßer Plastik einer Trauernden, um 1917
      - Soldatenfriedhof – Ehrenhain für Gefallene des Ersten Weltkriegs: kleine Anlage mit 14 Steinkreuzen in zwei Reihen, eventuell um 1930 angelegt

  - Baulichkeiten, Ehrenhain:
    - Feierhalle: Mittlerer Friedhof, 1863 erbaut, 1938 erweitert, eingeschossiges Gebäude auf rechteckigem Grundriss, Putzbau mit flachem Zeltdach. Wesentliche Gestaltungselemente sind das ausgeprägte Traufgesims, das Gurtgesims in Höhe der Fenster- und Türstürze, die Pilastergliederung sowie die Tür- und Fenstergewände. Weiter erwähnenswert ist die originale Haustür mit einem im Rundbogen sitzenden Oberlicht
    - Friedhofsmauer: bestehend aus Schiefer, Porphyr u. a. Natursteinen, teils in Lehm, Kalkmörtel gesetzt bzw. als Trockenmauer errichtet, ursprünglich verputzt, Mauerkronen abgeschlossen durch Werksteine
    - Friedhofstor am Mittleren Friedhof, Schmiedeeisen, 1862

Der Denkmalwert der Sachgesamtheit Alter und Mittlerer Friedhof von Oederan ergibt sich aus der stadtgeschichtlichen, personengeschichtlichen bzw. baugeschichtlichen Bedeutung der Gesamtanlage und ihrer Bestandteile.
8. ↑  Altes Hospital Freiberger Straße 29 in Oederan:

Das alte Hospital, am ehemaligen Kreuzberg stehend, diente der Pflege von Kranken und Aussätzigen. Der Zeitpunkt seiner ersten Errichtung ist nicht genau zu ermitteln. 1584 wird es erstmals urkundlich erwähnt. 1709, während des Stadtbrandes, brannte auch das Hospital ab. Danach baute man das Spital wieder auf. 1785 wird es erneut urkundlich erwähnt. In diesem Zeitraum waren die Bezeichnungen „Spital zum Heiligen Kreuz“ oder „Hospital zum Kreuz“ üblich. Seine Funktion trug ihm im Volksmund den Namen „der Spittel“ ein. Wegen Baufälligkeit erfolgte 1832 der Abbruch des Hospitals und anschließende Wiederaufbau. Nunmehr dienten einige der Räume Kindern, die beim Betteln aufgegriffen wurden. Sie mussten hier Flachs spinnen. Von 1853 bis zum Neubau der Schulen beherbergte das Hospital drei Schulstuben. Der schlechte Bauzustand und eine beabsichtigte Umnutzung führten 1993 zu einer umfassenden Sanierung. Die Volkskunstschule Oederan erhielt damit ein neues Domizil, gleichzeitig brachte man auch eine Außenstelle der Kreismusikschule darin unter. Erhöht stehend an der Freiberger Straße, prägt der zweigeschossige verputzte Bruchsteinbau durch seine Lage und Baumasse das Straßenbild der Freiberger Straße. Die schlichte Putzfassade wird geprägt durch regelmäßig angeordnete Rechteckfenster, lediglich die Fenster und der Hauseingang im Erdgeschoss der vorderen Traufseite schließen durch Spitzbögen ab. Alle Fenster- und Türöffnungen werden durch Natursteingewände eingefasst. Den Hausabschluss bildet ein hohes Walmdach mit heute zwei- bzw. dreireihig angeordneten Dachhechten (vor der Sanierung ein Hecht an der Straßentraufseite). Alle Außenwände bestanden aus Bruchsteinmauerwerk, die Innenwände waren zum Zeitpunkt der Denkmalerfassung Fachwerkwände mit Ziegelausfachungen. Alle Fensteröffnungen schließen durch Korbbogenlaibungen ab. Die Stockwerke waren durch gewendelte Stein- bzw. Holztreppen und im Dachbereich durch Holzstiegen miteinander verbunden. Der Dachraum ist dreigeschossig mit Kehl- und Hahnebalken. Auf Grund größerer Bauschäden und der beabsichtigten Umnutzung waren umfangreiche Baumaßnahmen erforderlich, die denkmalgerecht unter weitgehender Wahrung des Originalbestandes erfolgten, so dass das Gebäude noch immer ein wichtiges Zeugnis des Bauhandwerkes des beginnenden 19. Jahrhunderts ist. Als Standort eines ähnlichen Gebäudes, welches mehrere Jahrhunderte Bedeutung für das Sozialwesen der Stadt hatte, erlangt das Gebäude eine herausragende stadtgeschichtliche und sozialgeschichtliche Bedeutung.

Der Denkmalwert ergibt sich somit aus der bau-, stadt- und sozialgeschichtlichen Bedeutung. Die Singularität des Bauwerks sowie seine Authentizität begründen die Denkmalwürdigkeit. Das Alte Hospital von Oederan ist ein überregional bedeutsames Kulturdenkmal.
9. ↑  Gerichtsgebäude Gerichtsstraße 18 in Oederan:

Am 21. September 1910 erfolgte die Grundsteinlegung für das Amtsgerichtsgebäude in Oederan. Die Pläne zum Neubau bearbeitete Bauamtmann Otto Kempe in der Bauabteilung des königlich sächsischen Finanzministeriums in Dresden. Am 10. Oktober des Folgejahrs fand die feierliche Einweihung statt. Hinter dem Amtsgerichtsgebäude wurde zeitgleich das Gefängnis gebaut. Das Amtsgerichtsgebäude ähnelt in seiner äußeren Gestaltung verschiedenen zeitgleich entstandenen Verwaltungsbauten und musealen Gebäuden in Sachsen, aber auch in anderen Teilen Deutschlands. Der zweigeschossige neobarocke Putzbau wird geprägt durch eine Lisenengliederung an beiden Seitenrisaliten und dem mittleren Fassadenbereich, wodurch die Vertikale der Fensterachsen im Gegensatz zum breit lagernden Bau betont wird. Seitlich ist ein repräsentativer Eingangsbereich angefügt, der durch sich verjüngende Doppelsäulen und eine Ädikula geschmückt ist und von einem aufrecht sitzenden Löwen mit sächsischem Wappen bekrönt wird. Im Gegensatz zum kompakten Hauptbaukörper handelt es sich beim Eingangsbereich an der linken Gebäudeseite um einen aus mehreren Baukörpern unterschiedlicher Höhe und Grundrissform bestehenden Gebäudeteil. Die Gestaltung erinnert an Kirchenbauten mit Langhaus, Chor und Apsis. Der ausgewogene Putzbau wird durch hohe schiefergedeckte Mansarddächer abgeschlossen, die einen wesentlichen Anteil an der harmonischen Wirkung des Bauwerks haben. Über dem Dach des linken Seitenrisalits erhebt sich auf einem oktogonalen Grundriss als Dachreiter ein Uhrtürmchen mit Welscher Haube. Original erhalten geblieben ist ein Verhandlungssaal im Obergeschoss mit Holzvertäfelung, originalen Türen, Holzdecke und Parkettfußboden sowie Bleiglasfenster im Treppenhaus. Das zeitgleich entstandene Gefangenenhaus hinter dem Gerichtsgebäude ist ein schlichter Zweckbau. Er enthielt bauzeitlich 17 Zellen unterschiedlicher Größe im Erdgeschoss und zweiten Obergeschoss und die Gefangenenküche im ersten Obergeschoss. Im Funktionszusammenhang zum Gerichtsgebäude stehend, dokumentiert er zumindest heute noch äußerlich die allgemein übliche Bauausführung von Gefängnissen zu Beginn des 20. Jahrhunderts und erlangt somit einen baugeschichtlichen sowie ortsgeschichtlichen Wert. Dem architektonisch anspruchsvoll gestalteten Amtsgerichtsgebäude kommt zudem noch eine baukünstlerische Bedeutung zu.
10. ↑  Wohn- und Geschäftshaus Große Kirchgasse 2 in Oederan:

Das Anwesen schließt im Süden unmittelbar an den Markt an und stellt eine, vergleichbar alten Posthaltereien, durchgängige Dreiflügelanlage dar. Die großen Durchfahrten am östlichen Haupt- und westlichen Nebengebäude sowie Zuschnitt und Ausstattung aller Ensembleteile erinnert eher an eine Gründung des städtischen Patriziats als an eine Manufaktur. Die wesentlichen Teile der Erdgeschosszonen am Vorder- und Hinterhaus dürften gleichaltrig sein. Ersteres wurde 1797 und Ende des 19. Jahrhunderts vermutlich vergrößert und erheblich überformt. An die sicherlich bereits bestehende kräftige und beide Häuser verbindende Einfriedungsmauer zum Grundstück Markt 11 lehnte man wohl in der 1. Hälfte des 18. Jahrhunderts den wohldurchdachten und überaus solid aufgeführten Nordflügel. Wahrscheinlich gleichzeitig fanden Arbeiten im Obergeschoss des Westflügels statt, da hier wie dort bemerkenswerte barocke Vierfüllungstüren mit überaus aufwendig geschmiedeten Beschlägen noch vorhanden sind. 1797 könnte der ehemals separat stehende Nordflügel in Richtung Osten verlängert und mit dem Vorderhaus verbunden worden sein. Sicherlich erst im 19. Jahrhundert erhielt der Westflügel durchgängig sein Obergeschoss und das alles überspannende Mansarddach. Dabei verschmolz man die Dächer von Nord- und Westflügel zur heutigen Einheit. Neben dem guten Entwurf zum Nordflügel – ursprünglich mit ausgewogenen Kreuzgratgewölben im Erdgeschoss, wohlproportionierten, korbbogigen Tür- und Fensternischen, bis zum Dach reichende massive und teilüberwölbte halb gewendelte große Treppe mit zwei Armen, Massenreduzierungen durch Bogenstellungen im Dach- wie Erdgeschoss u. a. – besteht der überregionale Denkmalwert im hohen Originalitätsgrad und der damit verbundenen Zeugniskraft zum Barockbau in Sachsen. Die Solidität der Konstruktionen – Gewölbe, Mauerwerk, Balkendecken, Dachwerk u. a. – äußert sich in bewahrter voller Funktionstüchtigkeit. Der Westflügel besitzt gleich dem Vorderhaus herausgehobene städtebauliche und geschichtliche Wertigkeiten. Er war ehemals nur eingeschossig bzw. nur sein Südteil hatte ein Obergeschoss.
  - Hinterhaus: zweigeschossiger mächtiger Bruchsteinbau mit hohem Mansarddach, große Tordurchfahrt – Portalgewände Rochlitzer Porphyrtuff mit Schlussstein, kleine Fensteröffnungen im Erdgeschoss, größere Rechteckfenster im Obergeschoss, alle mit Porphyrtuffgewänden, teilweise auch Hilbersdorfer Porphyrtuff
  - Hinterhaus (Seitenflügel) an das Wohnhaus anschließend: zweigeschossig, Putzbau, Bruchstein, annähernd mittig Hauseingang mit Stichbogenportal mit Schlussstein, alle Fenstergewände und das Türportal Hilbersdorfer Porphyurtuff, im Erdgeschoss die Fenster mit einer Hohlkehlung, hohes Mansardkrüppelwalmdach
11. ↑  Wohn- und Geschäftshaus Markt 8 in Oederan:

Urkundlich wird der Tuchmacher Christoph Vogelsang als erster Eigentümer des Hauses genannt. Von 1728 bis 1740 ist Bürgermeister Gottfried Creuziger als Eigentümer nachweisbar, welcher auch in diesem Haus wohnte. Zwischen 1767 und 1838 war die angesehene Oederaner Bürgerfamilie Holzmüller Eigentümer. Um 1820 wird das Gebäude als Wohn- und Malzhaus bezeichnet. Nach weiteren Eigentümerwechseln gelangte es in das Eigentum des Baumeisters Friedrich Wilhelm Meiling, welcher im Jahr 1872 das Haus um ein Stockwerk erhöhte. Der dreigeschossige Putzbau befindet sich in unmittelbarer Nähe zum Rathaus und ist daher für das Erscheinungsbild des Marktes bedeutsam. Das über längsrechteckigem Grundriss errichtete Gebäude wird durch ein Satteldach abgeschlossen. Die Markttraufseite erhielt 1872 eine neue Gestaltung. Sie wird nunmehr geprägt durch Fensterbankgesimse und Dreieckgiebelverdachungen über dem Hauseingang und den Fenstern im ersten Obergeschoss. Im Erdgeschoss befinden sich Läden. Die Haustür von 1872 blieb original erhalten.

Die Hoftraufseite ist schlicht, wie dies allgemein üblich war. Hier schließen sich zwei Seitengebäude an, die an die Enge Gasse angrenzen. Die Seitengebäude wurden nicht als Kulturdenkmale ausgewiesen. Der Denkmalwert des Hauses leitet sich ab von dessen regional- und baugeschichtlicher Bedeutung. Als wichtiger Bestandteil des Marktplatzensembles kommt dem Gebäude auch eine große städtebauliche Bedeutung zu.
12. ↑  Wohnhaus Schulgasse 4 in Oederan:

Anfang des 19. Jahrhunderts befand sich das Gebäude mit der damaligen Ortslisten-Nummer 43 im Besitz der Textilfabrikanten Christian Fürchtegott und August Friedrich Ferdinand Fiedler. Beide waren Söhne von Gabriel Fiedler, Bürgermeister und Co-Inspektor in Oederan, welcher 1804 verstarb. Es wäre also denkbar, dass dieses Gebäude ursprünglich diesem gehört hat. Es handelt sich hierbei um ein großzügiges und für seine Erbauungszeit äußerst komfortables barockes Bürgerhaus. Äußerlich wurde es mit großer Wahrscheinlichkeit überformt und der Eingangsbereich verändert. Die Sandsteinfenstergewände des breit lagernden Baus blieben erhalten, wurden jedoch teils überputzt. Auch das originale Wand-Öffnungs-Verhältnis des Bruchsteinbaus ist erhalten geblieben. Abgeschlossen wird das Bürgerhaus durch ein hohes Satteldach mit Dachhecht, welcher ursprünglich kleiner gewesen ist oder nie vorhanden war. Im Inneren ist das Haus im Erdgeschoss quergeteilt in den Flur-, Laden- sowie Wohn- und Küchenbereich. Der Hausflur ist nach rechts verschoben. Er wird durch Kreuzgratgewölbe abgeschlossen. An ihn grenzt rechts ein ehemaliger kreuzgratgewölbter Laden mit teils erhaltener Verbretterung der Wände an. Ebenfalls an der rechten Seite des Hausflurs befindet sich der Kellerzugang (das Gebäude ist teils unterkellert durch zwei parallel angeordnete Bruchsteintonnen) und das Treppenhaus. Links des Hausflurs befindet sich ein großzügiges Zimmer, dessen Fensteröffnungen sehr tief ausgebildet sind und mit gedrückten Korbbögen abschließen. Mit diesem Raum ist ein kleinerer, ebenfalls kreuzgratgewölbter Raum verbunden. An der Hofseite links vom Hausflur befindet sich der Zugang zur schwarzen Küche. Auch dieser Raum wird durch ein Kreuzgratgewölbe abgeschlossen. Die ehemals offene Esse ist heute zugesetzt, aber deutlich erkennbar. Eine dreiläufige Steintreppe führt in das Obergeschoss, deren bauzeitliche Geländer erhalten blieben. Der ehemalige Hausflur verläuft im Obergeschoss in der Mitte parallel zum First. Im Flur blieb eine sehr schöne Stuckdecke vollständig erhalten, allerdings heute durch das Einbauen von Zwischenwänden geteilt. Am Ende des repräsentativen Flurs befindet sich am Giebel eine Fensteröffnung, ebenfalls durch einen flachen Korbbogen abschließend. Bemerkenswert ist das bauzeitliche vierflüglige Kreuzstockfenster. Beiderseits des Flurs schließen Zimmer oder Salons unterschiedlicher Größe an, die teilweise ein Enfilade bildeten. Ob dies bauzeitlich schon so war, kann ohne Bauuntersuchung nicht gesagt werden. Ein Teil dieser Räume weist noch originale Stuckdecken auf. Vom Hausflur besteht auch eine Verbindung zum Seitengebäude, welches aber mit großer Wahrscheinlichkeit später als das Wohnhaus gebaut wurde. Um 1800 dürften diese Hintergebäude jedoch bereits vorhanden gewesen sein. Eine dreiläufige Holztreppe führt schließlich in das bewohnbare Dachgeschoss und eine zweiläufige gewendelte Holztreppe in das zweite Dachgeschoss. Hier befinden sich zahlreiche Holzverschläge. Der Dachstuhl wurde vermutlich um 1900 komplett neu aufgesetzt. Zu diesem Zeitpunkt erfolgte dann auch der Ausbau des Dachgeschosses mit Wohnungen bzw. Schlafkammern. Als vermutlich ehemaliges Wohnhaus der beiden Fabrikanten Christian Fürchtegott und August Friedrich Ferdinand Fiedler und vermutliches Wohnhaus des ehemaligen Oederaner Bürgermeisters Gabriel Fiedler kommt dem Wohnhaus Schulgasse 4 eine außerordentlich große stadtgeschichtliche Bedeutung zu. Durch die große Authentizität des Bauwerks, das äußere Erscheinungsbild und die Innenausstattung gleichermaßen betreffend, wird das Bauwerk zum eindrucksvollen Zeugen barocken Wohnhausbaus in Sachsen, so dass dem Haus eine große baugeschichtliche Bedeutung beizumessen ist.
13. ↑  Mühle Unterstadt 2 in Oederan:

Der Rat der Stadt Oederan erwirbt 1533 vom Landesherren drei Mühlen, darunter auch die sogenannten „Hauboldmühle“. 1632 war sie nach Aktenlage abgebrannt. 1723 wird als Müller ein Christian Döhnel genannt, 1728 wird die Mühle urkundliche als Mahlmühle mit zwei Mahlgängen erwähnt. Weitere Eigentümer nach 1763 waren die Müller Christian Friedrich Beyer und Johann Georg Richter. Am Schlussstein trägt die Mühle die Bezeichnung „J.C.R. 1796“. Die Initialen stehen für Johann Christian Richter, der die Mühle im Jahr 1796 offensichtlich grundlegend erneuern ließ. Als 1831 Carl Friedrich Stöhr Besitzer der Mühle wurde, wurde sie als Malzmühle bezeichnet. Im Zeitraum von 1841 bis 1865, als die Mühle sich im Eigentum des Tuchfabrikanten Grüner befand, wird sie als Malz- und Ölmühle mit eingebauter Kammgarnspinnerei genutzt. 1865 folgt der nächste Eigentümerwechsel. Der Müller Traugott Heinrich Haubold betreibt nun die Mühle wieder als Mahlmühle mit Bäckerei. Die Mühle wurde durch unterschiedliche Eigentümer bis 1958 betrieben. Spätere Nutzung als Wohnhaus, gegenwärtig leer stehend.

Zweigeschossiger, breit lagernder Fachwerkbau mit massivem Erdgeschoss, dort Fenstergewände aus Hilbersdorfer Porphyrtuff sowie mittig angeordnetes Segmentbogenportal mit Schlussstein bezeichnet mit „J. C. R.1796“, bauzeitliche sehr schöne zweiflügelige Rahmenfüllungstür mit fest stehendem gesprosstem Oberlicht erhalten, Fachwerk-Obergeschoss, teilweise massiv, Krüppelwalmdach mit Schleppgaube. Im Erdgeschoss befinden sich noch die Ladentür und das Schaufenster der ehemaligen Bäckerei. Im rechten Winkel an das Haus wurde ein zweigeschossiger Anbau, ein massiver Putzbau, angefügt. An der rückwärtigen Traufseite befindet sich ein eingeschossiger massiver Anbau, in dem sich ursprünglich die Mühlentechnik befand. Durch seine markante Lage und die besondere Geländetopographie prägt der Baukomplex das Ortsbild maßgeblich. Die Nutzungsgeschichte begründet die große stadtgeschichtliche Bedeutung des Baukomplexes. Durch die Authentizität und besonders typische Ausprägung des Fachwerkbaus dokumentiert dieser zugleich das Bauhandwerk seiner Entstehungs- bzw. Umbauzeit um 1800 und erlangt hierdurch auch baugeschichtliche Bedeutung.

Auf Grund des langen Leerstandes wurde das Fachwerkgebäude baulich stark in Mitleidenschaft gezogen. Viele Bauteile waren derart geschädigt, dass während der 2018 begonnenen Sanierungsarbeiten nur die nördliche und westliche Fassade (Umfassungsmauern) des Erdgeschosses mit Eingangsportal an der Nordseite und den Natursteinfenstergewänden, die nördliche Fachwerkwand des Obergeschosses, der Keller mit Zugangsportal und zwei Tonnengewölben sowie die Umfassungsmauern (Bruchsteinmauerwerk) der ehemaligen südwestlichen Radstube erhalten werden konnten. Die genannten Bauteile werden in den sich am Vorgängerbau orientierenden Neubau integriert. Damit wird die markante Lage im Ortsbild weiterhin gewahrt.
14. ↑  Denkmal der Rittergutsbesitzer von Schönberg im Gutspark des ehemaligen Rittergutes Börnichen:

Landschaftlich gestalteter Gutspark mit zum Teil seltenen Baumarten, zum Zeitpunkt der Denkmalausweisung im Mai 2007 aus zwei Teilen bestehend, ursprünglich am Waldrand nahe der Mühle stehend, zerstört geborgen, beabsichtigte Aufstellung nach Restaurierung im Park von Börnichen, dort zur Zeit Sockel des Denkmals provisorisch aufgestellt, Sockel Naturstein mit rechteckiger Grundfläche, ca. 1,40 bis 1,50 m hoch, Vorderseite mit Inschrift: „GLORIA PATERNAE“ – nach anderer Quelle: „Memoriae paternae MDCCCVIII“, Kopfstück ebenfalls ca. 1,50 m bis 1,60 m hoch, ursprünglich ebenfalls rechteckige Grundfläche, Naturstein mit Abplatzungen, alle vier Flächen mit bildlichen Darstellungen: vermutliche Vorderseite mit unterlebensgroßem Halbrelief – Darstellung einer betenden Maria ohne Kind (Kopf und Hände verwittert), vermutliche Rückseite mit Darstellung einer Schlange, die sich in den Schwanz beißt – Schlangenlaib bildet einen Kreis, eine Seite mit Wappen derer von Schönberg, zweite Seitenfläche mit Blume in einem Kreis (an Kreuzblume erinnernd), alle Seitenflächen werden durch Spitzbogen abgeschlossen, diese spitzbogige Verdachung bildete zugleich einen Wetterschutz für den Stein, oberer Abschluss des Denkmals in Form eines Faltdaches, Symbolik des Denkmals: Mariendarstellung: stehende, möglicherweise mädchenhafte Darstellung mit offenem Haar, betend, die Figur ist stärker verwittert, so dass eine Deutung kaum möglich ist, Schlangendarstellung als Kreis: kosmischer Urkreis, Schlange beißt sich in eigenen Schwanz – Symbol der kosmischen Harmonie.
15. ↑  Textilfabrik Straße des Friedens 95, 95a in Breitenau:

Letzte bauliche Zeugen einer ehemaligen Mühle und späteren Nähfadenfabrik. Die Fabrikationsgebäude wurden auf Grund des zunehmenden Verfalls 2011 als Kulturdenkmale gestrichen. Erhalten blieb die ehemalige Scheune (Straße des Friedens 95), 1921 nach Plänen der Architekten Friedrich & Frank zum Wohnhaus umgebaut. Die Bauausführung oblag dem Oederaner Baumeister Arwed Ficker. Weiterhin erhalten blieb das ehemalige Nebengebäude (möglicherweise ehemaliges Sozialgebäude Straße des Friedens 95a).
  - Fabrikgebäude: Straße des Friedens 95a, eventuell ehemaliges Sozialgebäude, eingeschossig mit Drempel, massiver Putzbau, Satteldach mit Dachreiter
  - Wohnhaus Straße des Friedens 95, ehemalige Scheune: 1921 zu Wohnhaus umgebaut, zweigeschossig, straßenseitig eingeschossig, Erdgeschoss Bruchstein verputzt, Rest der alten Scheune mit alten Naturstein-Fenstergewänden und Türportal mit Datierung 1822 (?), böhmisches Kappengewölbe vermutlich im ehem. Stall, daneben tonnengewölbter Keller, Obergeschoss Ziegelmauerwerk verputzt – 1921 neu aufgeführt, dort Wohnung, Zimmer- und Zwischentüren aus dieser Zeit sowie zentrale Diele mit Kamin und hölzerner Eckbank sowie zweiläufige Treppe, schlichte Bleiglasfenster in Diele, Zimmer sonst schmucklos
  - Arbeiterwohnhaus, ehemals Straße des Friedens 93a (Abbruch vor 2006): traufständig an Straße stehend, Erdgeschoss massiv, verputzt, Obergeschoss Fachwerk, Doppelwohnhaus mit zwei Eingängen
  - Fabrikgebäude: giebelständig an Straße, zweigeschossiger verputzter Massivbau mit Satteldach, guter Originalzustand, durch hölzernen Gang mit Fachwerkwohnhaus verbunden, 2011 gestrichen wegen zunehmenden Verfall

Denkmalwert: Alter Industriestandort in unmittelbarer Nachbarschaft der Stadt Oederan, der für die Ortsentwicklung auf Grund des Arbeitskräftebedarfs bedeutsam war. Der Denkmalwert ergibt sich vor allem aus dem industrie-, regional- und baugeschichtlichen Wert sowie der landschaftsprägenden Bedeutung der baulichen Überreste der ehemaligen Industrieanlage.
16. ↑  Dorfkirche Gahlenz:

Auf einer Anhöhe gelegene spätbarocke Saalkirche, errichtet 1765–1768 nach Plänen des Bau- und Maurermeisters von Johann Christoph Uhlmann aus Börnichen und des Freiberger Bau- und Zimmermeisters Johann Gottlieb Ohndorff anstelle eines spätmittelalterlichen Vorgängerbaus. Der Turm wurde 1775 hinzugefügt. Restaurierungen 1822 (außen), 1834, 1896 und um 1965 (innen). Putzbau mit geradem Schluss, Walmdach, Korbbogenfenster, wuchtiger Turm an der Südseite über quadratischem Grundriss, das Glockengeschoss oktogonal, geschweifte Haube mit zwiebelförmiger Spitze. Die Wetterfahne und die Turmuhr weisen noch heute die Datierung 1775 auf. Das flachgedeckte Innere wirkt durch die an den Ecken abgeschrägte Emporenführung, zweigeschossig an der West- und Ostseite, konvex im Süden, als Zentralraum. Zwei verglaste Betstuben beiderseits des Altars. Der um zwei Stufen erhöhte Chorraum durch eine hölzerne Chorschranke vom Saal abgetrennt. Ausstattung aus der Erbauungszeit, entsprechend den protestantischen Anforderungen an einen Kirchenraum mit zentralem Kanzelaltar aus Holz, korinthische Säulen tragen das stark auskragende und verkröpfte Gebälk mit Gloriole, seitlich Vasen mit Ähren und Wein. Schöne Rokokotaufe, datiert 1767, die Kuppa in Kelchform aus Holz, der Fuß aus Sandstein. Orgel, 1868/69 erbaut vom Borstendorfer Orgelbaumeisters Christian Friedrich Göthel, 1989/90 überholt. Im Vorraum lebensgroßes Kruzifix (Entstehung und Herkunft nicht geklärt), Holz, farbig gefasst. Eine Außenerneuerung erfolgte 1976/77 (Dehio Sachsen II. 1998, S. 307.; Faltblatt: Evangelisch-Lutherische Kirche „Zum Heiligen Kreuz“ zu Gahlenz. in Reihe: Denkmale im Landkreis Freiberg. hg. v. Landratsamt Freiberg 2002). Turm von 1775, Abendmahlskelch, Silber, vergoldet, 15.Jahrhundert, Orgel von Christian Friedrich Göthel 1868/69.
17. ↑   Fiedler’sche Streichgarnspinnerei in Wingendorf:

Schlichte Massivbauten aus Bruchstein mit Sandstein-Eckquaderung und Rechteckfenstern (überwiegend) mit Porphyrgewänden. Produktionsstätte einer der frühen sächsischen Spinnereien, laut Wieck sogar „die erste großartige Streichgarnspinnerei mit Wasserkraft“ (Wieck, Friedrich Georg: Industrielle Zustände Sachsens. Das Gesamtgebiet des sächs. Manufaktur- und Fabrikwesens, Handels und Verkehrs. Chemnitz 1840, S. 217), von Aug. Fiedler 1828/29 an der Großen Striegis erbaut. Welche Vornutzung hier bestand – das straßenseitige Gebäude wurde wohl 1816 erbaut – ist derzeit noch unklar. Zu einem späteren Zeitpunkt wurde der Spinnereibetrieb um eine Tuchweberei erweitert und firmierte um 1850 als Tuchfabrik Adolf Gottlob Fiedler.
  - Straßenseitiges Produktionsgebäude: mit Satteldach (wohl ursprünglich Mansarddach) und Zugang im Hof, Türsturz aus Porphyr bezeichnet mit 1816, längsrechteckiger Grundriss mit 9 × 4 Fensterachsen, Mittelrisalit an der straßenseitigen Fassade, ursprünglich mit nördlichem Anbau gleicher Dimensionierung (wurde etwa 2012 abgebrochen, nachdem Dach und Zwischendecken eingestürzt waren, Giebel hier stark verändert, Eckquaderung erhalten), hofseitige Fassade durch Aufzugsschacht verändert, nordöstliche Gebäudeecke in der ehemaligen Durchfahrt mit polygonaler Vorlage aus Porphyr, korrespondiert mit südwestlicher Gebäudeecke des benachbarten Gebäudes
  - Produktionsgebäude an der Nordseite des Hofs: mit 2 × 6 Fensterachsen, darüber flaches, zum Teil eingebrochenes Walmdach, nördliche Traufseite durch nicht erhaltene flache Anbauten in der Fenstergliederung stark verändert, Hofseite bis auf vergrößerte Türöffnungen original, Südwestecke ebenfalls mit Mauervorlage aus polygonalen Porphyrsegmenten
  - Produktionsgebäude an der Ostseite des Hofs: mit Satteldach, hoher Massivbau mit etwa quadratischem Grundriss, 5 Fensterachsen am Nordgiebel, Fensteröffnungen in den unteren Geschossebenen verändert, Ostgiebel mit Aufzugsschacht, südlich anschließender zweigeschossiger Anbau vermutlich nicht von Denkmalwert
  - Kraftzentrale (Kessel- und Maschinenhaus) mit Schornstein südlich des Hofs: hofseitig teils mit Rundbogenfenstern, ein originales Holzfenster, Schornstein mit viereckigem Querschnitt aus Ziegelmauerwerk, an zwei Seiten verschiefert
  - Östlich anschließendes Verwaltungsgebäude: langgestreckt und am östlichen Ende vor dem Kemnitzbach nach Norden abgewinkelt, dort Gebäudezugang als massive Rundbogenbrücke mit Holzüberdachung ausgeführt, Südseite durch Erker, Standerker und zwei Zwerchhäuser abwechslungsreich gestaltet, überwiegend Rechteckfenster mit aufwendiger Laibung, teils Drillingsfenster, am leicht vorspringenden Gebäudeteil vor der Kraftzentrale auch Rundbogenfenster, teils gekuppelt